# Humano
Humano (taxonomicamente Homo sapiens, termo que deriva do latim "homem sábio", também conhecido como pessoa, gente ou homem) é a única espécie do gênero Homo ainda viva e o primata mais abundante e difundido da Terra, caracterizado pelo bipedalismo e por cérebro grande, o que permitiu o desenvolvimento de ferramentas, culturas e linguagens avançadas. Os humanos tendem a viver em estruturas sociais complexas compostas por muitos grupos cooperantes e concorrentes, desde famílias e redes de parentesco até Estados políticos. As interações sociais entre os humanos estabeleceram uma ampla variedade de valores, normas e rituais, que fortalecem a sociedade humana. A curiosidade e o desejo humano de compreender e influenciar o meio ambiente e de explicar e manipular fenômenos motivaram o desenvolvimento da ciência, filosofia, mitologia, religião e outros campos de estudo da humanidade.
O H. sapiens surgiu há cerca de 300 mil anos na África, quando evoluiu do Homo heidelbergensis e migrou para fora do continente africano, substituindo gradualmente as populações locais de humanos arcaicos. Durante a maior parte da história, todos os humanos foram caçadores-coletores nômades. A Revolução Neolítica, que começou no sudoeste da Ásia há cerca de 13 mil anos, trouxe o surgimento da agricultura e da ocupação humana permanente. À medida que as populações se tornaram maiores e mais densas, formas de governança se desenvolveram dentro e entre as comunidades e várias civilizações surgiram e declinaram. Os humanos continuaram a se expandir, com uma população global de mais de 8,2 bilhões em 2024.
Os genes e o ambiente influenciam a variação biológica humana em características visíveis, fisiologia, suscetibilidade a doenças, habilidades mentais, tamanho do corpo e longevidade. Embora variem em muitas características, dois humanos são, em média, mais de 99% semelhantes. Geralmente, os homens têm maior força corporal, enquanto as mulheres apresentam maior percentual de gordura corporal, entram na menopausa e tornam-se inférteis por volta dos 50 anos e, em média, também têm uma expectativa de vida mais longa em quase todas as populações do mundo. A natureza dos papéis de gênero masculino e feminino tem variado historicamente e os desafios às normas de gênero predominantes têm-se repetido em muitas sociedades. Os humanos são onívoros, capazes de consumir uma grande variedade de materiais vegetais e animais e usam o fogo e outras formas de calor para preparar e cozinhar alimentos desde a época do H. erectus. Eles podem sobreviver por até oito semanas sem comida e três ou quatro dias sem água. Geralmente são diurnos, dormindo em média sete a nove horas por dia. O parto é perigoso, com alto risco de complicações e morte. Frequentemente, a mãe e o pai cuidam dos filhos, que são indefesos ao nascer.
Os humanos têm um córtex pré-frontal grande e altamente desenvolvido, a região do cérebro associada à cognição superior. Eles são inteligentes, capazes de memória episódica, expressões faciais flexíveis, autoconsciência, mentalização, introspecção, pensamento privado, imaginação, volição e formação de pontos de vista sobre sua própria existência. Isso tem permitido grandes avanços tecnológicos e o desenvolvimento de ferramentas complexas, possíveis por meio da razão e da transmissão de conhecimento às gerações futuras. Linguagem, arte e comércio são características definidoras dos humanos. As rotas comerciais de longa distância podem ter levado a explosões culturais e distribuição de recursos que deram aos humanos uma vantagem sobre outras espécies semelhantes. A África Oriental, nomeadamente o Chifre da África, é considerada pelos antropólogos como o local de nascimento dos humanos de acordo com as evidências arqueológicas e fósseis existentes.

## Etimologia
Em latim, humanus é a forma adjetival do nome homo, traduzido como Homem (para incluir machos e fêmeas). Por vezes, em Filosofia, é mantida uma distinção entre as noções de ser humano (ou Homem) e de pessoa. O primeiro refere-se à espécie biológica enquanto o segundo refere-se a um agente racional, visto, por exemplo, na obra de John Locke, Ensaio sobre o Entendimento Humano II 27, e na obra de Immanuel Kant, Introdução à Metafísica da Moral. Segundo a perspectiva de John Locke, a noção de pessoa passa a ser a de uma coleção de ações e operações mentais. O termo pessoa poderá assim ser utilizado para referir animais para além do Homem, para referir seres míticos, uma inteligência artificial ou um ser extraterrestre.
O termo binomial Homo sapiens foi cunhado por Carl Linnaeus em seu trabalho do século XVIII Systema Naturae e também é o lectótipo do espécime. O termo para o gênero Homo é uma derivação do século XVIII do latim homō ("homem"), em última instância "ser terrestre" (do latim antigo hemō).

## Evolução
O estudo científico da evolução humana engloba o desenvolvimento do gênero Homo, mas geralmente envolve o estudo de outros hominídeos e homininaes, tais como o Australopithecus. O "humano moderno" é definido como membro da espécie Homo sapiens, sendo a única subespécie sobrevivente (Homo sapiens sapiens). O Homo sapiens idaltu e o Homo neanderthalensis, além de outras subespécies conhecidas, foram extintos há milhares de anos. O Homo sapiens viveu com cerca de oito espécies de humanos hoje extintas há cerca de 300 mil anos. Há apenas 15 mil anos, o homo sapiens compartilhava cavernas com outra espécie humana conhecida como denisovanos.
O Homo neanderthalensis, que se tornou extinto há 30 mil anos, tem sido ocasionalmente classificado como uma subespécie classificada como "Homo sapiens neanderthalensis", mas estudos genéticos sugerem uma divergência entre as espécies Neanderthal e Homo sapiens que ocorreu há cerca de 500 mil anos. Da mesma forma, os poucos espécimes de Homo rhodesiensis são também classificados como uma subespécie de Homo sapiens, embora isso não seja amplamente aceito. Os humanos anatomicamente modernos têm seu primeiro registro fóssil na África, há cerca de 195 mil anos, e os estudos de biologia molecular dão provas de que o tempo aproximado da divergência ancestral comum de todas as populações humanas modernas terá sido há 200 mil anos. O amplo estudo sobre a diversidade genética Africana chefiado pela Dra. Sarah Tishkoff encontrou no povo San a maior expressão de diversidade genética entre as 113 populações distintas da amostra, tornando-os um de 14 "grupos ancestrais da população". A pesquisa também localizou a origem das migrações humanas modernas no sudoeste da África, perto da orla costeira da Namíbia e de Angola. A espécie humana teria colonizado a Eurásia e a Oceania há 40 mil anos; e as Américas apenas há cerca de 10 mil anos. A recente (2003) descoberta de outra subespécie diferente da atual Homo sapiens sapiens, o Homo sapiens idaltu, na África, reforça esta teoria, por representar um dos elos perdidos no conhecimento da evolução humana.
Os parentes vivos mais próximos dos seres humanos são os gorilas e os chimpanzés, mas os humanos não evoluíram a partir desses macacos: em vez disso, os seres humanos modernos compartilham com esses macacos um ancestral comum. A descoberta do Ardipithecus, juntamente com fósseis mais antigos de macacos do Mioceno, reformulou a compreensão acadêmica do último ancestral comum entre chimpanzés e humanos de se parecer muito com os atuais chimpanzés, orangotangos e gorilas modernos para ser uma criatura única sem um cognato anatômico moderno.
Os seres humanos são provavelmente os animais mais estreitamente relacionados com duas espécies de chimpanzés: o Chimpanzé-comum e o Bonobo. O sequenciamento completo do genoma levou à conclusão de que "depois de 6,5 milhões de anos de evoluções distintas, as diferenças entre chimpanzés e humanos são dez vezes maiores do que entre duas pessoas independentes e dez vezes menores do que aquelas entre ratos e camundongos". A concordância entre as sequencias do DNA humano e o do chimpanzé variam entre 95% e 99%. Estima-se que a linhagem humana divergiu da dos chimpanzés há cerca de cinco milhões de anos e da dos gorilas há cerca de oito milhões de anos. No entanto, um crânio de hominídeo descoberto no Chade, em 2001, classificado como Sahelanthropus tchadensis, possui cerca de sete milhões de anos, o que pode indicar uma divergência mais anterior.
A evolução humana é caracterizada por uma série de importantes alterações morfológicas, de desenvolvimento, fisiológico e comportamental, que tiveram lugar desde que a separação entre o último ancestral comum de humanos e chimpanzés. A primeira grande alteração morfológica foi a evolução de uma forma de adaptação de locomoção arborícola ou semiarborícola para uma forma de locomoção bípede, com todas as suas adaptações decorrentes, tais como um joelho valgo, um índice intermembral baixo (pernas longas em relação aos braços), e redução da força superior do corpo.

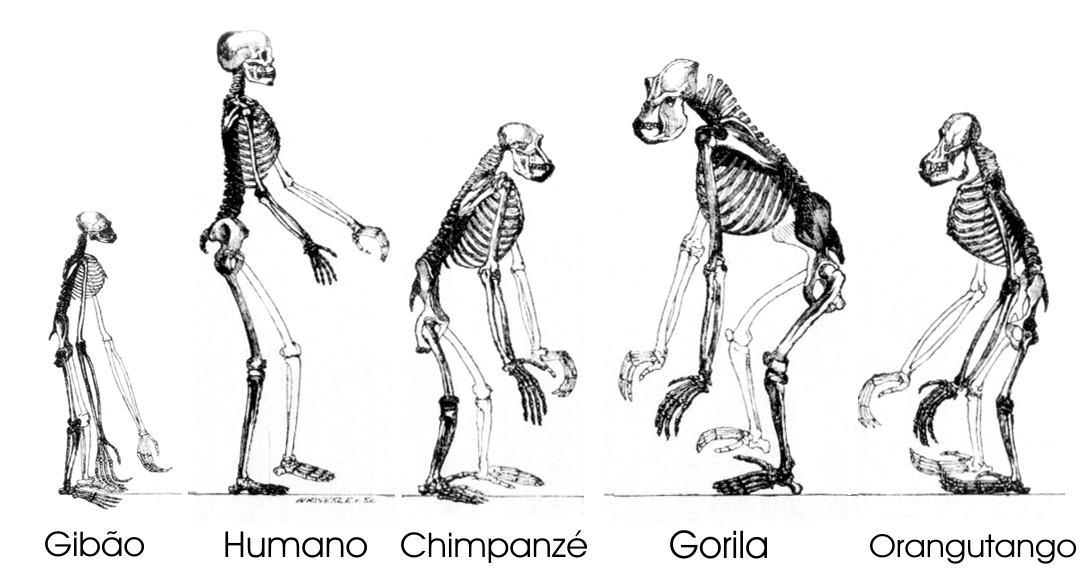
Os hominóideos são descendentes de um ancestral comum. Esqueletos de gibão, humano, chimpanzé, gorila e orangotango.

Mais tarde, os humanos ancestrais desenvolveram um cérebro muito maior - normalmente de 1 400 cm³ em seres humanos modernos, mais de duas vezes o tamanho do cérebro de um chimpanzé ou gorila. O padrão de crescimento pós-natal do cérebro humano difere do de outros primatas (heterocronia) e permite longos períodos de aprendizagem social e aquisição da linguagem nos seres humanos juvenis. Antropólogos físicos argumentam que as diferenças entre a estrutura dos cérebros humanos e os dos outros macacos são ainda mais significativas do que as diferenças de tamanho.
Outras mudanças morfológicas significantes foram: a evolução de um poder de aderência e precisão; um sistema mastigatório reduzido; a redução do dente canino; e a descida da laringe e do osso hioide, tornando a fala possível. Uma importante mudança fisiológica em humanos foi a evolução do estro oculto, ou ovulação oculta, o que pode ter coincidido com a evolução de importantes mudanças comportamentais, tais como a ligação em casais. Outra mudança significativa de comportamento foi o desenvolvimento da cultura material, com objetos feitos pelos humanos cada vez mais comuns e diversificados ao longo do tempo. A relação entre todas estas mudanças é ainda tema de debate.
A evolução humana é caracterizada por uma série de mudanças morfológicas, fisiológicas e comportamentais que ocorreram desde a divisão entre o último ancestral comum dos humanos e dos chimpanzés. As mais significativas dessas adaptações são o bipedalismo obrigatório, o aumento do tamanho do cérebro e a diminuição do dimorfismo sexual (neotenia, quando comparados a outras espécies de primatas). A relação entre todas essas mudanças é objeto de debate contínuo.
As forças da seleção natural continuam a operar em populações humanas, com a evidência de que determinadas regiões do genoma exibiram seleção direcional nos últimos 15 mil anos.
|  | Pongo abelii                                                           |
|  |                                                                        |
|  | \| \| Pongo tapanuliensis \| \| \| \| \| \| Pongo pygmaeus \| \| \| \| |
|  |                                                                        |
|  | Pongo tapanuliensis                                                    |
|  |                                                                        |
|  | Pongo pygmaeus                                                         |
|  |                                                                        |

|  | Pongo tapanuliensis |
|  |                     |
|  | Pongo pygmaeus      |
|  |                     |

|  | Pongo abelii                                                           |
|  |                                                                        |
|  | \| \| Pongo tapanuliensis \| \| \| \| \| \| Pongo pygmaeus \| \| \| \| |
|  |                                                                        |
|  | Pongo tapanuliensis                                                    |
|  |                                                                        |
|  | Pongo pygmaeus                                                         |
|  |                                                                        |

|  | Pongo tapanuliensis |
|  |                     |
|  | Pongo pygmaeus      |
|  |                     |

| Gorilla (gorilas) | \| \| Gorilla gorilla \| \| \| \| \| \| Gorilla beringei \| \| \| \| |
|                   | \| \| Gorilla gorilla \| \| \| \| \| \| Gorilla beringei \| \| \| \| |
|                   | Gorilla gorilla                                                      |
|                   |                                                                      |
|                   | Gorilla beringei                                                     |
|                   |                                                                      |

|  | Gorilla gorilla  |
|  |                  |
|  | Gorilla beringei |
|  |                  |

| Pan (chimpanzés) | \| \| Pan troglodytes \| \| \| \| \| \| Pan paniscus \| \| \| \| |
|                  | \| \| Pan troglodytes \| \| \| \| \| \| Pan paniscus \| \| \| \| |
|                  | Pan troglodytes                                                  |
|                  |                                                                  |
|                  | Pan paniscus                                                     |
|                  |                                                                  |

|  | Pan troglodytes |
|  |                 |
|  | Pan paniscus    |
|  |                 |

| Hominina (homininos) | Homo sapiens (humanos) |
|                      | Homo sapiens (humanos) |

| Pan (chimpanzés) | \| \| Pan troglodytes \| \| \| \| \| \| Pan paniscus \| \| \| \| |
|                  | \| \| Pan troglodytes \| \| \| \| \| \| Pan paniscus \| \| \| \| |
|                  | Pan troglodytes                                                  |
|                  |                                                                  |
|                  | Pan paniscus                                                     |
|                  |                                                                  |

|  | Pan troglodytes |
|  |                 |
|  | Pan paniscus    |
|  |                 |

| Hominina (homininos) | Homo sapiens (humanos) |
|                      | Homo sapiens (humanos) |

| Gorilla (gorilas) | \| \| Gorilla gorilla \| \| \| \| \| \| Gorilla beringei \| \| \| \| |
|                   | \| \| Gorilla gorilla \| \| \| \| \| \| Gorilla beringei \| \| \| \| |
|                   | Gorilla gorilla                                                      |
|                   |                                                                      |
|                   | Gorilla beringei                                                     |
|                   |                                                                      |

|  | Gorilla gorilla  |
|  |                  |
|  | Gorilla beringei |
|  |                  |

| Pan (chimpanzés) | \| \| Pan troglodytes \| \| \| \| \| \| Pan paniscus \| \| \| \| |
|                  | \| \| Pan troglodytes \| \| \| \| \| \| Pan paniscus \| \| \| \| |
|                  | Pan troglodytes                                                  |
|                  |                                                                  |
|                  | Pan paniscus                                                     |
|                  |                                                                  |

|  | Pan troglodytes |
|  |                 |
|  | Pan paniscus    |
|  |                 |

| Hominina (homininos) | Homo sapiens (humanos) |
|                      | Homo sapiens (humanos) |

| Pan (chimpanzés) | \| \| Pan troglodytes \| \| \| \| \| \| Pan paniscus \| \| \| \| |
|                  | \| \| Pan troglodytes \| \| \| \| \| \| Pan paniscus \| \| \| \| |
|                  | Pan troglodytes                                                  |
|                  |                                                                  |
|                  | Pan paniscus                                                     |
|                  |                                                                  |

|  | Pan troglodytes |
|  |                 |
|  | Pan paniscus    |
|  |                 |

| Hominina (homininos) | Homo sapiens (humanos) |
|                      | Homo sapiens (humanos) |

|  | Pongo abelii                                                           |
|  |                                                                        |
|  | \| \| Pongo tapanuliensis \| \| \| \| \| \| Pongo pygmaeus \| \| \| \| |
|  |                                                                        |
|  | Pongo tapanuliensis                                                    |
|  |                                                                        |
|  | Pongo pygmaeus                                                         |
|  |                                                                        |

|  | Pongo tapanuliensis |
|  |                     |
|  | Pongo pygmaeus      |
|  |                     |

|  | Pongo abelii                                                           |
|  |                                                                        |
|  | \| \| Pongo tapanuliensis \| \| \| \| \| \| Pongo pygmaeus \| \| \| \| |
|  |                                                                        |
|  | Pongo tapanuliensis                                                    |
|  |                                                                        |
|  | Pongo pygmaeus                                                         |
|  |                                                                        |

|  | Pongo tapanuliensis |
|  |                     |
|  | Pongo pygmaeus      |
|  |                     |

| Gorilla (gorilas) | \| \| Gorilla gorilla \| \| \| \| \| \| Gorilla beringei \| \| \| \| |
|                   | \| \| Gorilla gorilla \| \| \| \| \| \| Gorilla beringei \| \| \| \| |
|                   | Gorilla gorilla                                                      |
|                   |                                                                      |
|                   | Gorilla beringei                                                     |
|                   |                                                                      |

|  | Gorilla gorilla  |
|  |                  |
|  | Gorilla beringei |
|  |                  |

| Pan (chimpanzés) | \| \| Pan troglodytes \| \| \| \| \| \| Pan paniscus \| \| \| \| |
|                  | \| \| Pan troglodytes \| \| \| \| \| \| Pan paniscus \| \| \| \| |
|                  | Pan troglodytes                                                  |
|                  |                                                                  |
|                  | Pan paniscus                                                     |
|                  |                                                                  |

|  | Pan troglodytes |
|  |                 |
|  | Pan paniscus    |
|  |                 |

| Hominina (homininos) | Homo sapiens (humanos) |
|                      | Homo sapiens (humanos) |

| Pan (chimpanzés) | \| \| Pan troglodytes \| \| \| \| \| \| Pan paniscus \| \| \| \| |
|                  | \| \| Pan troglodytes \| \| \| \| \| \| Pan paniscus \| \| \| \| |
|                  | Pan troglodytes                                                  |
|                  |                                                                  |
|                  | Pan paniscus                                                     |
|                  |                                                                  |

|  | Pan troglodytes |
|  |                 |
|  | Pan paniscus    |
|  |                 |

| Hominina (homininos) | Homo sapiens (humanos) |
|                      | Homo sapiens (humanos) |

| Gorilla (gorilas) | \| \| Gorilla gorilla \| \| \| \| \| \| Gorilla beringei \| \| \| \| |
|                   | \| \| Gorilla gorilla \| \| \| \| \| \| Gorilla beringei \| \| \| \| |
|                   | Gorilla gorilla                                                      |
|                   |                                                                      |
|                   | Gorilla beringei                                                     |
|                   |                                                                      |

|  | Gorilla gorilla  |
|  |                  |
|  | Gorilla beringei |
|  |                  |

| Pan (chimpanzés) | \| \| Pan troglodytes \| \| \| \| \| \| Pan paniscus \| \| \| \| |
|                  | \| \| Pan troglodytes \| \| \| \| \| \| Pan paniscus \| \| \| \| |
|                  | Pan troglodytes                                                  |
|                  |                                                                  |
|                  | Pan paniscus                                                     |
|                  |                                                                  |

|  | Pan troglodytes |
|  |                 |
|  | Pan paniscus    |
|  |                 |

| Hominina (homininos) | Homo sapiens (humanos) |
|                      | Homo sapiens (humanos) |

| Pan (chimpanzés) | \| \| Pan troglodytes \| \| \| \| \| \| Pan paniscus \| \| \| \| |
|                  | \| \| Pan troglodytes \| \| \| \| \| \| Pan paniscus \| \| \| \| |
|                  | Pan troglodytes                                                  |
|                  |                                                                  |
|                  | Pan paniscus                                                     |
|                  |                                                                  |

|  | Pan troglodytes |
|  |                 |
|  | Pan paniscus    |
|  |                 |

| Hominina (homininos) | Homo sapiens (humanos) |
|                      | Homo sapiens (humanos) |

|  | Pongo abelii                                                           |
|  |                                                                        |
|  | \| \| Pongo tapanuliensis \| \| \| \| \| \| Pongo pygmaeus \| \| \| \| |
|  |                                                                        |
|  | Pongo tapanuliensis                                                    |
|  |                                                                        |
|  | Pongo pygmaeus                                                         |
|  |                                                                        |

|  | Pongo tapanuliensis |
|  |                     |
|  | Pongo pygmaeus      |
|  |                     |

|  | Pongo abelii                                                           |
|  |                                                                        |
|  | \| \| Pongo tapanuliensis \| \| \| \| \| \| Pongo pygmaeus \| \| \| \| |
|  |                                                                        |
|  | Pongo tapanuliensis                                                    |
|  |                                                                        |
|  | Pongo pygmaeus                                                         |
|  |                                                                        |

|  | Pongo tapanuliensis |
|  |                     |
|  | Pongo pygmaeus      |
|  |                     |

| Gorilla (gorilas) | \| \| Gorilla gorilla \| \| \| \| \| \| Gorilla beringei \| \| \| \| |
|                   | \| \| Gorilla gorilla \| \| \| \| \| \| Gorilla beringei \| \| \| \| |
|                   | Gorilla gorilla                                                      |
|                   |                                                                      |
|                   | Gorilla beringei                                                     |
|                   |                                                                      |

|  | Gorilla gorilla  |
|  |                  |
|  | Gorilla beringei |
|  |                  |

| Pan (chimpanzés) | \| \| Pan troglodytes \| \| \| \| \| \| Pan paniscus \| \| \| \| |
|                  | \| \| Pan troglodytes \| \| \| \| \| \| Pan paniscus \| \| \| \| |
|                  | Pan troglodytes                                                  |
|                  |                                                                  |
|                  | Pan paniscus                                                     |
|                  |                                                                  |

|  | Pan troglodytes |
|  |                 |
|  | Pan paniscus    |
|  |                 |

| Hominina (homininos) | Homo sapiens (humanos) |
|                      | Homo sapiens (humanos) |

| Pan (chimpanzés) | \| \| Pan troglodytes \| \| \| \| \| \| Pan paniscus \| \| \| \| |
|                  | \| \| Pan troglodytes \| \| \| \| \| \| Pan paniscus \| \| \| \| |
|                  | Pan troglodytes                                                  |
|                  |                                                                  |
|                  | Pan paniscus                                                     |
|                  |                                                                  |

|  | Pan troglodytes |
|  |                 |
|  | Pan paniscus    |
|  |                 |

| Hominina (homininos) | Homo sapiens (humanos) |
|                      | Homo sapiens (humanos) |

| Gorilla (gorilas) | \| \| Gorilla gorilla \| \| \| \| \| \| Gorilla beringei \| \| \| \| |
|                   | \| \| Gorilla gorilla \| \| \| \| \| \| Gorilla beringei \| \| \| \| |
|                   | Gorilla gorilla                                                      |
|                   |                                                                      |
|                   | Gorilla beringei                                                     |
|                   |                                                                      |

|  | Gorilla gorilla  |
|  |                  |
|  | Gorilla beringei |
|  |                  |

| Pan (chimpanzés) | \| \| Pan troglodytes \| \| \| \| \| \| Pan paniscus \| \| \| \| |
|                  | \| \| Pan troglodytes \| \| \| \| \| \| Pan paniscus \| \| \| \| |
|                  | Pan troglodytes                                                  |
|                  |                                                                  |
|                  | Pan paniscus                                                     |
|                  |                                                                  |

|  | Pan troglodytes |
|  |                 |
|  | Pan paniscus    |
|  |                 |

| Hominina (homininos) | Homo sapiens (humanos) |
|                      | Homo sapiens (humanos) |

| Pan (chimpanzés) | \| \| Pan troglodytes \| \| \| \| \| \| Pan paniscus \| \| \| \| |
|                  | \| \| Pan troglodytes \| \| \| \| \| \| Pan paniscus \| \| \| \| |
|                  | Pan troglodytes                                                  |
|                  |                                                                  |
|                  | Pan paniscus                                                     |
|                  |                                                                  |

|  | Pan troglodytes |
|  |                 |
|  | Pan paniscus    |
|  |                 |

| Hominina (homininos) | Homo sapiens (humanos) |
|                      | Homo sapiens (humanos) |

|  | Pongo abelii                                                           |
|  |                                                                        |
|  | \| \| Pongo tapanuliensis \| \| \| \| \| \| Pongo pygmaeus \| \| \| \| |
|  |                                                                        |
|  | Pongo tapanuliensis                                                    |
|  |                                                                        |
|  | Pongo pygmaeus                                                         |
|  |                                                                        |

|  | Pongo tapanuliensis |
|  |                     |
|  | Pongo pygmaeus      |
|  |                     |

|  | Pongo abelii                                                           |
|  |                                                                        |
|  | \| \| Pongo tapanuliensis \| \| \| \| \| \| Pongo pygmaeus \| \| \| \| |
|  |                                                                        |
|  | Pongo tapanuliensis                                                    |
|  |                                                                        |
|  | Pongo pygmaeus                                                         |
|  |                                                                        |

|  | Pongo tapanuliensis |
|  |                     |
|  | Pongo pygmaeus      |
|  |                     |

| Gorilla (gorilas) | \| \| Gorilla gorilla \| \| \| \| \| \| Gorilla beringei \| \| \| \| |
|                   | \| \| Gorilla gorilla \| \| \| \| \| \| Gorilla beringei \| \| \| \| |
|                   | Gorilla gorilla                                                      |
|                   |                                                                      |
|                   | Gorilla beringei                                                     |
|                   |                                                                      |

|  | Gorilla gorilla  |
|  |                  |
|  | Gorilla beringei |
|  |                  |

| Pan (chimpanzés) | \| \| Pan troglodytes \| \| \| \| \| \| Pan paniscus \| \| \| \| |
|                  | \| \| Pan troglodytes \| \| \| \| \| \| Pan paniscus \| \| \| \| |
|                  | Pan troglodytes                                                  |
|                  |                                                                  |
|                  | Pan paniscus                                                     |
|                  |                                                                  |

|  | Pan troglodytes |
|  |                 |
|  | Pan paniscus    |
|  |                 |

| Hominina (homininos) | Homo sapiens (humanos) |
|                      | Homo sapiens (humanos) |

| Pan (chimpanzés) | \| \| Pan troglodytes \| \| \| \| \| \| Pan paniscus \| \| \| \| |
|                  | \| \| Pan troglodytes \| \| \| \| \| \| Pan paniscus \| \| \| \| |
|                  | Pan troglodytes                                                  |
|                  |                                                                  |
|                  | Pan paniscus                                                     |
|                  |                                                                  |

|  | Pan troglodytes |
|  |                 |
|  | Pan paniscus    |
|  |                 |

| Hominina (homininos) | Homo sapiens (humanos) |
|                      | Homo sapiens (humanos) |

| Gorilla (gorilas) | \| \| Gorilla gorilla \| \| \| \| \| \| Gorilla beringei \| \| \| \| |
|                   | \| \| Gorilla gorilla \| \| \| \| \| \| Gorilla beringei \| \| \| \| |
|                   | Gorilla gorilla                                                      |
|                   |                                                                      |
|                   | Gorilla beringei                                                     |
|                   |                                                                      |

|  | Gorilla gorilla  |
|  |                  |
|  | Gorilla beringei |
|  |                  |

| Pan (chimpanzés) | \| \| Pan troglodytes \| \| \| \| \| \| Pan paniscus \| \| \| \| |
|                  | \| \| Pan troglodytes \| \| \| \| \| \| Pan paniscus \| \| \| \| |
|                  | Pan troglodytes                                                  |
|                  |                                                                  |
|                  | Pan paniscus                                                     |
|                  |                                                                  |

|  | Pan troglodytes |
|  |                 |
|  | Pan paniscus    |
|  |                 |

| Hominina (homininos) | Homo sapiens (humanos) |
|                      | Homo sapiens (humanos) |

| Pan (chimpanzés) | \| \| Pan troglodytes \| \| \| \| \| \| Pan paniscus \| \| \| \| |
|                  | \| \| Pan troglodytes \| \| \| \| \| \| Pan paniscus \| \| \| \| |
|                  | Pan troglodytes                                                  |
|                  |                                                                  |
|                  | Pan paniscus                                                     |
|                  |                                                                  |

|  | Pan troglodytes |
|  |                 |
|  | Pan paniscus    |
|  |                 |

| Hominina (homininos) | Homo sapiens (humanos) |
|                      | Homo sapiens (humanos) |

Cronologia da evolução humana
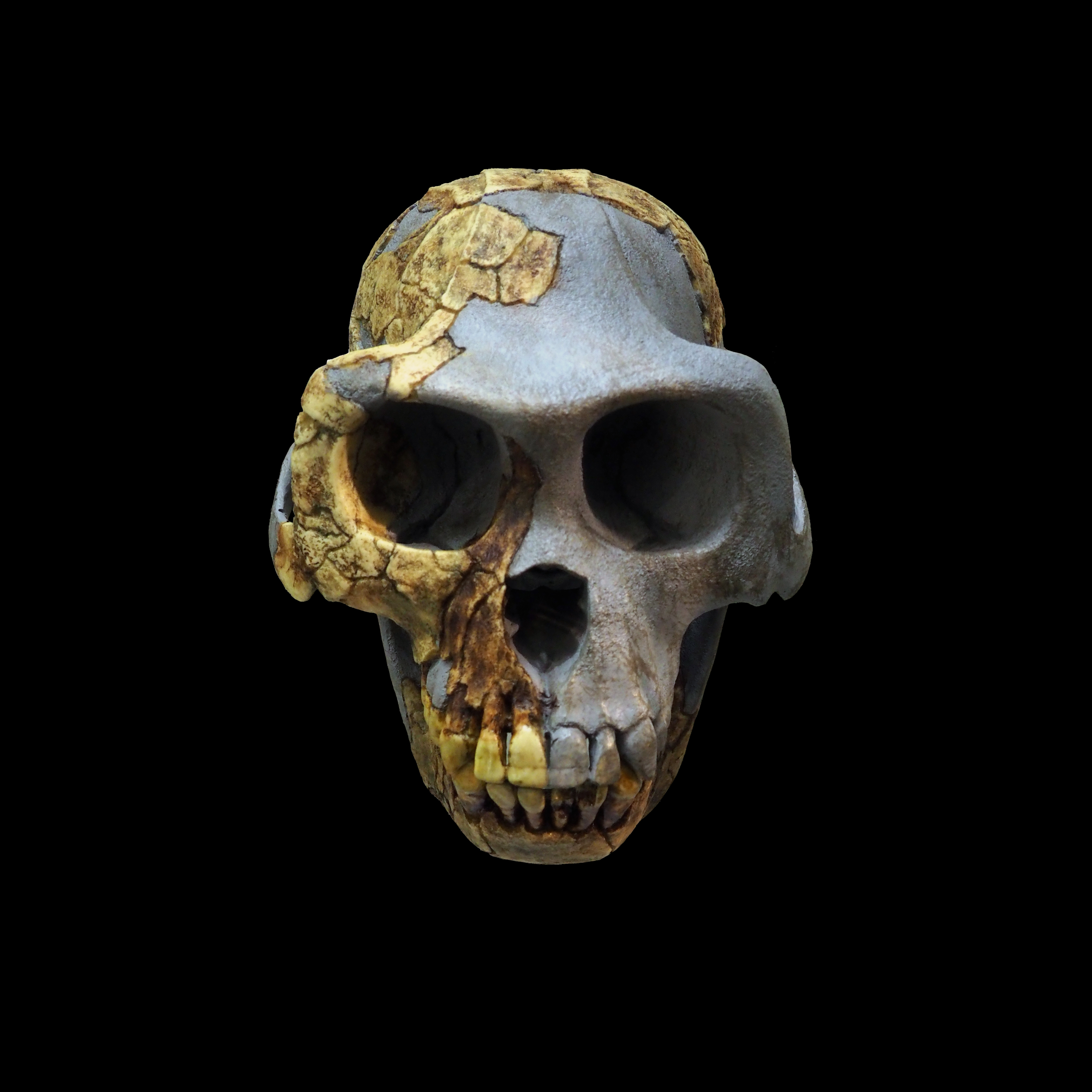
Ardipithecus ramidus
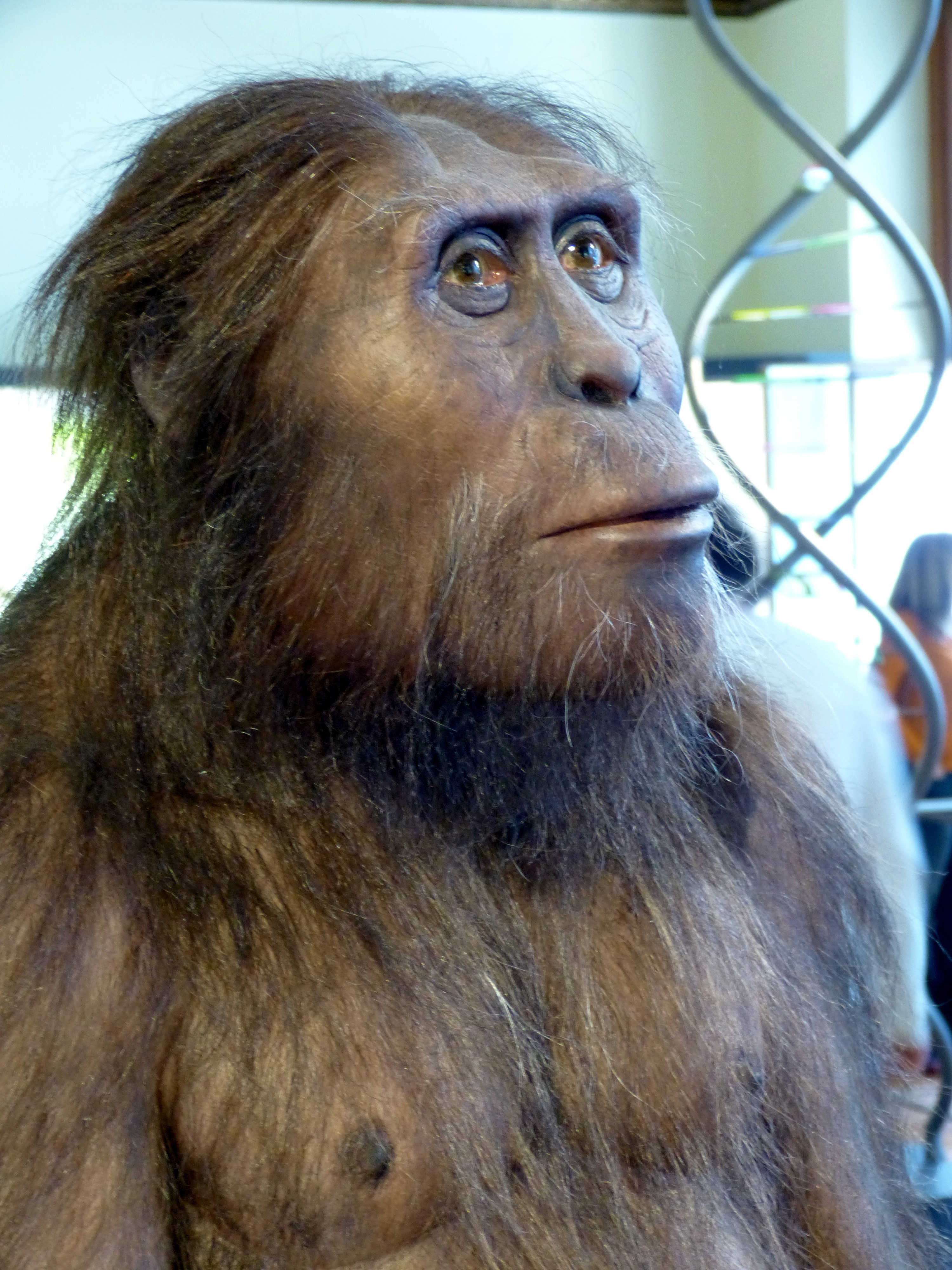
Australopithecus afarensis
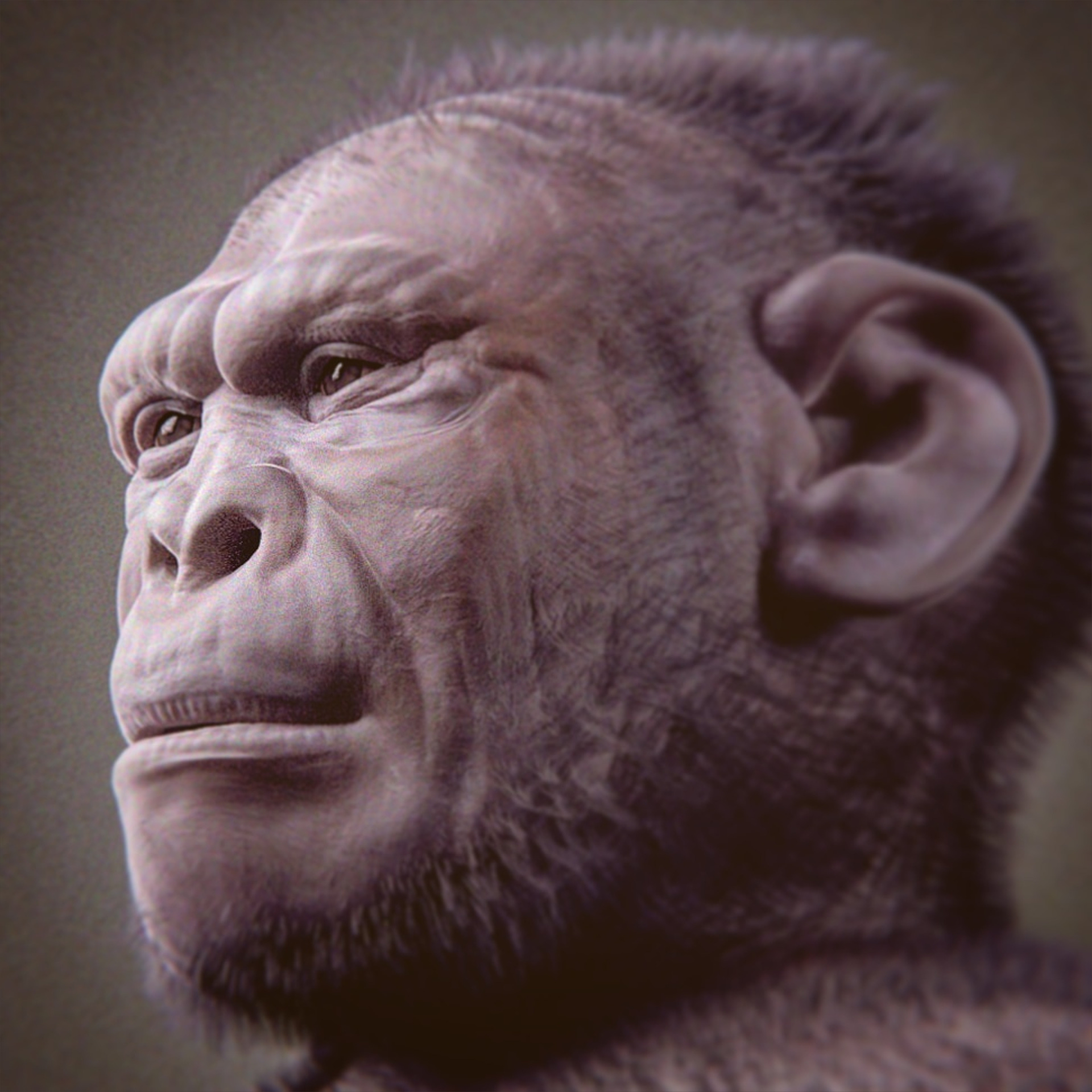
Homo habilis, o primeiro a usar ferramentas de pedra.
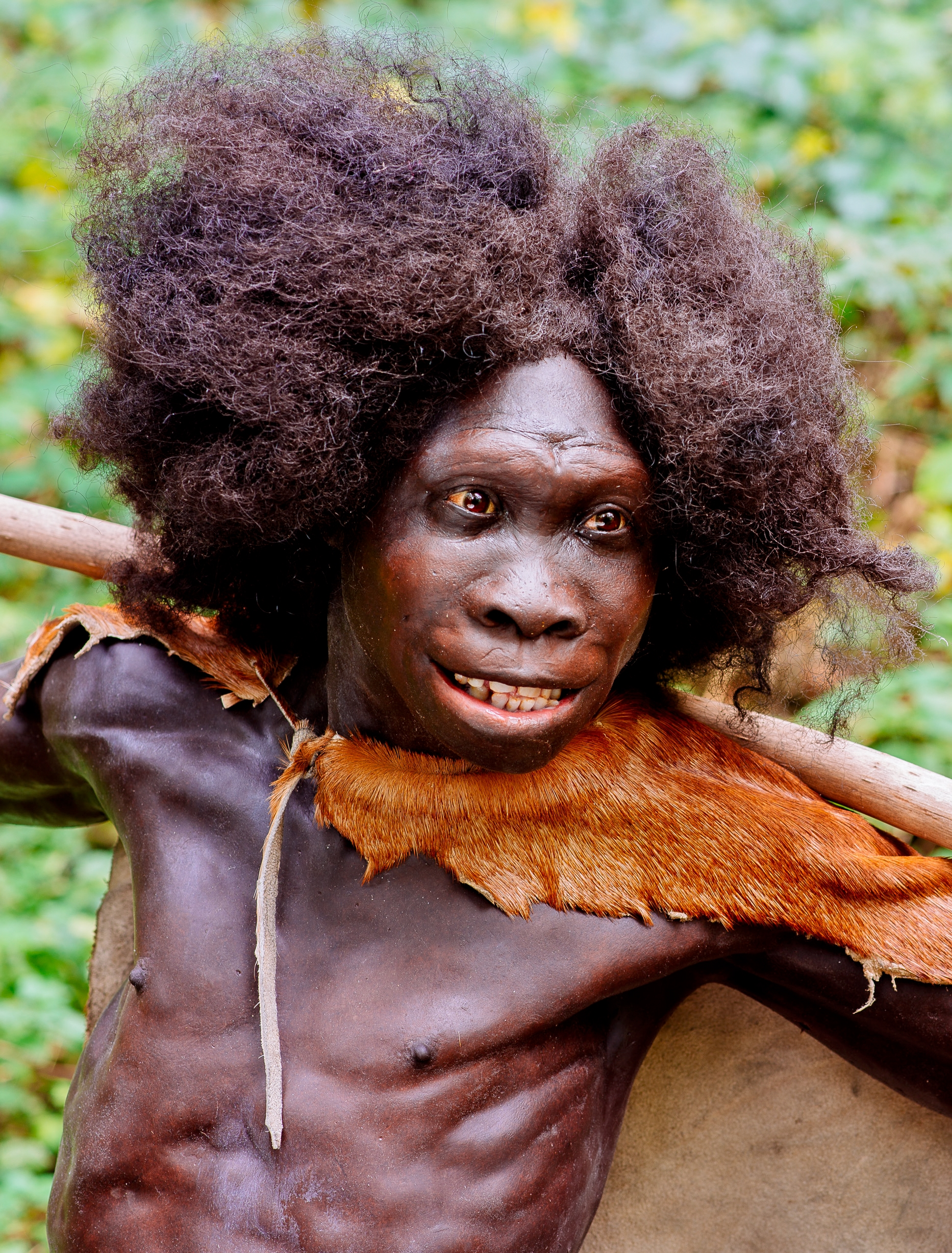
Homo erectus, o primeiro a usar o fogo.
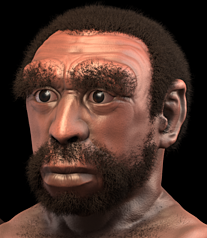
H. heidelbergensis
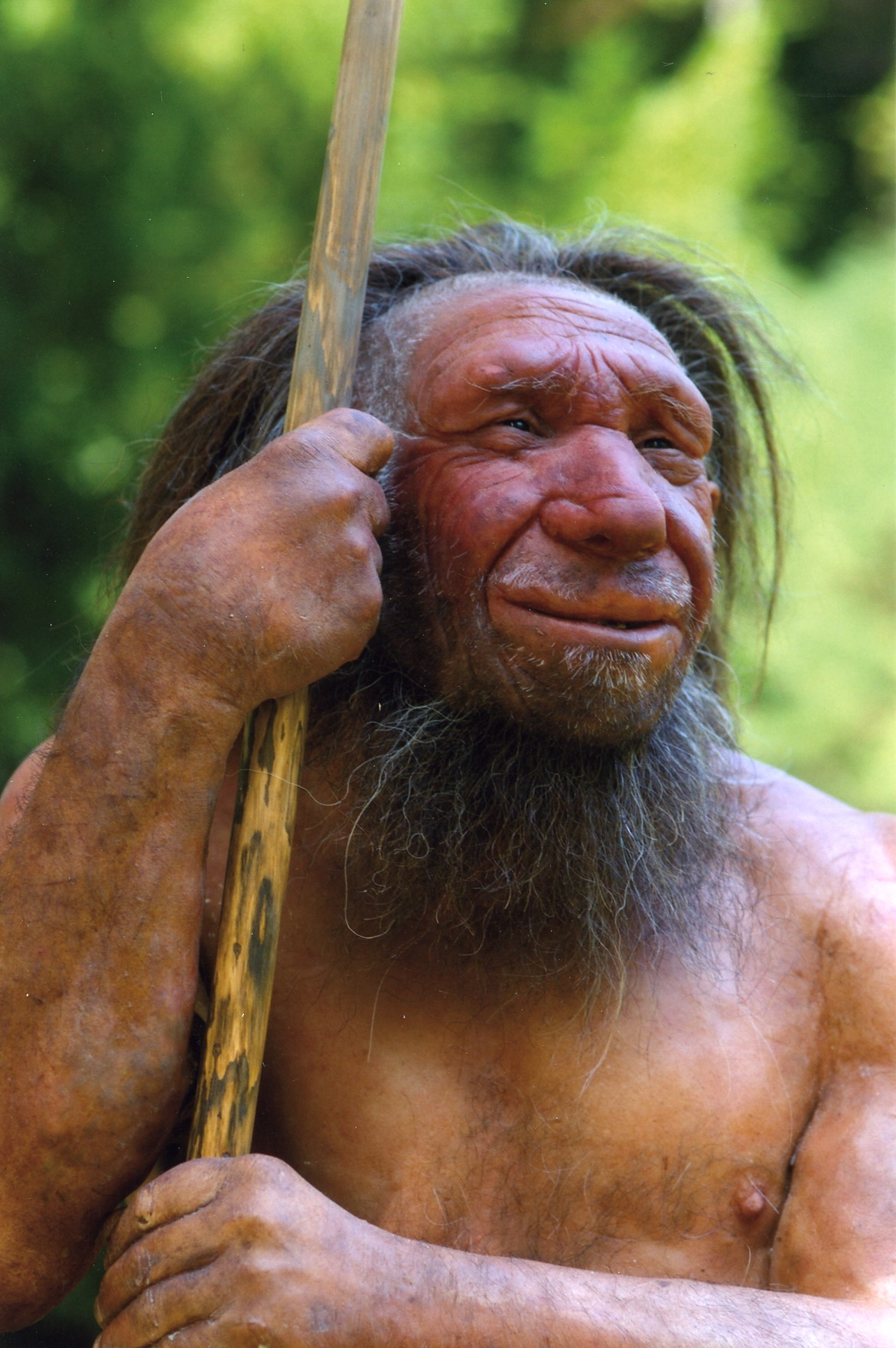
H. neanderthalensis

## História

Mapa das primeiras migrações humanas, de acordo com análises efetuadas ao DNA mitocondrial (unidades: milênios até ao presente)

### Origem
Conforme a hipótese paleoantropológica mais corroborada atualmente, da Origem Recente Africana, o ser humano moderno evoluiu na África durante o Paleolítico Médio, há cerca de 200 mil anos. Embora alguns dos restos esqueléticos mais antigos sugiram uma origem da África Oriental, o sul da África é o lar de populações contemporâneas que representam o primeiro ramo da filogenia genética humana. Estima-se que a migração para fora da África ocorreu há cerca de 70 mil anos AP. Os seres humanos modernos, posteriormente distribuídos por todos os continentes, substituíram os hominídeos anteriores. Eles habitaram a Eurásia e a Oceania há 40 mil anos AP e as Américas há pelo menos 14 mil anos AP. Eles acabaram com o Homo neanderthalensis e com outras espécies descendentes do Homo erectus (que habitavam a Eurásia há 2 milhões de anos), através do seu maior sucesso na reprodução e na competição por recursos.
Até o início do Paleolítico Superior, há cerca de 50 mil AP, o comportamento moderno, que inclui a linguagem, a música e outras expressões culturais universais, já tinham se desenvolvido. Um estudo sobre a diversidade genética africana chefiado pela Dra. Sarah Tishkoff (Universidade da Pensilvânia) encontrou no povo San a maior expressão de diversidade genética entre 113 populações distintas, sugerindo que o "berço da humanidade" ficaria na região dos Khoisan (antes chamados de Hotentotes), na área de Kalahari mais próxima da costa da Fronteira Angola–Namíbia, indicando uma possível migração de ancestrais para o norte e para fora da África há cerca de 250 gerações.
Evidências acumuladas da arqueogenética, desde a década de 1990, deram forte apoio ao "Hipótese da origem única", e têm marginalizado a hipótese de competição multirregional, que propunha que os humanos modernos evoluíram, pelo menos em parte, de independentes de populações de hominídeos. Os geneticistas Lynn Jorde e Henry Harpending, da Universidade de Utah, propõem que a variação no DNA humano é minuta quando comparada com a de outras espécies. Eles também propõem que durante o Pleistoceno Superior, a população humana foi reduzida a um pequeno número de pares reprodutores - não maior de 10 mil indivíduos e, possivelmente, não menor de 1 000 - resultando em um pool genético residual muito pequeno. Várias razões para esse gargalo hipotético têm sido postuladas, sendo uma delas a teoria da catástrofe de Toba. Em uma série de análises genéticas sem precedentes, publicadas na revista Nature, em setembro de 2016, três times de pesquisadores concluíram que todos os não africanos descendem de uma única população que emergiu na África há entre 50 mil e 80 mil anos.

### Pré-história

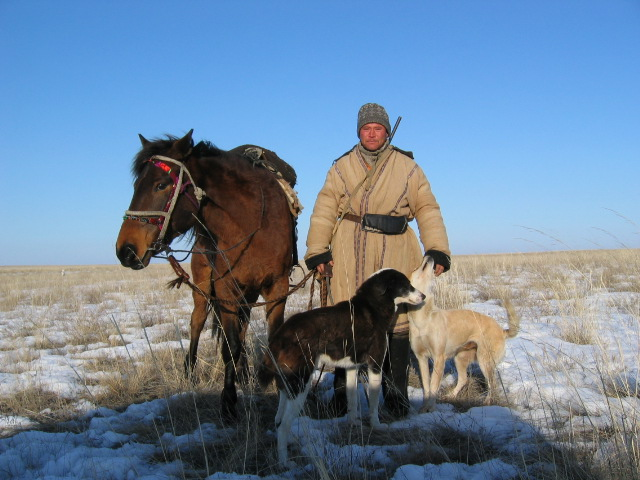
O surgimento da agricultura e a domesticação de animais resultou em assentamentos humanos estáveis.

Até cerca de 12 mil anos atrás, todos os humanos viviam como caçadores-coletores. A Revolução Neolítica (a invenção da agricultura) ocorreu pela primeira vez no sudoeste da Ásia e se espalhou por grandes partes do Velho Mundo ao longo dos milênios seguintes. Também ocorreu de forma independente na Mesoamérica (cerca de 6 mil anos atrás), China, Papua Nova Guiné e nas regiões do Sahel e da Savana Ocidental da África.
O acesso ao excedente alimentar levou à formação de assentamentos humanos permanentes, à domesticação de animais e ao uso de ferramentas metálicas pela primeira vez na história. A agricultura e o estilo de vida sedentário levaram ao surgimento das primeiras civilizações.

### Antiguidade

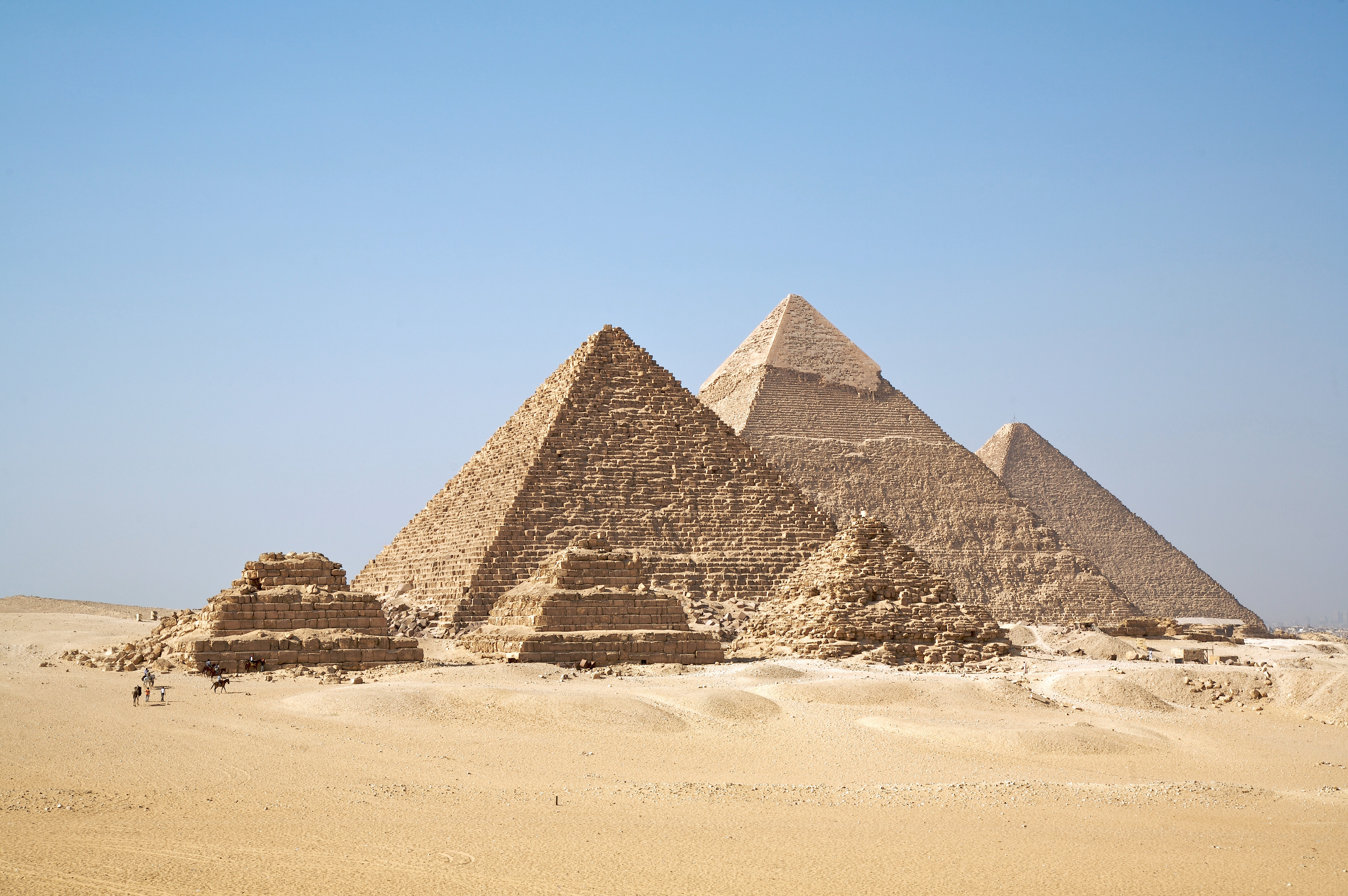
Grandes Pirâmides de Gizé, Egito

Uma revolução urbana ocorreu no 4º milênio a.C. com o desenvolvimento das cidades-Estado, particularmente das cidades sumérias localizadas na região da Mesopotâmia. Foi nessas cidades que a forma mais antiga de escrita conhecida, a escrita cuneiforme, apareceu por volta de 3000 a.C. Outras civilizações importantes que se desenvolveram nessa época foram o Antigo Egito e a Civilização do Vale do Indo. Elas comercializavam entre si e inventaram tecnologias como rodas, arados e velas. A civilização Caral-Supe, que emergiu por volta de 3000 a.C., é a civilização complexa mais antiga das Américas. A astronomia e a matemática também foram desenvolvidas e a Grande Pirâmide de Gizé foi construída. Há evidências de uma seca severa que durou cerca de cem anos e que pode ter causado o declínio destas civilizações, com novas surgindo no rescaldo. Os babilônios passaram a dominar a Mesopotâmia enquanto outros, como os minóicos e a dinastia Shang, ganharam destaque em novas áreas. O colapso da Idade do Bronze por volta de 1200 a.C. resultou no desaparecimento de uma série de civilizações e no início da Idade das Trevas grega. Durante este período o ferro começou a substituir o bronze, levando à Idade do Ferro.
No século V a.C., a história começou a ser registrada como uma disciplina, o que proporcionou uma imagem muito mais clara da vida da época. Entre os séculos VIII e VI a.C., a Europa entrou na era da Antiguidade Clássica, um período em que a Grécia e a Roma antigas floresceram. Nessa época, outras civilizações também ganharam destaque. A civilização maia começou a construir cidades e a criar calendários complexos na Mesoamérica. Na África, o Reino de Axum ultrapassou o declínio do Reino de Cuxe e facilitou o comércio entre o subcontinente indiano e o Mediterrâneo. Na Ásia Ocidental, o sistema de governação centralizada do Império Aquemênida tornou-se o precursor de muitos impérios posteriores, enquanto o Império Gupta na Índia e a dinastia Han na China foram descritos como idades de ouro nas suas respectivas regiões.

### Idade Média

Ilustração manuscrita medieval francesa das três classes da sociedade medieval do século XIII Li Livres dou Santé

Após a queda do Império Romano Ocidental em 476, a Europa entrou na Idade Média. Durante este período, o cristianismo e a Igreja Católica forneceriam autoridade e educação centralizadas. No Oriente Médio, o islamismo tornou-se a religião proeminente e expandiu-se para o Norte de África, o que levou a uma Idade de Ouro Islâmica, inspirando conquistas na arquitetura, o renascimento de antigos avanços na ciência e tecnologia e na formação de um modo de vida distinto. Os mundos cristão e islâmico acabariam por entrar em conflito, com vários Estados cristãos, como Inglaterra, França e Sacro Império Romano-Germânico, declarando uma série de guerras santas para recuperar o controle da Terra Santa dos muçulmanos.
Nas Américas, entre os anos 200 e 900, a Mesoamérica estava em seu período clássico, enquanto mais ao norte, sociedades complexas do Mississippi surgiriam a partir de cerca dos anos 800. O Império Mongol conquistaria grande parte da Eurásia nos séculos XIII e XIV. Durante este mesmo período, o Império do Mali em África cresceu até se tornar o maior império do continente, estendendo-se da Senegâmbia à Costa do Marfim. A Oceania veria a ascensão do Império Tu'i Tonga, que se expandiu por muitas ilhas do Pacífico Sul. No final do século XV, os astecas e os incas tornaram-se a potência dominante na Mesoamérica e nos Andes, respectivamente.

### Idade Moderna
O início do período moderno na Europa e no Oriente Próximo (c. 1450) começou com a derrota final do Império Bizantino e a ascensão do Império Otomano. Enquanto isso, o Japão entrou no período Edo, a dinastia Qing surgiu na China e o Império Mogol governou grande parte da Índia. A Europa passou pelo Renascimento, a partir do século XV, e a Era dos Descobrimentos começou com a exploração e colonização de novas regiões do mundo. Isto incluiu a colonização das Américas e o intercâmbio colombiano. Esta expansão levou ao comércio de escravos no Atlântico e ao genocídio dos povos nativos americanos. Este período também marcou a Revolução Científica, com grandes avanços na matemática, mecânica, astronomia e fisiologia.

### Idade Contemporânea

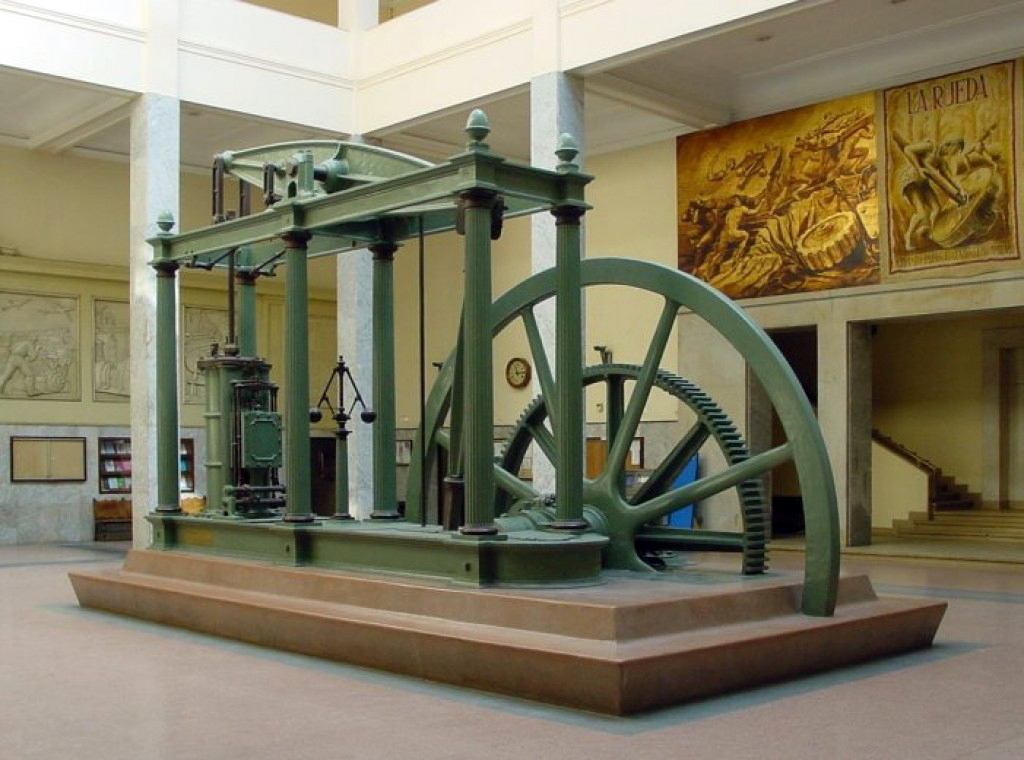
A máquina a vapor de James Watt. A Revolução Industrial foi um processo de mudança econômica e social que possibilitou um aumento populacional e do padrão de vida inédito na história humana.

O final do período moderno (1800 até o presente) viu a Revolução Tecnológica e Industrial trazer descobertas, grandes inovações nos transportes e no desenvolvimento de energia. Influenciadas pelos ideais iluministas, as Américas e a Europa viveram um período de revoluções políticas conhecido como Era das Revoluções. As Guerras Napoleônicas assolaram a Europa no início de 1800, a Espanha perdeu a maior parte de suas colônias no Novo Mundo, enquanto os europeus continuavam a sua expansão na África – onde o controle europeu passou de 10% para quase 90% em menos de 50 anos – e Oceania. No século XIX, o Império Britânico expandiu-se para se tornar o maior império que já existiu no mundo.
Um tênue equilíbrio de poder entre as nações europeias entrou em colapso em 1914 com a eclosão da Primeira Guerra Mundial, um dos conflitos mais mortíferos da história. Na década de 1930, uma crise econômica mundial levou à ascensão de regimes autoritários e a uma Segunda Guerra Mundial que envolveu quase todos os países do mundo. A destruição da guerra levou ao colapso da maioria dos impérios globais, levando à descolonização generalizada.
Após a conclusão da Segunda Guerra Mundial em 1945, os Estados Unidos e a União Soviética emergiram como as restantes superpotências globais. Isto levou a uma Guerra Fria que viu uma luta pela influência global, incluindo uma corrida armamentista nuclear e uma corrida espacial, terminando no colapso da União Soviética. A atual Era da Informação, estimulada pelo desenvolvimento da Internet e dos sistemas de Inteligência Artificial, vê o mundo tornar-se cada vez mais globalizado e interligado.

## Habitate população

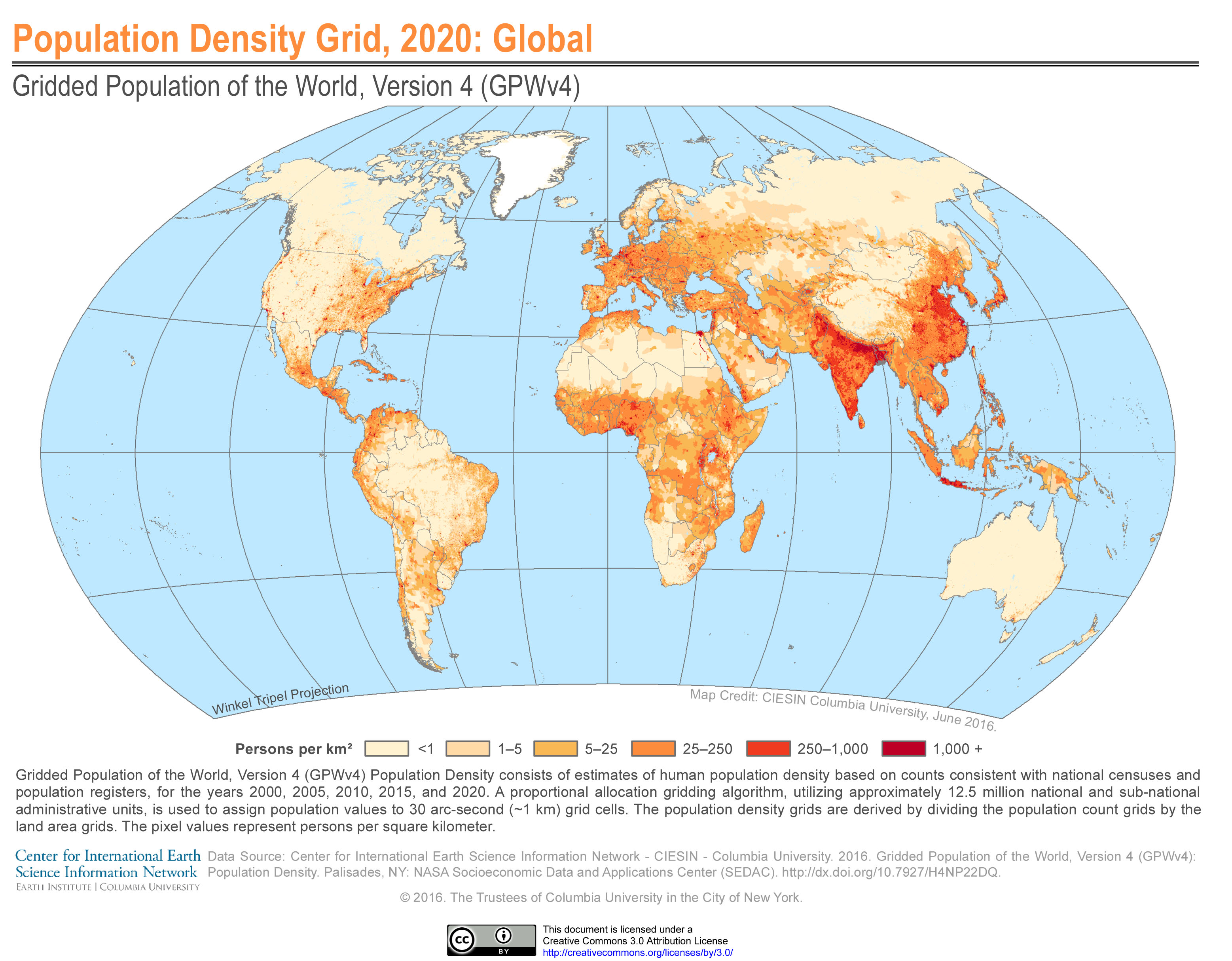
Mapa da densidade populacional humana na Terra em 2020

Conjunto de imagens mostrando a Terra vista do espaço à noite e que mostra a extensão da ocupação humana no planeta. As luzes brilhantes são as áreas urbanas mais densamente habitadas e outros impactos humanos na superfície do planeta.

A tecnologia permitiu ao ser humano colonizar todos os continentes e adaptar-se a praticamente todos os climas. Nas últimas décadas, os seres humanos têm explorado a Antártida, as profundezas dos oceanos e até mesmo o espaço sideral, embora a longo prazo a colonização desses ambientes ainda seja inviável. Com uma população de mais de sete bilhões de indivíduos, os seres humanos estão entre os mais numerosos grandes mamíferos do planeta. A maioria dos seres humanos (60,3%) vive na Ásia. O restante vive na África (15,2%), nas Américas (13,6%), na Europa (10,5%) e na Oceania (0,5%).
A habitação humana em sistemas ecológicos fechados e em ambientes hostis, como a Antártida e o espaço exterior, é cara, normalmente limitada no que diz respeito ao tempo e restrita a avanços e expedições científicas, militares e industriais. A vida no espaço tem sido muito esporádica, com não mais do que treze pessoas vivendo no espaço por vez. Entre 1969 e 1972, duas pessoas de cada vez estiveram na Lua. Desde a conquista da Lua, nenhum outro corpo celeste foi visitado por seres humanos, embora tenha havido uma contínua presença humana no espaço desde o lançamento da primeira tripulação a habitar a Estação Espacial Internacional, em 31 de outubro de 2000.
Desde 1800, a população humana aumentou de um bilhão a mais de sete bilhões de indivíduos. Em 2004, cerca de 2,5 bilhões do total de 6,3 bilhões de pessoas (39,7%) residiam em áreas urbanas, e estima-se que esse percentual continue a aumentar durante o século XXI. Em fevereiro de 2008, as Nações Unidas estimou que metade da população mundial viveria em zonas urbanas até ao final daquele ano. Existem muitos problemas para os seres humanos que vivem em cidades como a poluição e a criminalidade, especialmente nos centros e favelas de cada cidade. Entre os benefícios da vida urbana incluem o aumento da alfabetização, acesso à global ao conhecimento humano e diminuição da suscetibilidade para o desenvolvimento da fome.
Os seres humanos tiveram um efeito dramático sobre o ambiente. A atividade humana tem contribuído para a extinção de inúmeras espécies de seres vivos. Como atualmente os seres humanos raramente são predados, eles têm sido descritos como superpredadores. Atualmente, através da urbanização e da poluição, os humanos são os principais responsáveis pelas alterações climáticas globais. A espécie humana é tida como a principal causadora da extinção em massa do Holoceno, uma extinção em massa, que, se continuar ao ritmo atual, poderá acabar com metade de todas as espécies ao longo do próximo século.

## Biologia

### Anatomia e fisiologia
| Constituintes do corpo humano Em uma pessoa que pesa 60kg |        |                       |
| Constituinte                                              | Massa  | Porcentagem de átomos |
| Oxigênio                                                  | 38,8kg | 25,5%                 |
| Carbono                                                   | 10,9kg | 9,5%                  |
| Hidrogênio                                                | 6,0kg  | 63,0%                 |
| Nitrogênio                                                | 1,9kg  | 1,4%                  |
| Outros                                                    | 2,4kg  | 0,6%                  |

Características anatômicas básicas de seres humanos do sexo feminino e masculino

Os tipos de corpo humano variam substancialmente. Embora o tamanho do corpo seja largamente determinado pelos genes, é também significativamente influenciado por fatores ambientais, como dieta e exercício. A altura média de um ser humano adulto é de cerca de 1,5 a 1,8 metro de altura, embora varie consideravelmente de lugar para lugar. A massa média de um homem adulto varia entre 76–83kg e 54–64kg para mulheres adultas.
Embora os seres humanos aparentem ter menos pelos em comparação com outros primatas, com o crescimento notável de pelos ocorrendo principalmente no topo da cabeça, axilas e região pubiana, o homem médio tem mais folículos pilosos em seu corpo do que um chimpanzé médio. A principal diferença é que os pelos humanos são mais curtos, mais finos e com menos pigmentação do que os pelos do chimpanzé médio, tornando-os mais difícil de serem vistos. Os seres humanos também estão entre os melhores corredores de longa distância no reino animal, mas são mais lentos em distâncias curtas.
A tonalidade da pele humana e do cabelo é determinada pela presença de pigmentos chamados melaninas. As tonalidades de pele humana podem variar do marrom (castanho) muito escuro até ao rosa muito pálido. A cor do cabelo humano varia do branco, ao marrom, ao vermelho, ao amarelo e ao preto, a tonalidade mais comum. Isso depende da quantidade de melanina (um pigmento eficaz no bloqueio do sol) na pele e no cabelo, com as concentrações de melanina diminuindo no cabelo com o aumento da idade, levando ao cinza ou, até mesmo, aos cabelos brancos. A maioria dos pesquisadores acredita que o escurecimento da pele foi uma adaptação evolutiva como uma forma de proteção contra a radiação solar ultravioleta. No entanto, mais recentemente, tem sido alegado que as cores de pele, são uma adaptação do equilíbrio de ácido fólico, que é destruído pela radiação ultravioleta, e de vitamina D, que requer luz solar para se formar. A pigmentação da pele do humano contemporâneo está geograficamente estratificada e em geral, se correlaciona com o nível de radiação ultravioleta. A pele humana também tem a capacidade de escurecer (bronzeamento) em resposta à exposição à radiação ultravioleta. Os seres humanos tendem a ser fisicamente mais fracos do que outros primatas de tamanhos semelhantes, com os jovens, condicionado os seres humanos do sexo masculino a terem se mostrado incapazes de combinar com a força de orangotangos fêmeas, que são pelo menos três vezes mais fortes.
Os seres humanos têm palatos proporcionalmente mais curtos e dentes muito menores do que os de outros primatas e são os únicos primatas com os dentes caninos mais curtos. Têm caracteristicamente dentes cheios, com falhas de dentes perdidos geralmente fechando-se rapidamente em espécimes jovens e gradualmente perdem seus dentes do siso, tendo algumas pessoas, congenitamente, sua ausência natural.
A fisiologia humana é a ciência das funções mecânicas, físicas e bioquímicas dos seres humanos em boa saúde, e do que seus órgãos e células são compostos. O principal foco da fisiologia está no nível dos órgãos e sistemas. A maioria dos aspectos da fisiologia humana estão intimamente homólogos correspondentes aos aspectos da fisiologia dos outros animais e a experimentação com animais de outras espécies tem proporcionado grande parte da base do conhecimento fisiológico. A anatomia e a fisiologia estão estreitamente relacionadas com as áreas de estudo: anatomia, o estudo da forma, e fisiologia, o estudo da função, estão intrinsecamente vinculadas e são estudadas em conjunto como parte de um currículo médico.

### Genética

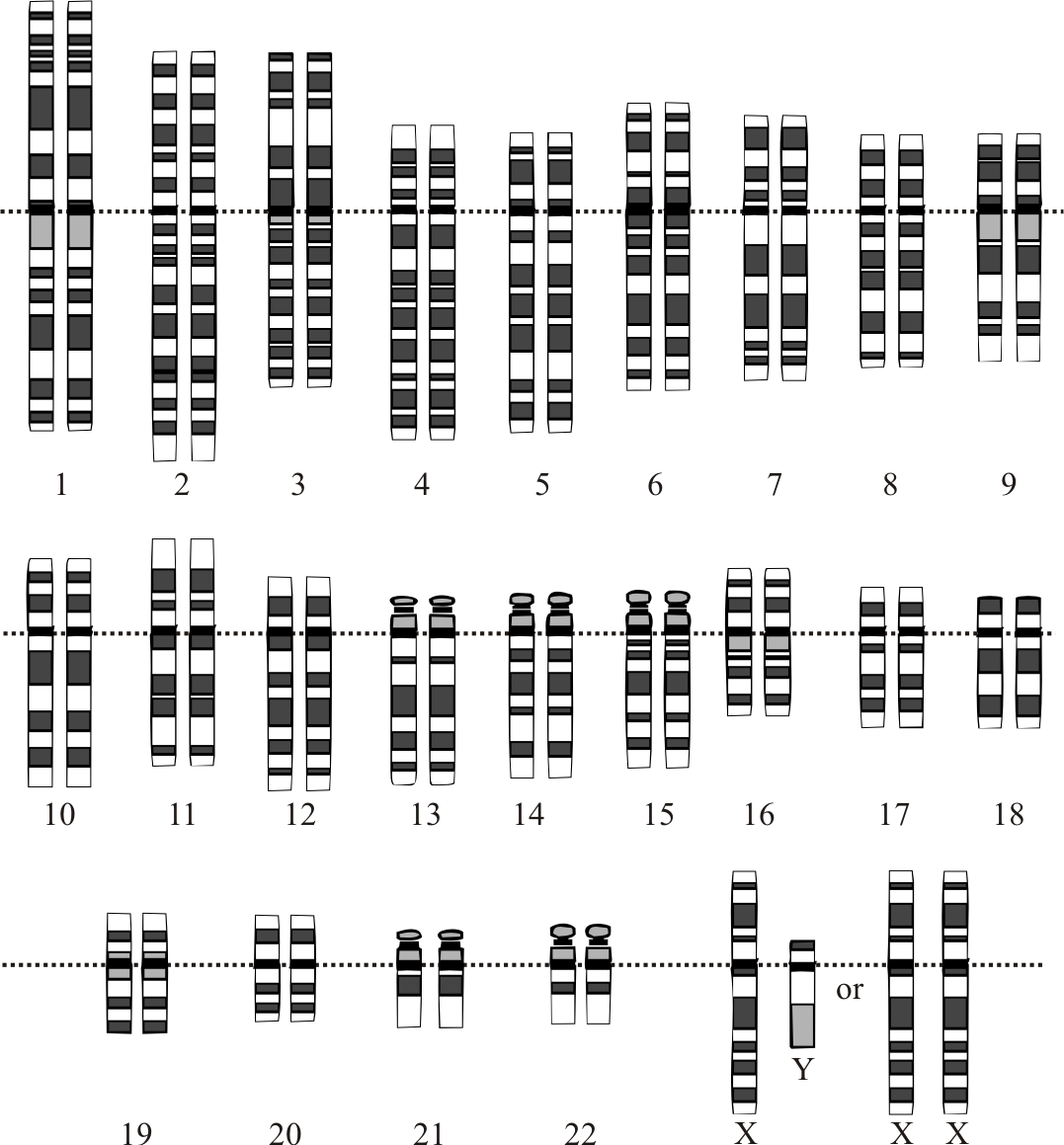
Uma representação gráfica do cariótipo humano padrão, incluindo os cromossomos sexuais XX e XY.

Como a maioria dos animais, os humanos também são uma espécie eucariótica diplóide. Cada célula somática tem dois conjuntos de 23 cromossomos, geralmente cada conjunto é recebido de um dos pais; os gametas têm apenas um conjunto de cromossomos, que é uma mistura dos dois conjuntos da célula somática. Entre os 23 pares de cromossomos, existem 22 pares de autossomos e um par de cromossomos sexuais. Como outros mamíferos, os humanos têm um sistema de determinação sexual XY, de modo que as fêmeas tipicamente têm os cromossomos sexuais XX e os machos tipicamente XY. Os genes e o ambiente influenciam a variação biológica humana em características visíveis, fisiologia, suscetibilidade a doenças e habilidades mentais. A influência exata dos genes e do ambiente em certas características não é bem compreendida.
Embora nenhum ser humano - nem mesmo gêmeos monozigóticos - seja geneticamente idêntico, dois humanos em média terão uma similaridade genética de 99,5%-99,9%. Isso os torna mais homogêneos do que outros grandes macacos, incluindo os chimpanzés. Esta pequena variação no DNA humano em comparação com outras espécies sugere um efeito de gargalo populacional durante o Pleistoceno Superior (há cerca de 100 mil anos), no qual a população humana foi reduzida a um pequeno número de pares reprodutores. As forças da seleção natural continuaram a operar nas populações humanas, com evidências de que certas regiões do genoma exibem seleção direcional nos últimos 15 mil anos.
O genoma humano foi sequenciado pela primeira vez em 2001 e em 2020 centenas de milhares de genomas foram sequenciados. Em 2012, o International HapMap Project comparou os genomas de 1.184 indivíduos de 11 populações e identificou 1,6 milhão de polimorfismos de nucleotídeo único. As populações africanas também abrigam o maior número de variantes genéticas privadas, ou aquelas não encontradas em outros lugares do mundo. Embora muitas das variantes comuns encontradas em populações fora da África também sejam encontradas no continente africano, ainda há um grande número que é privado dessas regiões, especialmente Oceania e Américas. Pelas estimativas de 2010, os humanos têm aproximadamente 22 mil genes. Ao comparar o DNA mitocondrial, que é herdado apenas da mãe, os geneticistas concluíram que o último ancestral comum feminino cujo marcador genético é encontrado em todos os humanos modernos, a chamada Eva mitocondrial, deve ter vivido por volta de há 90 mil a 200 mil anos.

### Ciclo de vida

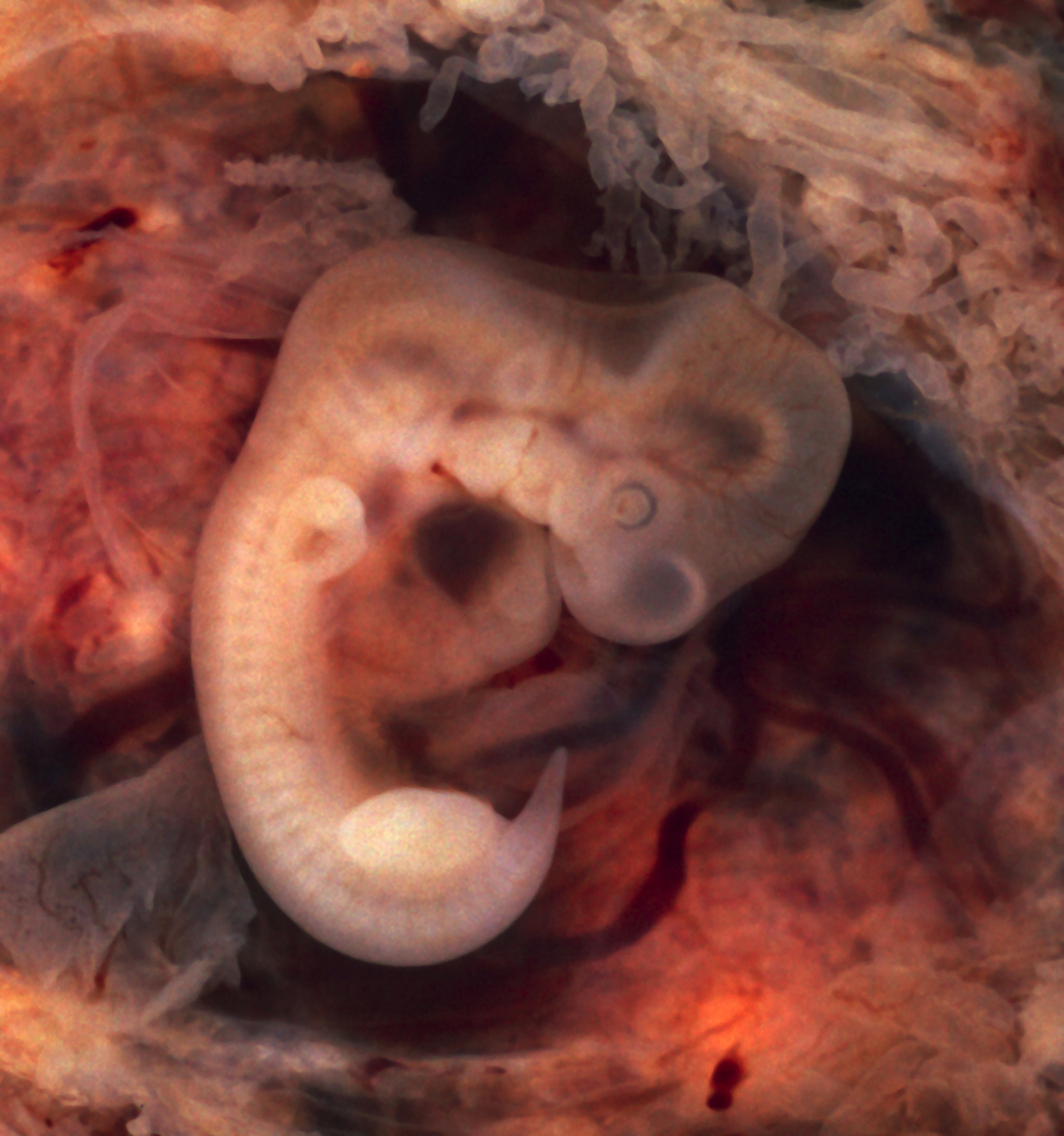
Embrião humano de 10 mm na quinta semana de gestação.

O ciclo de vida humano é semelhante ao de outros mamíferos placentários. O zigoto divide-se dentro do útero da mulher para se tornar um embrião, que, ao longo de um período de trinta e oito semanas (9 meses) de gestação se torna um feto humano. Após este intervalo de tempo, o feto é totalmente criado fora do corpo da mulher e respira autonomamente como um bebê pela primeira vez. Neste ponto, a maioria das culturas modernas reconhecem o bebê como uma pessoa com direito à plena proteção da lei, embora algumas jurisdições de diferentes níveis alterem esse padrão, reconhecendo os fetos humanos enquanto eles ainda estão no útero.
Em comparação com outras espécies, o parto humano é perigoso. Partos de duração de vinte e quatro horas ou mais não são raros e muitas vezes levam à morte da mãe, da criança ou de ambos. Isto ocorre porque, tanto pela circunferência da cabeça fetal relativamente grande (para a habitação do cérebro) quanto pela cavidade pélvica relativamente pequena da mãe (uma característica necessária para o sucesso do bipedalismo, por meio da seleção natural). As chances de um bom trabalho de parto aumentaram significativamente durante o século XX nos países mais ricos com o advento de novas tecnologias médicas. Em contraste, a gravidez e o parto normal permanecem perigosos nas regiões subdesenvolvidas e em desenvolvimento do mundo, com taxas de mortalidade materna aproximadamente 100 vezes maiores do que nos países desenvolvidos.

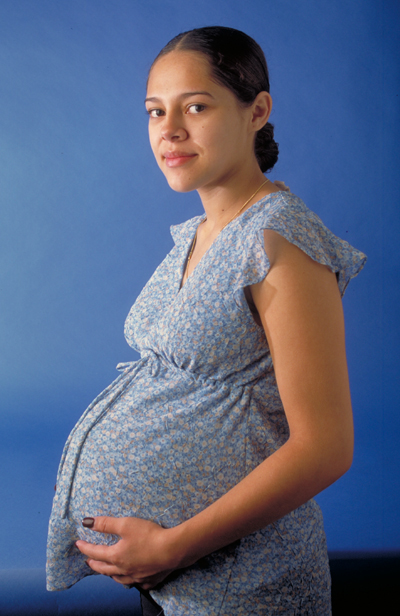
Uma mulher grávida.

Nos países desenvolvidos, as crianças normalmente pesam de 3 a 4 kg e medem de 50 a 60 cm no nascimento. No entanto, o baixo peso ao nascer é comum nos países em desenvolvimento e contribui para os altos níveis de mortalidade infantil nestas regiões. Indefesos ao nascimento, os seres humanos continuam a crescer durante alguns anos, geralmente atingindo a maturidade sexual entre 12 e 15 anos de idade. Os seres humanos femininos continuam a desenvolver-se fisicamente até cerca dos 18 anos, o desenvolvimento masculino continua até cerca dos 21 anos. A vida humana pode ser dividida em várias fases: infância, adolescência, vida adulta jovem, idade adulta e velhice. A duração destas fases, no entanto, têm variado em diferentes culturas e períodos. Comparado com outros primatas, os corpos dos seres humanos desenvolvem-se extraordinariamente rápido durante a adolescência, quando o corpo cresce 25% no tamanho. Chimpanzés, por exemplo, crescem apenas 14%.
Existem diferenças significativas em termos de esperança de vida ao redor do mundo. O mundo desenvolvido é geralmente envelhecido, com uma idade média em torno de 40 anos (a mais elevada é em Mônaco - 45,1 anos). No mundo em desenvolvimento é a idade média fica entre 15 e 20 anos. A esperança de vida ao nascer em Hong Kong é de 84,8 anos para a mulher e 78,9 para o homem, enquanto em Essuatíni, principalmente por causa da AIDS, é 31,3 anos para ambos os sexos. Enquanto um em cada cinco europeus tem 60 anos de idade ou mais, apenas um em cada vinte africanos tem de 60 anos de idade ou mais. O número de centenários (pessoas com idade de 100 anos ou mais) no mundo foi estimado pelas Nações Unidas em 210 mil indivíduos em 2002. Apenas uma pessoa, Jeanne Calment, é conhecida por ter atingido a idade de 122 anos e 164 dias; idades mais elevadas foram registradas, mas elas não estão bem fundamentadas. Mundialmente, existem 81 homens com 60 anos ou mais para cada 100 mulheres da mesma faixa etária, e entre os mais velhos, há 53 homens para cada 100 mulheres.
Os seres humanos são os únicos que experimentam a menopausa em alguma parte da vida. Acredita-se que a menopausa surgiu devido à "hipótese da avó", em que ocorre o interesse da mãe em renunciar aos riscos de morte durante outros partos para, em troca, investir na viabilidade dos filhos já nascidos.
| Estágios da vida humana    | Estágios da vida humana | Estágios da vida humana | Estágios da vida humana  | Estágios da vida humana |
| -------------------------- | ----------------------- | ----------------------- | ------------------------ | ----------------------- |
|                            |                         |                         |                          |                         |
|                            |                         |                         |                          |                         |
| Crianças (menino e menina) | Crianças pré-púberes    | Adolescentes            | Adultos (homem e mulher) | Idosos (homem e mulher) |

### Variação biológica e fenotípica

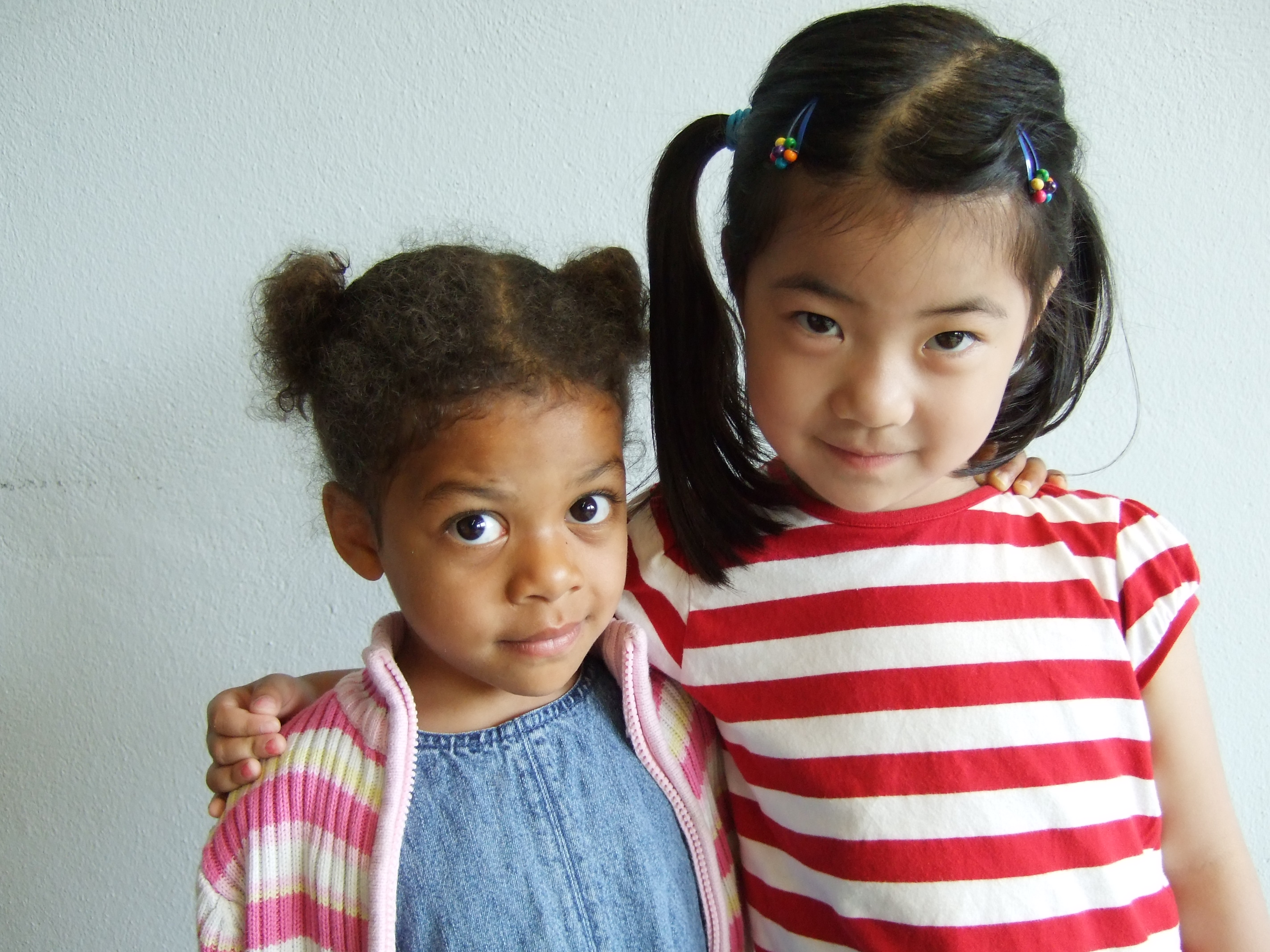
Uma criança africana e uma asiática

Há variação biológica na espécie humana – com características como tipo sanguíneo, doenças genéticas, características cranianas, características faciais, sistemas orgânicos, cor dos olhos, textura e cor dos cabelos, estatura e constituição corporal, e cor da pele variando em todo o mundo. A altura típica de um ser humano adulto é entre 1,4 e 1,9 metro, embora isso varie significativamente dependendo do sexo, origem étnica e linhagem familiar. O tamanho corporal é parcialmente determinado pelos genes e também é significativamente influenciado por fatores ambientais, como dieta, exercícios e padrões de sono.
Há evidências de que as populações se adaptaram geneticamente a vários fatores externos. Os genes que permitem aos humanos adultos digerir a lactose estão presentes em altas frequências em populações que têm uma longa história de domesticação de gado e são mais dependentes do leite de vaca. A anemia falciforme, que pode proporcionar maior resistência à malária, é frequente em populações onde a malária é endêmica. Populações que habitaram durante muito tempo climas específicos tendem a desenvolver fenótipos que são benéficos para esses ambientes – baixa estatura e constituição robusta em regiões frias, alta estatura e corpos esguios em regiões quentes e com elevadas capacidades pulmonares ou outras adaptações em altas altitudes. Algumas populações desenvolveram adaptações altamente únicas a condições ambientais muito específicas, como aquelas vantajosas para estilos de vida oceânicos e mergulho livre nos povos bajaus.

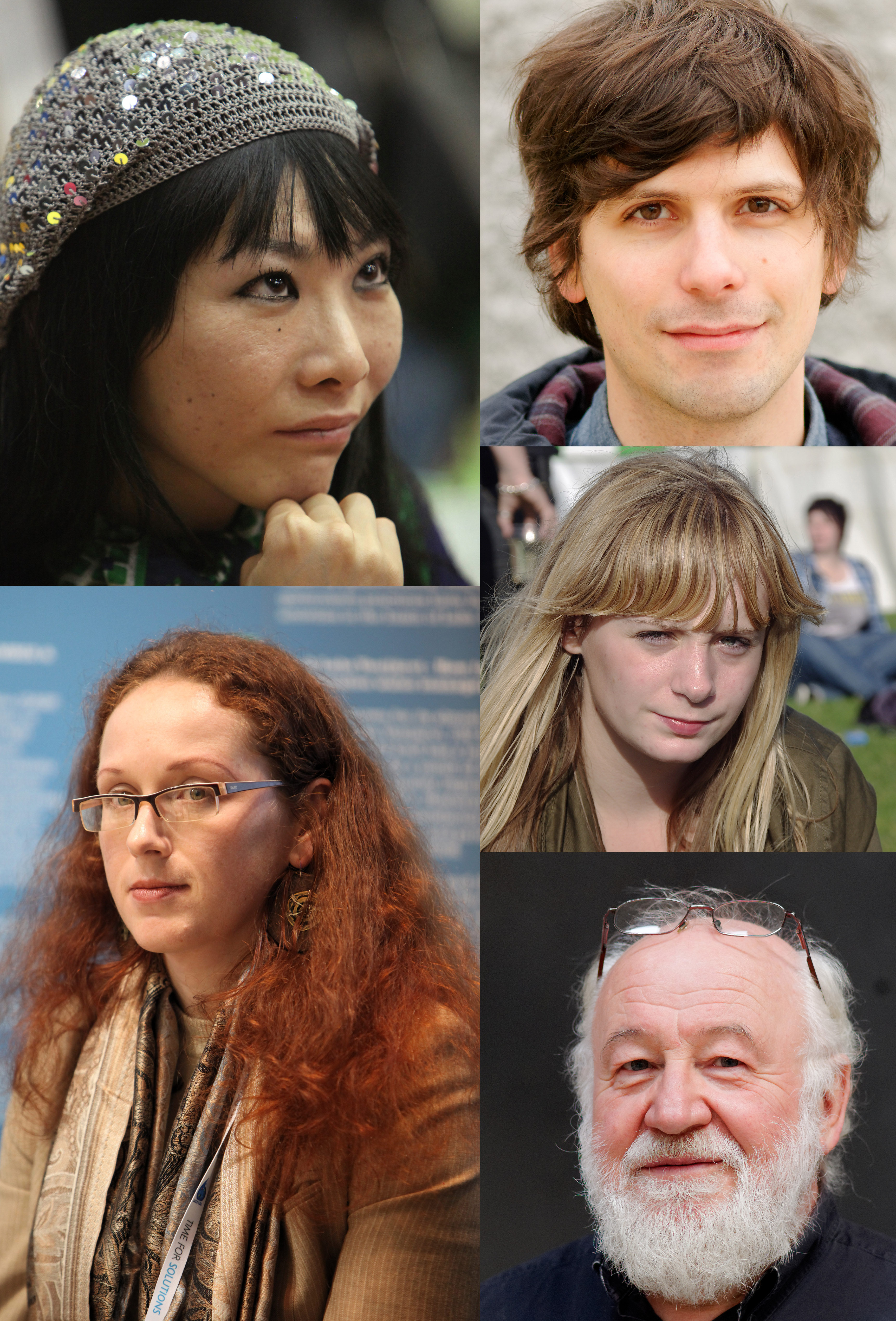
Uma variedade de cores de cabelos humanos; à esquerda acima, sentido horário: preto, castanho, loiro, branco, ruivo

A cor do cabelo humano varia do ruivo ao loiro, do castanho ao preto, que é a mais frequente. A cor do cabelo depende da quantidade de melanina, com concentrações diminuindo com o aumento da idade, levando a cabelos grisalhos ou até brancos. A cor da pele pode variar do marrom mais escuro ao pêssego mais claro, ou até quase branca ou incolor em casos de albinismo. Tende a variar clinalmente e geralmente se correlaciona com o nível de radiação ultravioleta em uma área geográfica específica, com pele mais escura principalmente ao redor da linha do equador. O escurecimento da pele pode ter evoluído como proteção contra a radiação solar ultravioleta,  enquanto a pigmentação clara da pele protege contra o esgotamento da vitamina D, que requer luz solar para ser produzida. A pele humana também tem a capacidade de escurecer (bronzear) em resposta à exposição à radiação ultravioleta.
Há relativamente pouca variação entre as populações geográficas humanas e a maior parte da variação que ocorre é no nível individual. Grande parte da variação humana é contínua, muitas vezes sem pontos claros de demarcação. Os dados genéticos mostram que não importa como os grupos populacionais são definidos, duas pessoas do mesmo grupo populacional são quase tão diferentes uma da outra quanto duas pessoas de quaisquer dois grupos populacionais diferentes. As populações de pele escura encontradas na África, Austrália e Sul da Ásia não estão intimamente relacionadas entre si.
A pesquisa genética demonstrou que as populações humanas nativas do continente africano são as mais geneticamente diversas e a diversidade genética diminui com a distância migratória de África, possivelmente o resultado de gargalos populacionais durante a migração humana. Estas populações não africanas adquiriram novos dados genéticos a partir da mistura local com populações arcaicas e têm uma variação muito maior dos hominídeos neandertais e denisovanos do que a encontrada na África, embora a mistura dos neandertais nas populações africanas possa ser subestimada. Além disso, estudos recentes descobriram que as populações da África Subsariana, e particularmente da África Ocidental, têm uma variação genética ancestral que antecede os humanos modernos e que se perdeu na maioria das populações não africanas. Acredita-se que parte dessa ancestralidade se origine da miscigenação com um hominídeo arcaico desconhecido que divergiu antes da divisão dos neandertais e dos humanos modernos.

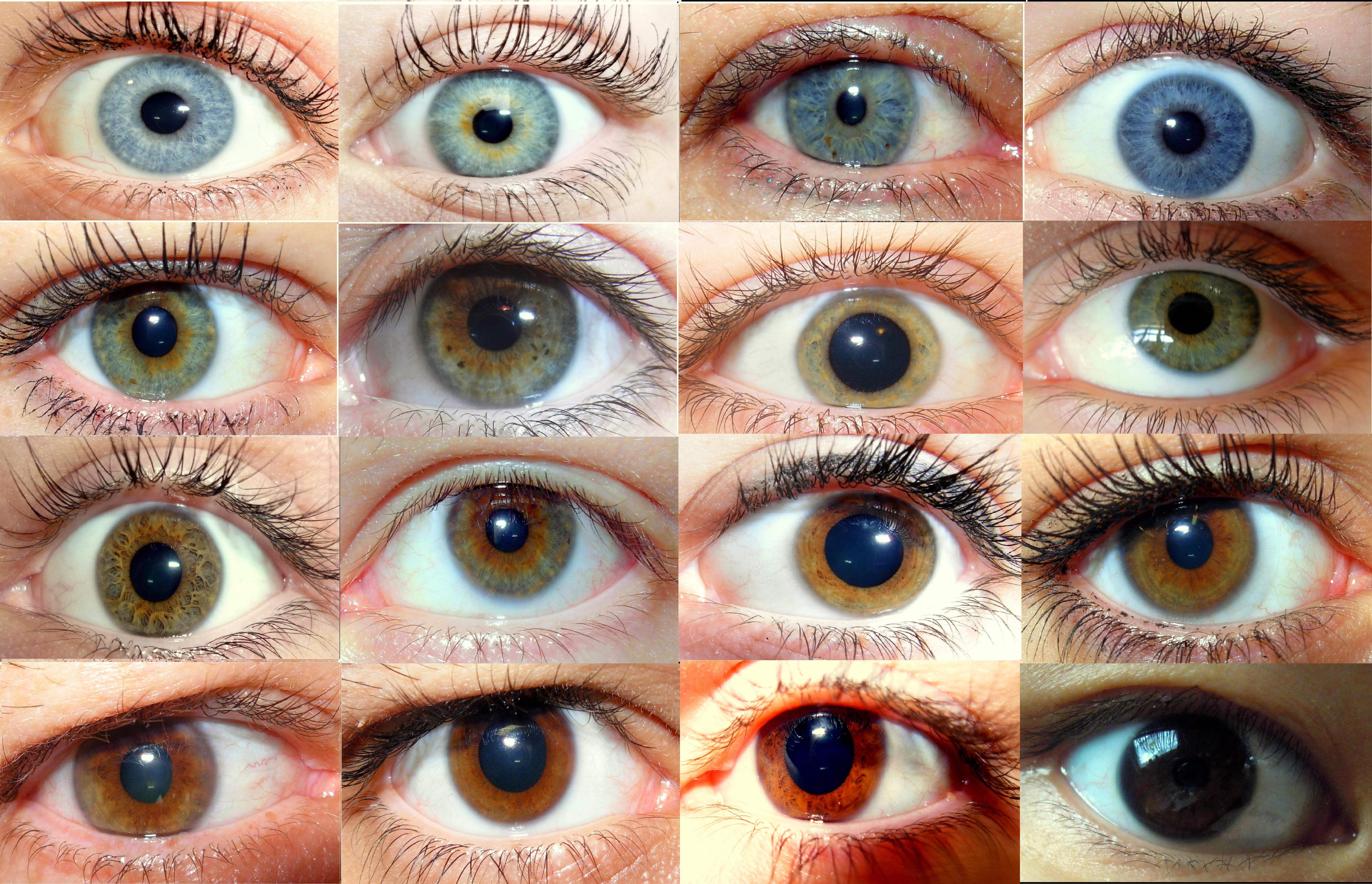
Cores de olhos humanos

Os humanos são uma espécie gonocórica, o que significa que são divididos em sexos masculino e feminino. O maior grau de variação genética existe entre homens e mulheres. Embora a variação genética de nucleotídeos de indivíduos do mesmo sexo nas populações globais não seja superior a 0,1% –0,5%, a diferença genética entre homens e mulheres está entre 1% e 2%. Os homens, em média, são 15% mais pesados e 15 centímetros mais altos que as mulheres. Em média, os homens têm cerca de 40–50% mais força na parte superior do corpo e 20–30% mais força na parte inferior do corpo do que as mulheres com o mesmo peso, devido à maior quantidade de músculos e fibras musculares maiores. As mulheres geralmente têm um percentual de gordura corporal mais alto que os homens. As mulheres têm pele mais clara que os homens da mesma população devido a uma maior necessidade de vitamina D em mulheres durante a gravidez e a lactação. Como existem diferenças cromossômicas entre mulheres e homens, algumas condições e distúrbios relacionados aos cromossomos X e Y afetam apenas homens ou mulheres. Depois de levar em conta o peso e o volume do corpo, a voz masculina geralmente é uma oitava mais profunda do que a voz feminina. As mulheres têm uma expectativa de vida mais longa em quase todas as populações do mundo. Existem condições intersexuais na população humana, mas são raras.

### Dieta

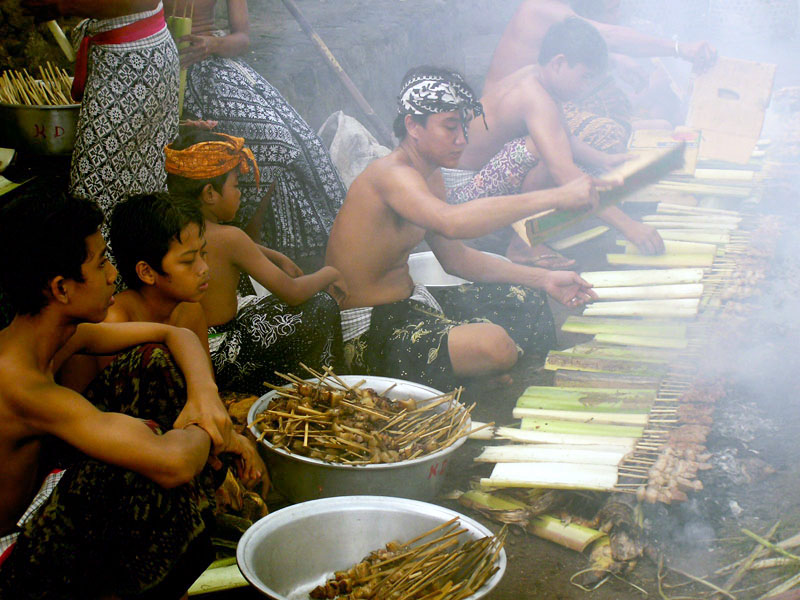
Pessoas preparando uma refeição em Bali, Indonésia.

Por centenas de milhares de anos o Homo sapiens empregou (e algumas tribos que ainda dependem) um método de caçadores-coletores como o seu principal meio de obter alimentos, combinando e envolvendo fontes estacionárias de alimentos (tais como frutas, cereais, tubérculos e cogumelos, larvas de insetos e moluscos aquáticos), com a caça de animais selvagens, que devem ser caçados e mortos, para serem consumidos. Acredita-se que os seres humanos têm utilizado o fogo para preparar e cozinhar alimentos antes de comer desde o momento da sua divergência do Homo erectus. Há pelo menos dez mil anos, os humanos desenvolveram a agricultura, que alterou substancialmente o tipo de alimentos que as pessoas comiam. Isto levou a um aumento da população, ao desenvolvimento das cidades e, em virtude do aumento da densidade populacional, à maior propagação de doenças infecciosas. Os tipos de alimentos consumidos, bem como a forma como são preparados, tem variado muito, através do tempo, da localização e da cultura.
Os seres humanos são onívoros, capazes de consumir tantos produtos vegetais como produtos animais. Com as diferentes fontes de alimentos disponíveis nas regiões de habitação e também com diferentes normas culturais e religiosas, grupos humanos adotaram uma gama de dietas, principalmente a partir do puramente vegetariano para o carnívoro. Em alguns casos, restrições alimentares levam a deficiências que podem acabar em doenças, porém grupos estáveis de humanos se adaptaram aos vários padrões dietéticos, através da especialização genética e de convenções culturais para utilizar fontes alimentares nutricionalmente equilibradas. A dieta humana é proeminentemente refletida na cultura humana e levou ao desenvolvimento da ciência dos alimentos.
Em geral, os seres humanos podem sobreviver por duas a oito semanas sem alimentos, em função da gordura corporal armazenada. A sobrevivência sem água é geralmente limitada a três ou quatro dias. A falta de comida continua a ser um problema grave, com cerca de 300 mil pessoas morrendo de fome a cada ano. A desnutrição infantil também é comum e contribui para o número de mortos. No entanto, a distribuição alimentar global não é equilibrada, a obesidade atinge algumas populações humanas chegando a proporções epidêmicas, levando a complicações de saúde e aumento da mortalidade em alguns países desenvolvidos e em desenvolvimento. O Centros de Controle e Prevenção de Doenças (CDC) dos Estados Unidos indica que 32% dos adultos americanos com idades superiores a 20 anos são obesos, enquanto 66,5% são obesos ou com sobrepeso. A obesidade é causada por consumir mais calorias do que os gastos do corpo, e muitos atribuem o ganho de peso excessivo a uma combinação de excessos alimentares e exercícios físicos insuficientes.

### Sono e sonho

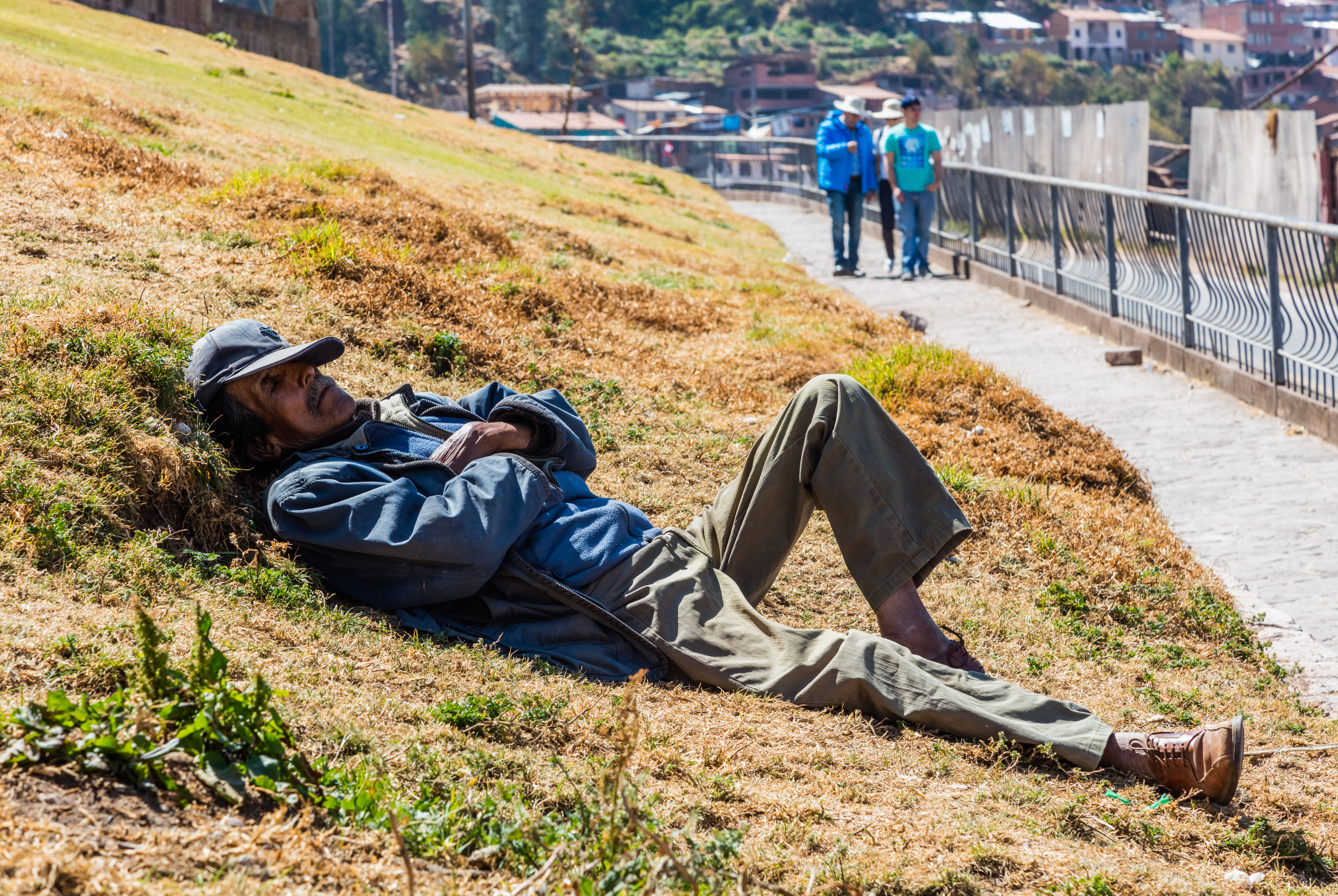
Um homem dormindo em Cusco, Peru

Os seres humanos são geralmente diurnos. A necessidade de sono média é de entre sete e nove horas por dia para um adulto e de nove a dez horas por dia para uma criança; as pessoas idosas costumam dormir de seis a sete horas. Sentir menos sono do que isso é comum nas sociedades modernas e a privação do sono pode ter efeitos negativos. A restrição constante do sono adulto para quatro horas por dia tem sido mostrada como correlacionada com mudanças na fisiologia e no estado mental, incluindo fadiga, agressividade e desconforto corporal.
Durante o sono, os humanos sonham, onde experimentam imagens e sons sensoriais. O sonho é estimulado pela ponte e ocorre principalmente durante a fase REM do sono. A duração de um sonho pode variar de alguns segundos a 30 minutos. Os humanos têm de três a cinco sonhos por noite, mas algumas pessoas podem ter até sete. É mais provável que os sonhadores se lembrem do sonho se forem acordados durante a fase REM. Os eventos nos sonhos geralmente estão fora do controle do sonhador, com exceção dos sonhos lúcidos, onde o sonhador está autoconsciente. Às vezes, os sonhos podem fazer com que ocorra um pensamento criativo ou dar uma sensação de inspiração.

## Psicologia

Animação de parte do cérebro humano, com destaque para o lobo frontal (em vermelho).

O cérebro humano é o centro do sistema nervoso central e atua como o principal centro de controle para o sistema nervoso periférico. O cérebro controla atividades autônomas involuntárias, como a respiração e a digestão, assim como atividades conscientes, como o pensamento, o raciocínio e a abstração. Estes processos cognitivos constituem a mente, e, juntamente com suas consequências comportamentais, são estudadas no campo da psicologia.
O cérebro humano é considerado o mais "inteligente" e capaz cérebro da natureza, superando o de qualquer outra espécie conhecida. Enquanto muitos animais são capazes de criar estruturas utilizando ferramentas simples, principalmente através do instinto e do mimetismo, a tecnologia humana é muito mais complexa e está constantemente evoluindo e melhorando ao longo do tempo. Mesmo as mais antigas estruturas e ferramentas criadas pelos humanos são muito mais avançadas do que qualquer outra estrutura ou ferramenta criada por qualquer outro animal.
Embora as habilidades cognitivas humanas sejam muito mais avançadas do que as de qualquer outra espécie, a maioria destas habilidades podem ser observadas em sua forma primitiva no comportamento de outros seres vivos. A antropologia moderna sustenta a proposição de Darwin de que "a diferença entre a mente de um homem e a de animais evoluídos, grande como é, é certamente uma diferença de grau e não de tipo".

### Consciência e pensamento

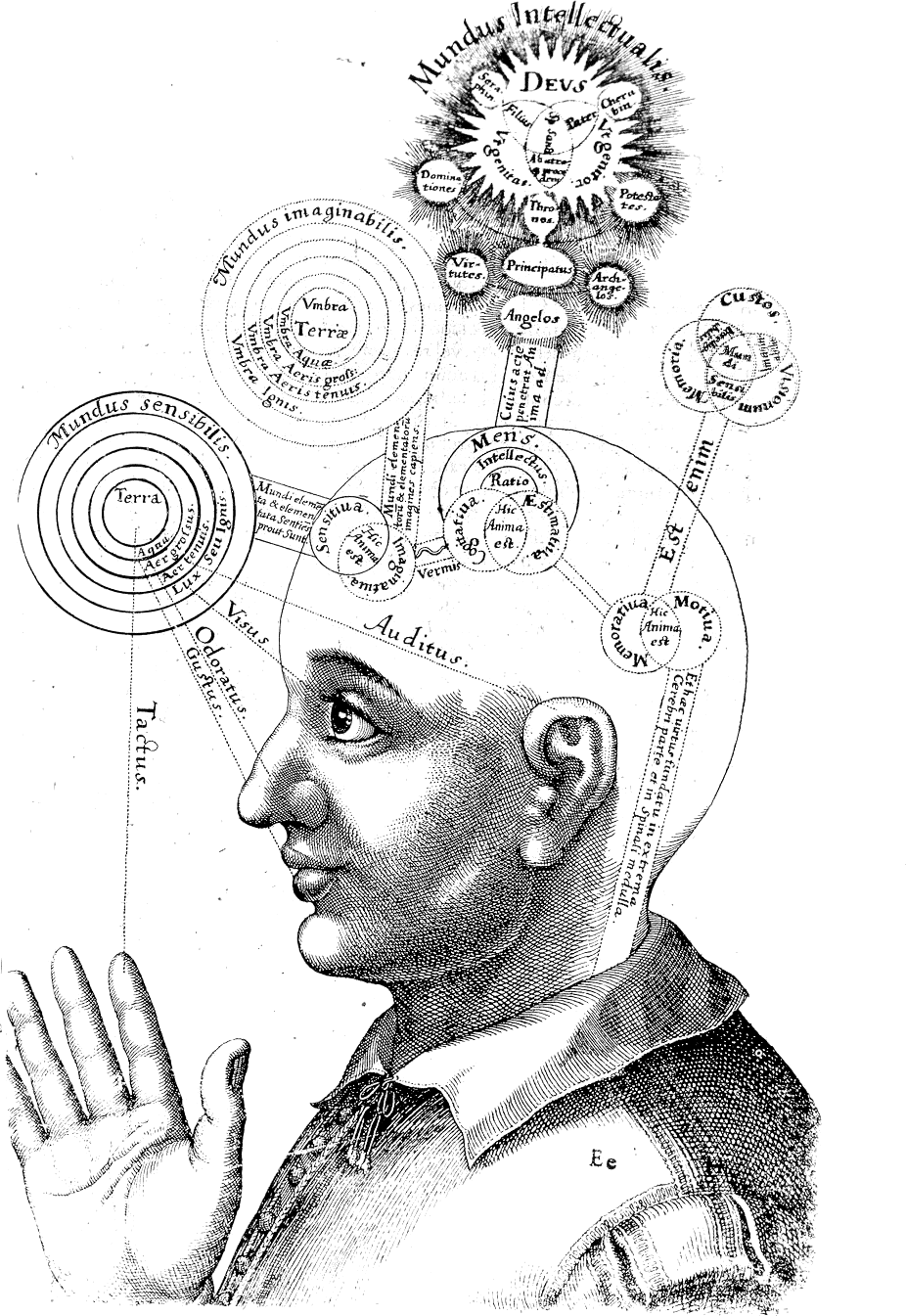
Representação gráfica da consciência (século XVII)

O que faz, de nós, seres humanos é o fato de sermos capazes de ver, tudo aquilo que pensamos, imaginamos, raciocinamos e recordamos, como um todo em relação ao qual podemos dizer um Sim ou um Não, um “é verdadeiro” ou um “é falso”, isto é, o sermos capazes de julgar da veracidade ou falsidade de tudo aquilo que a nossa própria mente vai conhecendo ou produzindo.
Os seres humanos são apenas uma das nove espécies que passam no teste do espelho — que testa se um animal reconhece sua reflexão como uma imagem de si mesmo — juntamente com todos os grandes macacos (gorilas, chimpanzés, orangotangos, bonobos), golfinhos, elefantes-asiáticos, pega-rabudas e Orcas. A maioria das crianças humanas passam no teste do espelho com 18 meses de idade. No entanto, a utilidade deste teste como um verdadeiro teste de consciência tem sido contestada, e esta pode ser uma questão de grau, em vez de uma divisão nítida. Macacos foram treinados para aplicar as regras de resumo em tarefas.
O cérebro humano percebe o mundo externo através dos sentidos e cada indivíduo humano é muito influenciado pelas suas experiências, levando a visões subjetivas da existência e da passagem do tempo. Os seres humanos possuem a consciência, a autoconsciência e uma mente, que correspondem aproximadamente aos processos mentais de pensamento. Estes são ditos de possuir qualidades tais como a autoconsciência, sensibilidade, sabedoria e a capacidade de perceber a relação entre si e o meio ambiente. A medida como a mente constrói ou experimenta o mundo exterior é um assunto de debate, assim como as definições e validade de muitos dos termos usados acima. O filósofo da ciência cognitiva Daniel Dennett, por exemplo, argumenta que não existe tal coisa como um centro narrativo chamado de "mente", mas que em vez disso, é simplesmente um conjunto de entradas e saídas sensoriais: diferentes tipos de '"softwares"' paralelos em execução. O psicólogo B. F. Skinner argumenta que a mente é uma ficção de motivos que desvia a atenção das causas ambientais do comportamento e o que são comumente vistos como processos mentais podem ser melhor concebidos como formas de comportamento verbal encoberto.

### Motivação e emoção

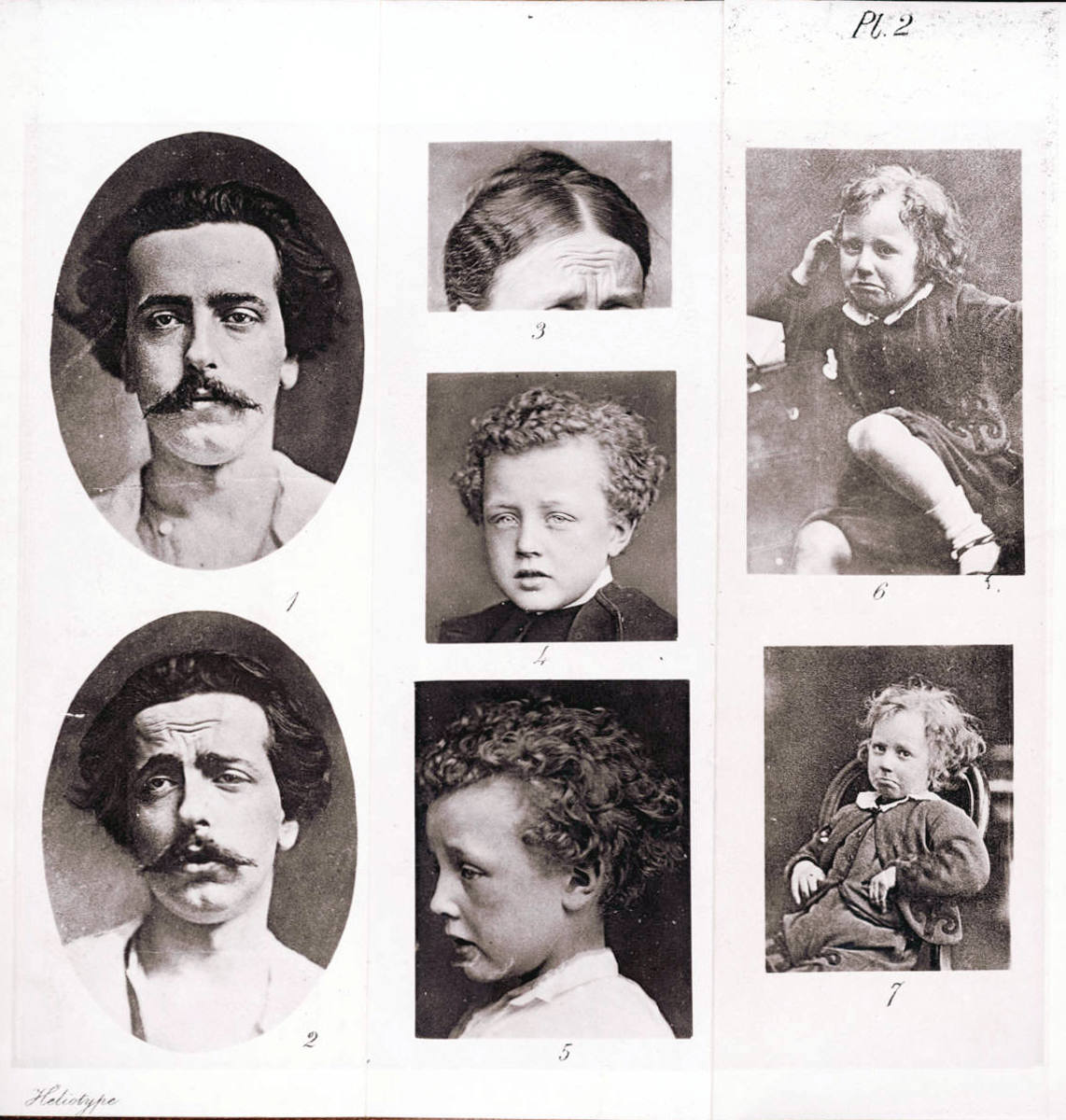
Ilustração de pesar do livro A Expressão das Emoções no Homem e nos Animais, de Charles Darwin.

A motivação é a força motriz por trás do desejo de todas as ações deliberadas dos seres humanos. A motivação é baseada em emoções, especificamente, na busca de satisfação (experiências emocionais positivas), e à prevenção de conflitos. Positivo e negativo são definidos pelo estado individual do cérebro, que pode ser influenciado por normas sociais: uma pessoa pode ser levada a autoagressão ou violência, porque seu cérebro está condicionado a criar uma resposta positiva a essas ações. A motivação é importante porque está envolvida no desempenho de todas as respostas aprendidas. Dentro da psicologia, a prevenção de conflitos e a libido são vistas como motivadores primários. Dentro da economia, a motivação é muitas vezes vista por basear-se em incentivos, estes podem ser de ordem financeira, moral ou coercitiva.
A emoção tem uma significante influência, podemos dizer que serve até mesmo para controlar o comportamento humano, porém historicamente muitas culturas e filósofos, por diversas razões tem desencorajado essa influência por não ser checável. As experiências emocionais percebidas como agradáveis, como o amor, a admiração e a alegria, contrastando com aquelas percebidas como desagradáveis, como o ódio, a inveja ou a tristeza. No pensamento científico moderno, algumas emoções refinadas consideradas um traço complexo neural inato em uma variedade de mamíferos domesticados e não domesticados. Estas normalmente foram desenvolvidas em reação a mecanismos de sobrevivência superior e inteligentes de interação entre si e o ambiente; como tal, não é em todos os casos distinta e separada da função neural natural como foi uma vez assumida a emoção refinada. No entanto, quando seres humanos vivem de forma civilizada, verificou-se que a ação desinibida em extrema emoção pode levar à desordem social e à criminalidade.

### Sexualidade e amor

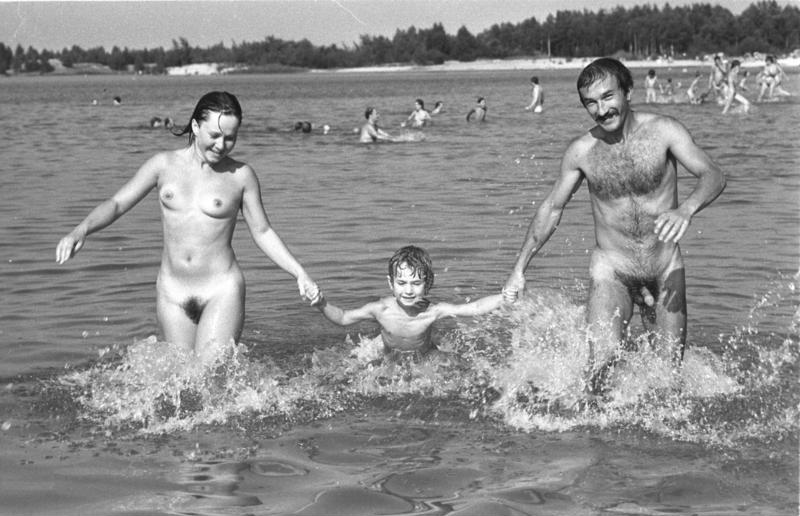
Família naturista na Alemanha Oriental, agosto de 1983.

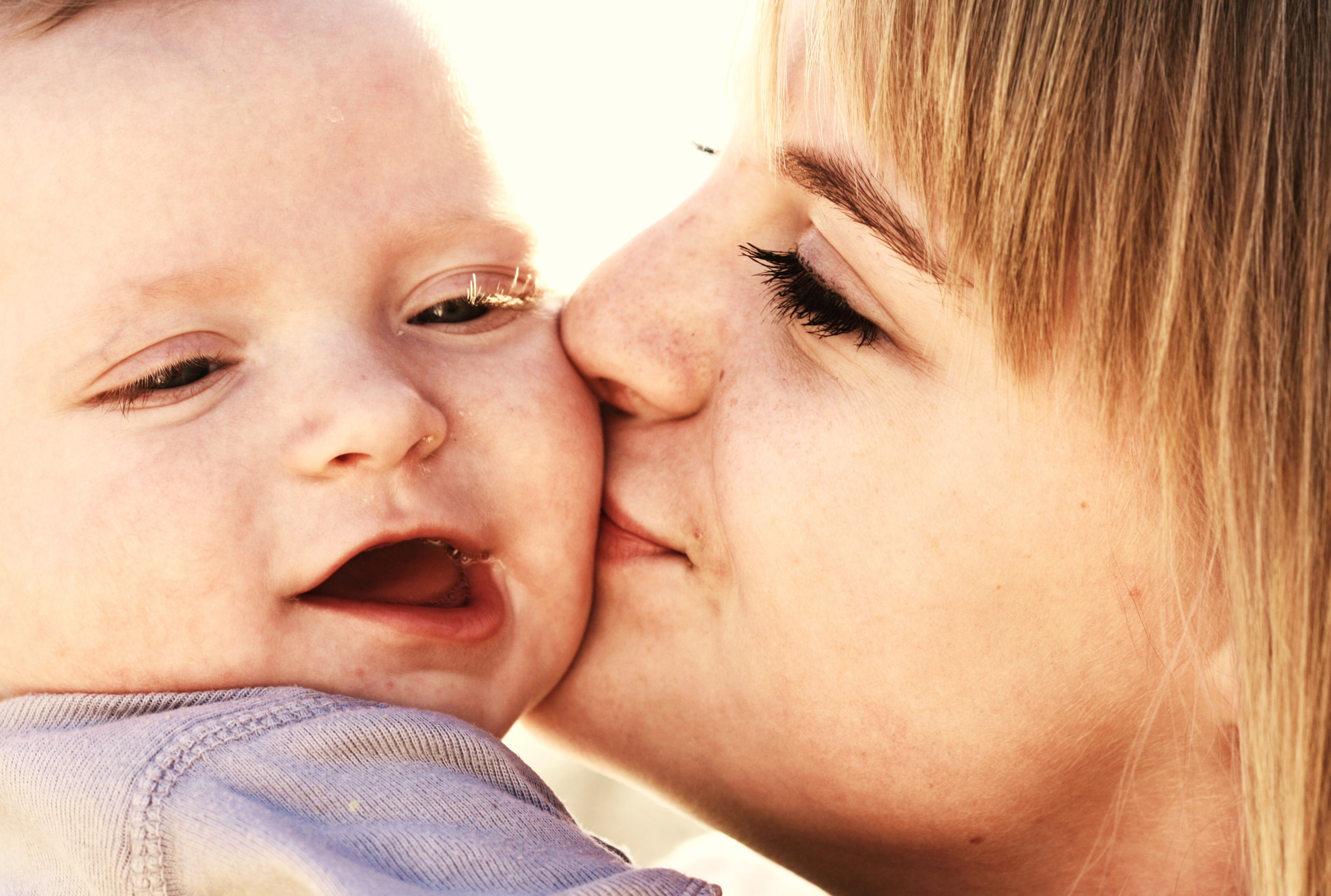
Os pais humanos continuam a cuidar de seus filhos por muito tempo depois que eles nascem.

A sexualidade humana, além de garantir a reprodução biológica, tem importante função social: ele cria intimidade física, títulos e hierarquias entre os indivíduos, podendo ser direcionada para a transcendência espiritual (de acordo com algumas tradições); e com um sentido hedonista de gozar de atividade sexual envolvendo gratificação. O desejo sexual, ou libido, é sentido como um desejo do corpo, muitas vezes acompanhada de fortes emoções como o amor, o êxtase e o ciúme.
Escolhas humanas em agir sobre a sexualidade são normalmente influenciadas por normas culturais, que variam de forma muito ampla. As restrições são muitas vezes determinadas por crenças religiosas ou costumes sociais. O pesquisador pioneiro Sigmund Freud acreditava que os seres humanos nascem polimorficamente perversos, o que significa que qualquer número de objetos pode ser uma fonte de prazer.
Segundo Freud, os seres humanos, em seguida, passam por cinco fases de desenvolvimento psicossexual (e podem fixar-se em qualquer fase por causa de traumas diversos durante o processo). Para Alfred Kinsey, outro influente pesquisador do sexo, as pessoas podem cair em qualquer lugar ao longo de uma escala contínua de orientação sexual (com apenas pequenas minorias totalmente heterossexual ou totalmente homossexual). Estudos recentes da neurologia e da genética sugerem que as pessoas podem nascer com uma predisposição para uma determinada orientação sexual ou outra.

## Cultura
O conjunto sem precedentes de habilidades intelectuais da humanidade foi um fator-chave no eventual avanço tecnológico da espécie e na concomitante dominação da biosfera. Desconsiderando os hominídeos extintos, os humanos são os únicos animais conhecidos por ensinar informações generalizáveis, implantar inatamente a incorporação recursiva para gerar e comunicar conceitos complexos, envolver a "física popular" necessária para projetar ferramentas competentes, ou cozinhar alimentos em estado selvagem. O ensino e a aprendizagem preservam a identidade cultural e etnográfica de todas as diversas sociedades humanas. Outros traços e comportamentos que são, em sua maioria, exclusivos aos humanos, incluem iniciar e controlar focos de fogo, estruturar fonemas e a aprendizagem vocal.
A divisão dos humanos em papéis de gênero masculino e feminino foi marcada culturalmente por uma divisão correspondente de normas, práticas, vestimentas, comportamento, direitos, deveres, privilégios, estatutos sociais e poder. Muitas vezes se acredita que as diferenças culturais por gênero tenham surgido naturalmente de uma divisão do trabalho reprodutivo; o fato biológico de que as mulheres dão à luz levou a uma maior responsabilidade cultural de nutrir e cuidar dos filhos. Os papéis de gênero têm variado historicamente e os desafios às normas de gênero predominantes têm-se repetido em muitas sociedades.

### Línguas

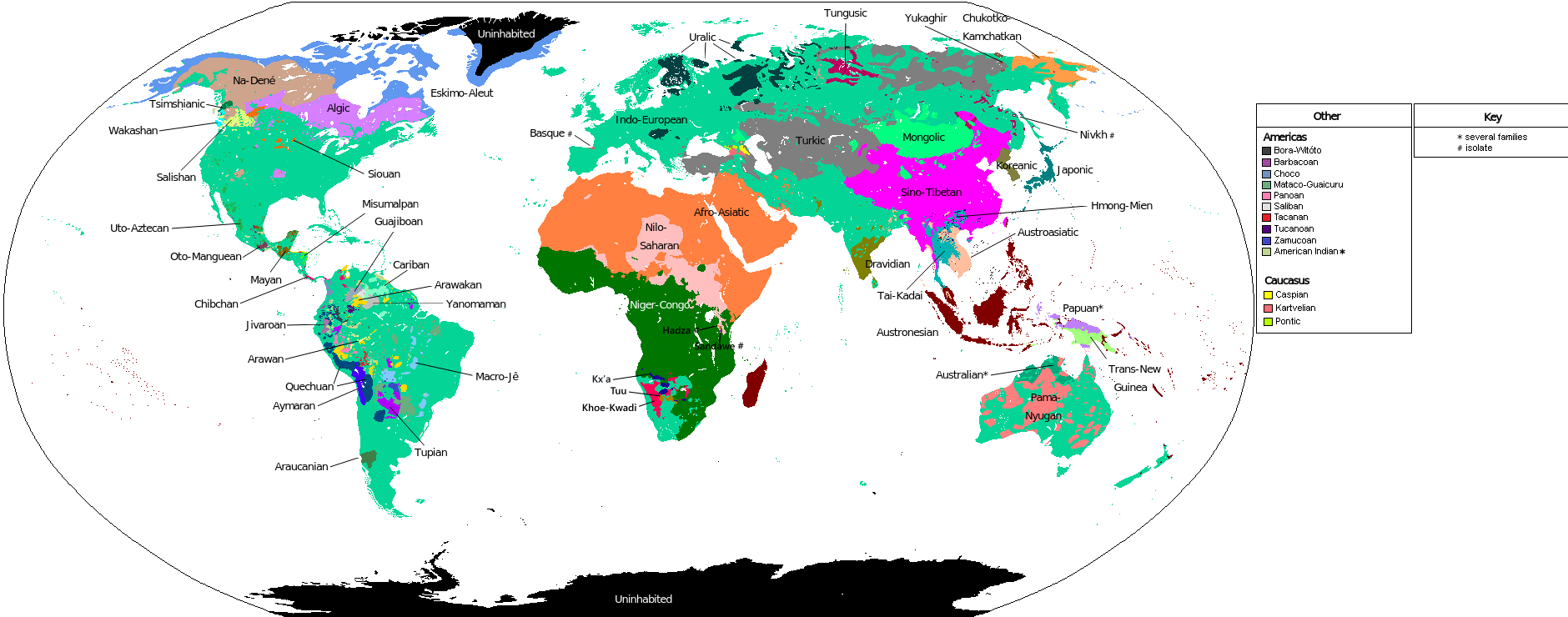
Principais famílias linguísticas do mundo.

Embora muitas espécies se comuniquem, a linguagem é exclusiva dos humanos, uma característica definidora da humanidade e uma cultura universal. Ao contrário dos sistemas limitados de outros animais, a linguagem humana é aberta - um número infinito de significados pode ser produzido pela combinação de um número limitado de símbolos. A linguagem humana também tem a capacidade de deslocamento, ao usar palavras para representar coisas e acontecimentos que não estão ocorrendo no presente ou localmente, mas que residem na imaginação compartilhada dos interlocutores.
A linguagem difere de outras formas de comunicação por ser independente da modalidade; os mesmos significados podem ser transmitidos por meio de diferentes meios, auditivamente na fala, visualmente pela língua de sinais ou escrita e até mesmo por meio tátil como o braille. A linguagem é fundamental para a comunicação entre os humanos e para o senso de identidade que une nações, culturas e grupos étnicos. Existem aproximadamente seis mil línguas diferentes atualmente em uso, incluindo línguas de sinais e muitos outros milhares que estão extintas.

### Religião e espiritualidade

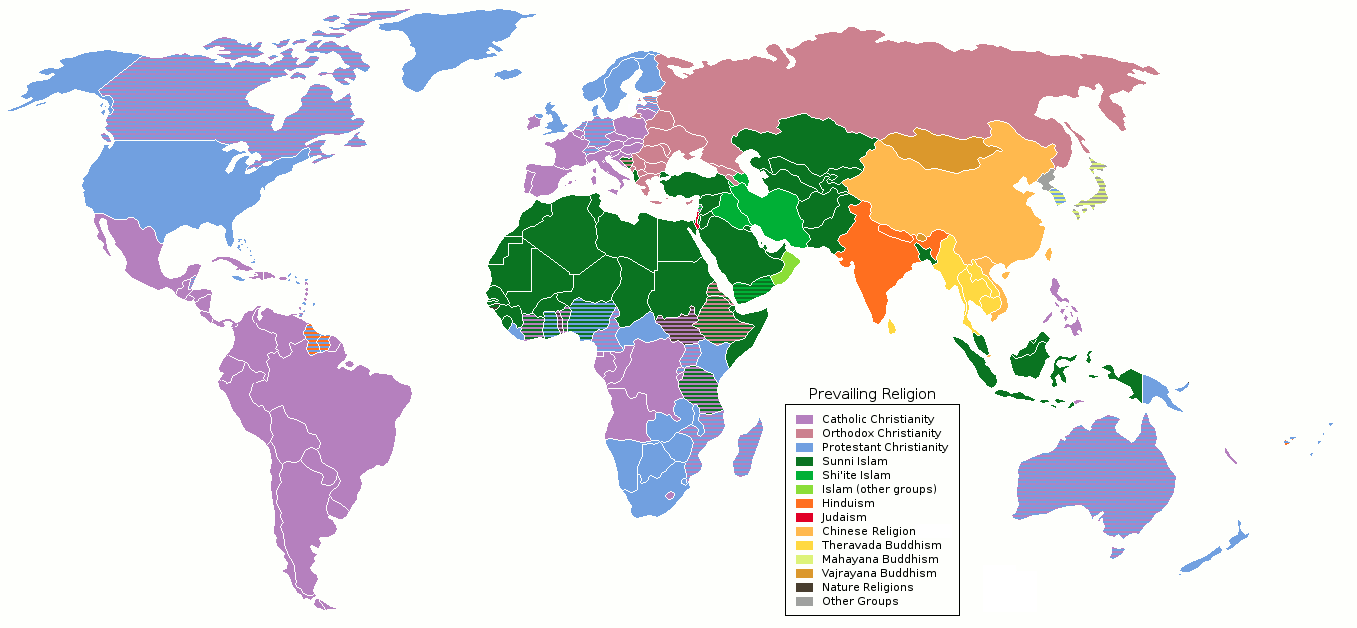
Principais grupos religiosos do mundo mapeados por país.

A religião é geralmente definida como um sistema de crenças sobre o sobrenatural, o sagrado ou o divino, além de práticas, valores, instituições e rituais associados a tal crença. Algumas religiões também têm um código moral. Não existe, no entanto, uma definição acadêmica consensual do que constitui religião. A religião assumiu muitas formas que variam de acordo com a cultura e a perspectiva individual, em alinhamento com a diversidade geográfica, social e linguística do planeta. A religião pode incluir uma crença na vida após a morte, a origem da vida, a natureza do universo (cosmologia religiosa) e seu destino final (escatologia), além do que é moral ou imoral. Uma fonte comum de respostas a essas perguntas são as crenças em seres divinos transcendentes, como divindades ou um Deus único, embora nem todas as religiões sejam teístas.
A evolução e a história das primeiras religiões tornaram-se recentemente áreas de ativa investigação científica. Embora o momento exato em que os humanos se tornaram religiosos pela primeira vez permaneça desconhecido, pesquisas mostram evidências confiáveis de comportamento religioso por volta do Paleolítico Médio (há cerca de 45 mil a 200 mil anos). A religião pode ter evoluído para desempenhar um papel de ajudar a impor e encorajar a cooperação entre humanos. Embora o nível exato de religiosidade seja algo difícil de medir, a maioria dos humanos professa alguma variedade de crenças religiosas ou espirituais. Em 2015, a maioria da população mundial era cristã, seguida por muçulmanos, hindus e budistas. Cerca de 16%, ou pouco menos de 1,2 bilhão de humanos, eram irreligiosos, incluindo aqueles sem crenças religiosas ou sem identidade com qualquer religião.

### Artes
As artes humanas podem assumir muitas formas, incluindo visuais, literárias e performáticas . A arte visual pode variar de pinturas e esculturas a filmes, design de interação e arquitetura. As artes literárias podem incluir prosa, poesia e dramas; enquanto as artes performáticas geralmente envolvem teatro, música e dança. Os humanos geralmente combinam as diferentes formas, por exemplo, vídeos musicais. Outras entidades que foram descritas como tendo qualidades artísticas incluem preparação de alimentos, videogames e medicamentos. Além de proporcionar entretenimento e transferência de conhecimento, as artes também são utilizadas para fins políticos.

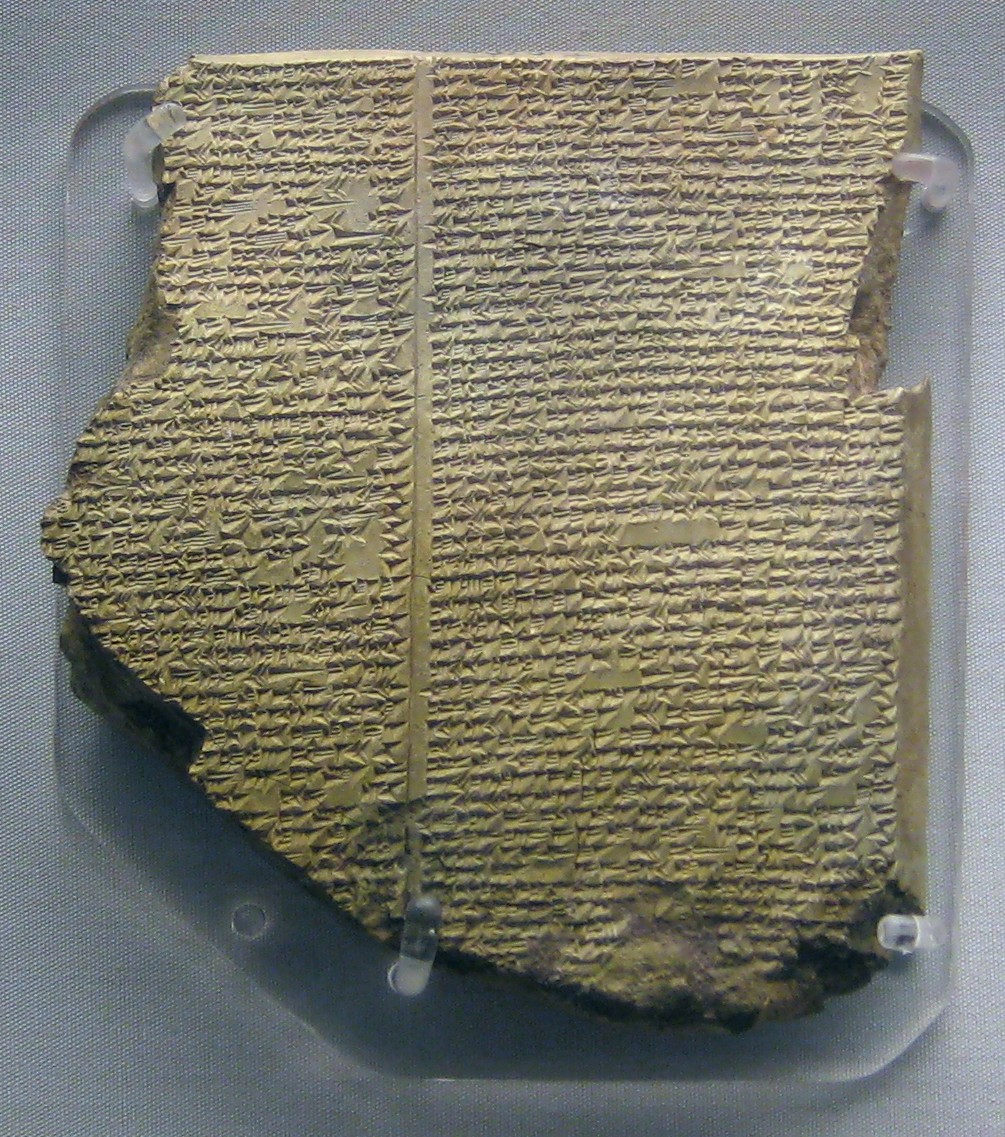
Tabuleta do Dilúvio da Epopeia de Gilgamesh em acadiano.

A arte é uma característica definidora do ser humano e há evidências de uma relação entre criatividade e linguagem. A evidência mais antiga de arte foram as gravuras de conchas feitas pelo Homo erectus 300 mil anos antes da evolução dos humanos modernos. A arte atribuída ao H. sapiens existia há pelo menos 75 mil anos, com joias e desenhos encontrados em cavernas na África do Sul. Existem várias hipóteses de por que os humanos se adaptaram às artes. Isso inclui permitir que eles resolvam melhor os problemas, fornecendo um meio de controlar ou influenciar outros humanos, encorajando a cooperação e contribuição dentro de uma sociedade ou aumentando a chance de atrair um parceiro em potencial. O uso da imaginação desenvolvida por meio da arte, combinada com a lógica, o que pode ter dado aos primeiros humanos uma vantagem evolutiva
Evidências de humanos engajados em atividades musicais são anteriores à arte nas cavernas e, até agora, a música tem sido praticada por praticamente todas as culturas humanas. Existe uma grande variedade de gêneros musicais e músicas étnicas; com habilidades musicais humanas relacionadas a outras habilidades, incluindo comportamentos humanos sociais complexos. Foi demonstrado que os cérebros humanos respondem à música tornando-se sincronizados com o ritmo e a batida, um processo denominado arrastamento. A dança também é uma forma de expressão humana encontrada em todas as culturas e pode ter evoluído como uma forma de ajudar os primeiros humanos a se comunicarem. Ouvir música e observar a dança estimula o córtex orbitofrontal e outras áreas do cérebro sensíveis ao prazer.
Ao contrário da fala, a leitura e a escrita não são naturais aos humanos e devem ser ensinadas. A literatura ainda está presente antes da invenção das palavras e da linguagem, com pinturas de 30 mil anos nas paredes de algumas cavernas retratando uma série de cenas dramáticas. Uma das obras literárias mais antigas que sobreviveram é a Epopeia de Gilgamesh, gravada pela primeira vez em tabuletas babilônicas antigas há cerca de 4 mil anos. Além de simplesmente transmitir conhecimento, o uso e o compartilhamento de ficção imaginativa por meio de histórias pode ter ajudado a desenvolver as capacidades humanas de comunicação e aumentado a probabilidade de conseguir um parceiro. A narração de histórias também pode ser usada como uma forma de fornecer ao público lições morais e estimular a cooperação.

### Ferramentas e tecnologias

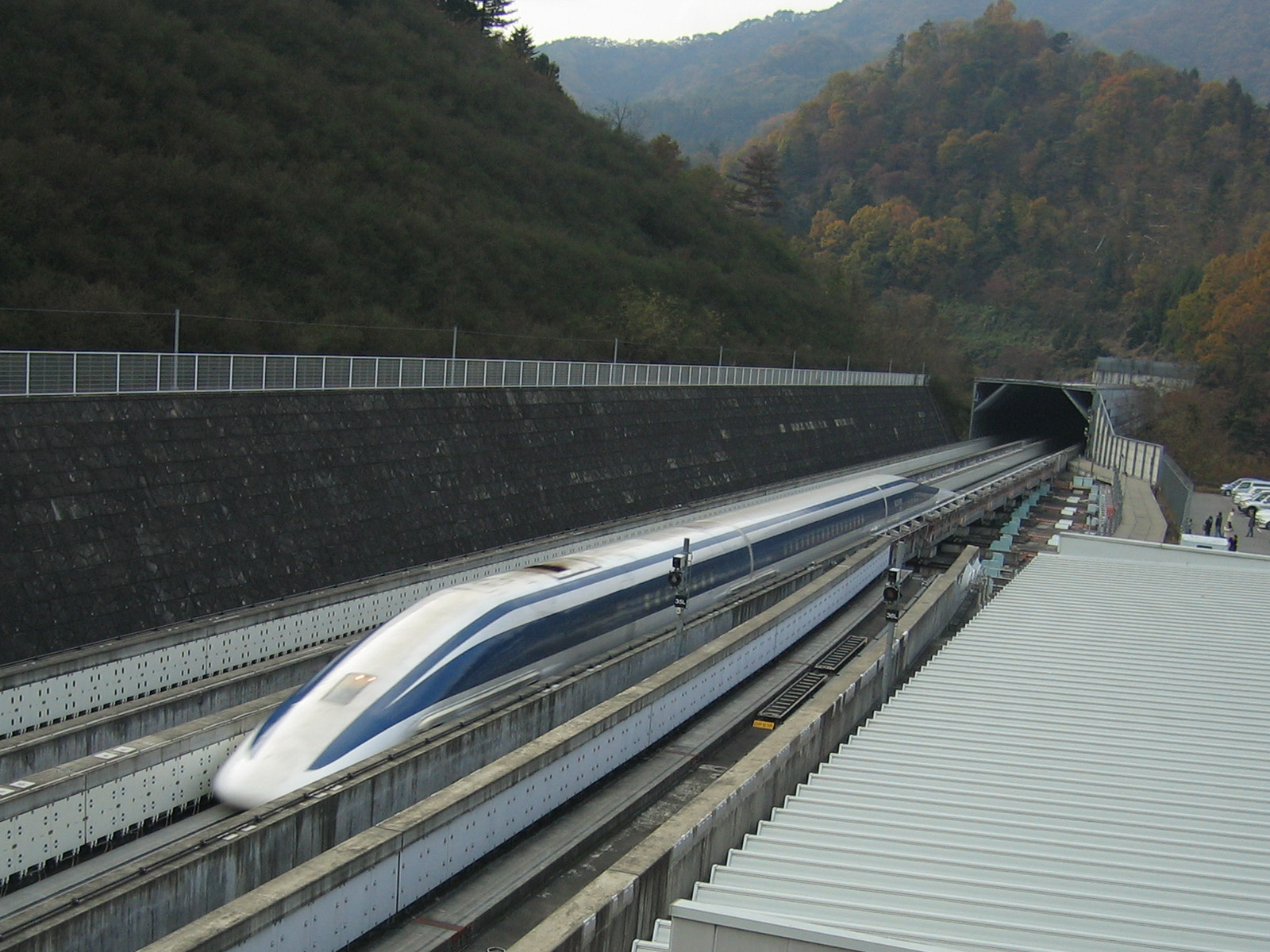
O SCMaglev, o trem mais rápido do mundo, atingindo 603 km/h em 2015

Ferramentas de pedra foram usadas por proto-humanos há pelo menos 2,5 milhões de anos. O uso e a fabricação de ferramentas foram apresentados como a habilidade que define os humanos mais do que qualquer outra coisa e têm sido historicamente vistos como um importante passo evolutivo. A tecnologia se tornou muito mais sofisticada há cerca de 1,8 milhões de anos, com o uso controlado do fogo começando por volta de há 1 milhão de anos. A roda e os veículos com rodas apareceram simultaneamente em várias regiões em algum momento do IV milênio a.C. O desenvolvimento de ferramentas e tecnologias mais complexas permitiu o cultivo da terra e a domesticação de animais, revelando-se essencial para o desenvolvimento da agricultura - o que ficou conhecido como Revolução Neolítica.
A China desenvolveu o papel, a imprensa, a pólvora, a bússola e outras invenções importantes. As melhorias contínuas na fundição permitiram o forjamento de cobre, bronze, ferro e, eventualmente, do aço, que é usado em ferrovias, arranha-céus e muitos outros produtos e construções. Isso coincidiu com a Revolução Industrial, onde a invenção de máquinas automatizadas trouxe grandes mudanças ao estilo de vida dos humanos. A tecnologia moderna pode ser vista como em progressão exponencial, com grandes inovações no século XX, como eletricidade, penicilina, semicondutores, motores de combustão interna, Internet, fertilizantes fixadores de nitrogênio, aviões, computadores, automóveis, a pílula, fissão nuclear, revolução verde, rádio, criação científica de plantas, foguetes, ar condicionado, televisão e linha de montagem.

### Ciência e filosofia

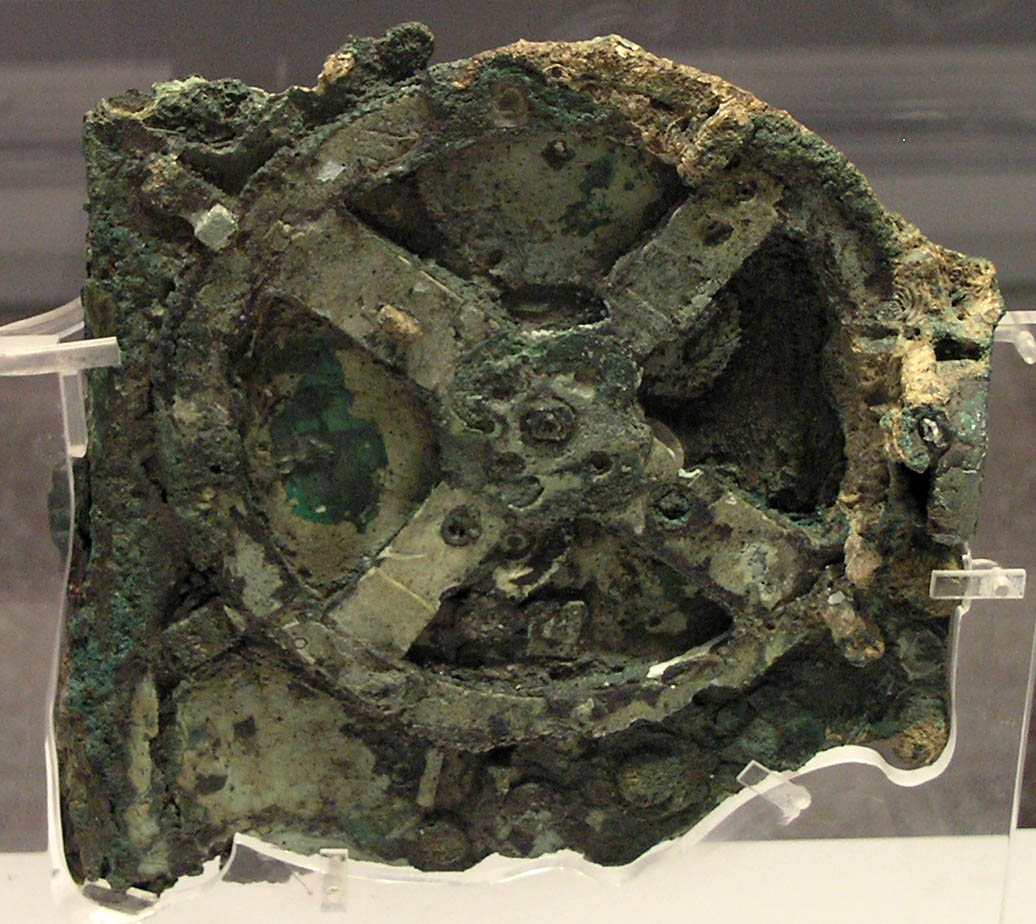
Máquina de Anticítera (c.), considerado o primeiro computador analógico mecânico conhecido (Museu Arqueológico Nacional de Atenas)

Um aspecto exclusivo dos humanos é sua capacidade de transmitir conhecimento de uma geração para a seguinte e de construir continuamente sobre essas informações para desenvolver ferramentas, leis científicas e outros avanços para transmitir adiante. Esse conhecimento acumulado pode ser testado para responder a perguntas ou fazer previsões sobre como o universo funciona e tem sido muito bem-sucedido no avanço da ascendência humana. Aristóteles foi descrito como o primeiro cientista, e precedeu o surgimento do pensamento científico durante o período helenístico. Outros primeiros avanços na ciência vieram da Dinastia Han na China e durante a Idade de Ouro Islâmica. A Revolução científica, perto do final do Renascimento, levou ao surgimento da ciência moderna.
Uma cadeia de eventos e influências levou ao desenvolvimento do método científico, um processo de observação e experimentação que é usado para diferenciar a ciência da pseudociência. A compreensão da matemática é exclusiva dos humanos, embora outras espécies de animais tenham alguma cognição numérica. Toda a ciência pode ser dividida em três ramos principais, as ciências formais (por exemplo, lógica e matemática), que se preocupam com sistemas formais, as ciências aplicadas (por exemplo, engenharia, medicina), que se concentram em aplicações práticas, e as ciências empíricas, que se baseiam na observação empírica e, por sua vez, são divididas em ciências naturais (por exemplo, física, química, biologia) e ciências sociais (por exemplo, psicologia, economia, sociologia).
A filosofia é um campo de estudo onde os humanos procuram compreender verdades fundamentais sobre si próprios e o mundo em que vivem. A investigação filosófica tem sido uma característica importante no desenvolvimento da história intelectual dos humanos. Ela tem sido descrita como a "terra de ninguém" entre o conhecimento científico definitivo e os ensinamentos religiosos dogmáticos. A filosofia depende da razão e da evidência, ao contrário da religião, mas não requer as observações empíricas e os experimentos fornecidos pela ciência. Os principais campos da filosofia incluem metafísica, epistemologia, lógica e axiologia (que inclui ética e estética).

## Sociedade
A sociedade é o sistema de organizações e instituições decorrentes da interação entre humanos. Os humanos são seres altamente sociais e tendem a viver em grandes grupos sociais complexos. Eles podem ser divididos em diferentes grupos de acordo com sua renda, riqueza, poder, reputação e outros fatores. A estrutura da estratificação social e o grau de mobilidade social diferem, especialmente entre as sociedades modernas e tradicionais. Os grupos humanos variam desde o tamanho das famílias até as nações. As primeiras formas de organização social humana foram famílias que viviam em sociedades de bandos ou tribos, como caçadores-coletores.

### Gênero

Desenho de um homem e uma mulher, Ilustração por Linda Salzman Sagan na Placa Pioneer

As sociedades humanas normalmente exibem identidades e papéis de gênero que distinguem entre características masculinas e femininas e prescrevem a gama de comportamentos e atitudes aceitáveis para os seus membros com base no seu sexo. A categorização mais comum é um gênero binário de homens e mulheres. Algumas sociedades reconhecem um terceiro gênero, ou menos comumente um quarto ou quinto. Em algumas outras sociedades, não-binário é usado como um termo genérico para uma série de identidades de género que não são exclusivamente masculinas ou femininas.
Os papéis de gênero estão frequentemente associados a uma divisão de normas, práticas, vestuário, comportamento, direitos, deveres, privilégios, estatuto e poder, com os homens a gozarem de mais direitos e privilégios do que as mulheres na maioria das sociedades, tanto hoje como no passado. Como construção social, os papéis de gênero não são fixos e variam historicamente dentro de uma sociedade. Os desafios às normas de gênero predominantes têm ocorrido em muitas sociedades. Pouco se sabe sobre os papéis de gênero nas primeiras sociedades humanas. Os primeiros humanos modernos provavelmente tinham uma série de papéis de gênero semelhantes aos das culturas modernas, pelo menos do Paleolítico Superior, enquanto os neandertais eram menos dimórficos sexualmente e há evidências de que a diferença comportamental entre homens e mulheres era mínima.

### Parentesco

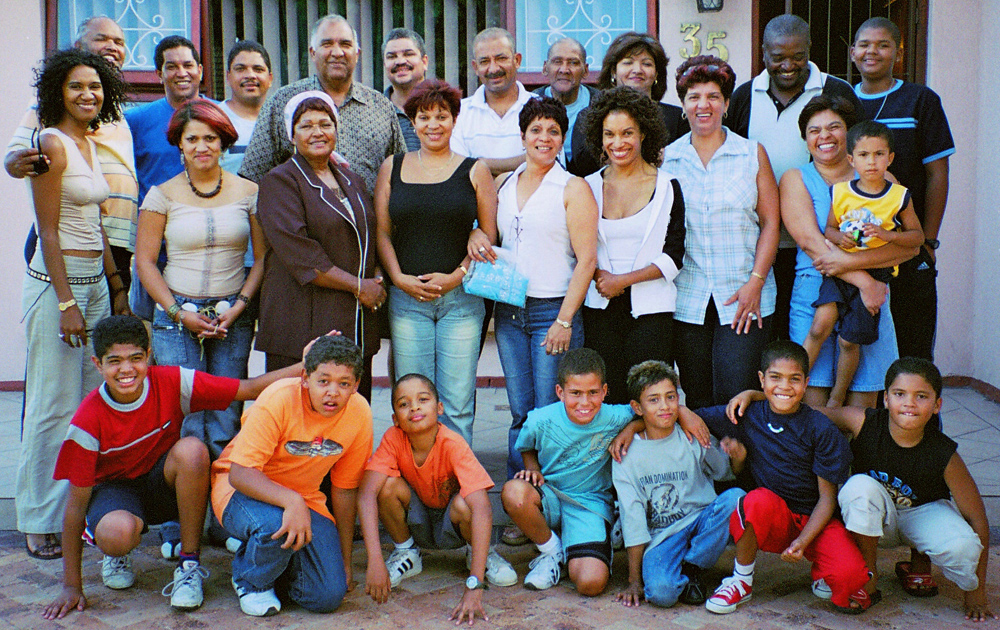
Os seres humanos muitas vezes vivem em família criando complexas estruturas sociais e abrigos artificiais.

Todas as sociedades humanas organizam, reconhecem e classificam os tipos de relações sociais com base nas relações entre pais, filhos e outros descendentes (consanguinidade) e nas relações por meio do casamento. Existe também um terceiro tipo aplicado aos padrinhos ou filhos adotivos. Essas relações culturalmente definidas são chamadas de parentesco. Em muitas sociedades, é um dos princípios de organização social mais importantes e desempenha um papel na transmissão de estatutos sociais e herança. Todas as sociedades têm regras de tabu sobre incesto, segundo as quais o casamento entre certos tipos de relações de parentesco é proibido e algumas também têm regras de casamento preferencial com certas relações de parentesco.

### Etnia

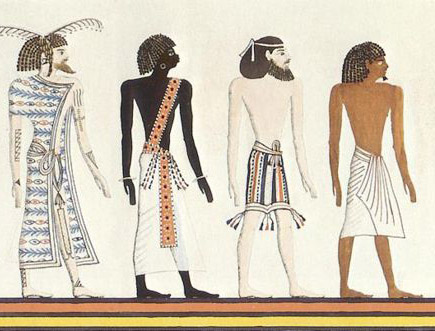
Um líbio, um núbio, um sírio e um egípcio, representados por um artista desconhecido em um mural na tumba de Seti I.

Grupos étnicos humanos são uma categoria social que se identifica como um grupo com base em atributos compartilhados que os distinguem de outros grupos. Podem ser um conjunto comum de tradições, ancestrais, idioma, história, sociedade, cultura, nação, religião ou tratamento social dentro de sua área de residência. A etnia é separada do conceito de raça, que se baseia em características físicas, embora ambas sejam socialmente construídas. Atribuir etnicidade a determinada população é complicado, pois mesmo dentro de designações étnicas comuns, pode haver uma ampla gama de subgrupos e a composição desses grupos étnicos pode mudar com o tempo, tanto no nível coletivo quanto no individual. Também não existe uma definição geralmente aceita sobre o que constitui um grupo étnico. Os agrupamentos étnicos podem desempenhar um papel poderoso na identidade social e na solidariedade das unidades etno-políticas. Isso está intimamente ligado à ascensão do Estado-nação como a forma predominante de organização política nos séculos XIX e XX.

### Governo e política

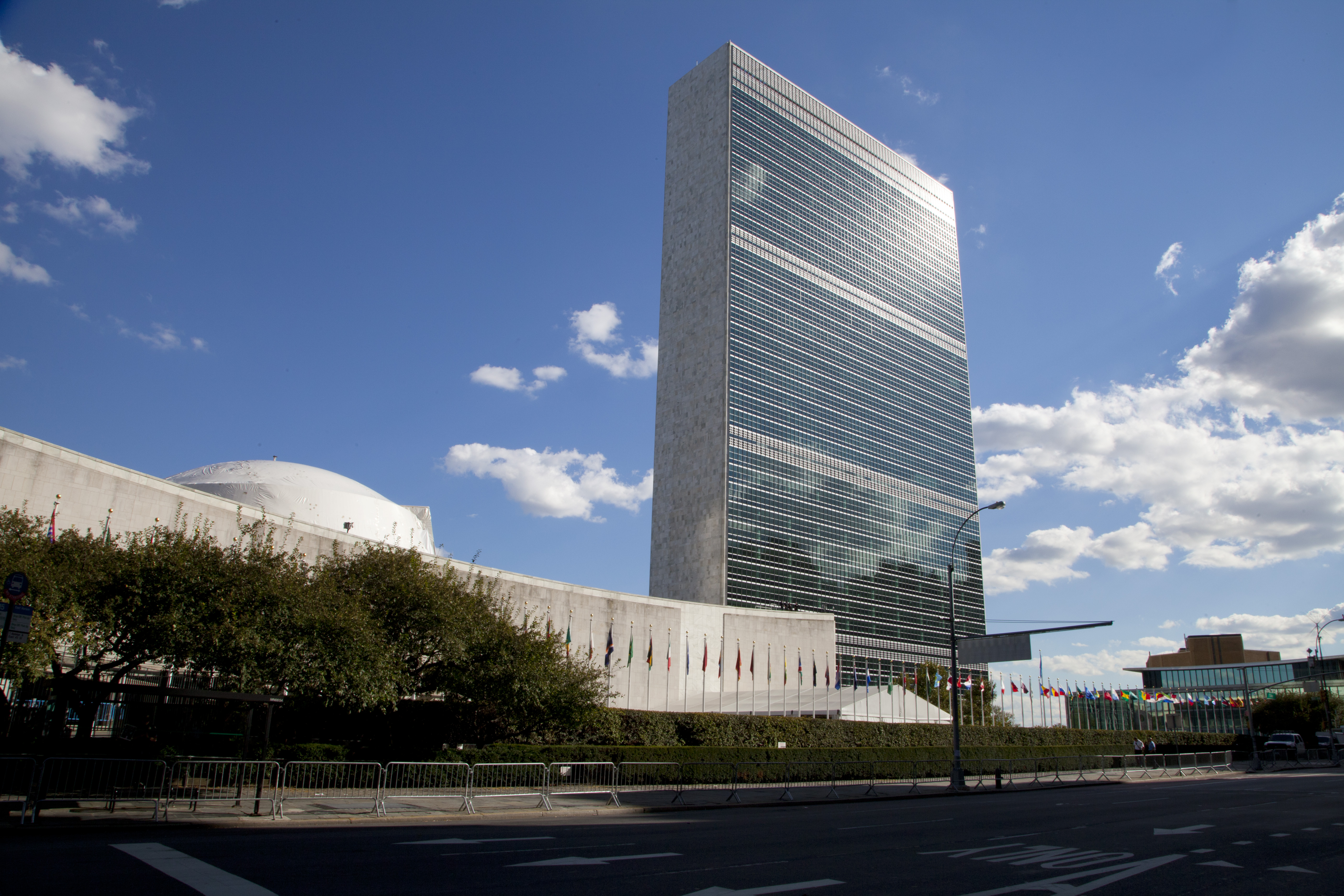
Sede das Nações Unidas em Manhattan, a maior organização política do mundo.

A distribuição inicial do poder político foi determinada pela disponibilidade de água doce, solo fértil e clima temperado de diferentes locais. À medida que as populações agrícolas se reuniam em comunidades maiores e mais densas, as interações entre esses diferentes grupos aumentavam. Isso levou ao desenvolvimento da governança dentro e entre as comunidades. À medida que as comunidades cresciam, a necessidade de alguma forma de governança aumentava, pois todas as grandes sociedades sem governo lutavam para funcionar. Os humanos desenvolveram a capacidade de mudar a afiliação com vários grupos sociais com relativa facilidade, incluindo alianças políticas anteriormente fortes, se isso for visto como uma vantagem pessoal. Essa flexibilidade cognitiva permite que os humanos individuais mudem suas ideologias políticas, com aqueles com maior flexibilidade menos propensos a apoiar posturas autoritárias e nacionalistas.
Os governos criam leis e políticas que afetam os cidadãos que governam. Houve várias formas de governo ao longo da história da humanidade, cada uma com vários meios de obter poder e capacidade de exercer diversos controles sobre a população. Em 2017, mais da metade de todos os governos nacionais eram democracias, com 13% sendo autocracias e 28% contendo híbridos de ambas. Muitos países formaram alianças políticas internacionais, sendo a maior delas as Nações Unidas, que tem 193 Estados-membros.

### Comércio e economia

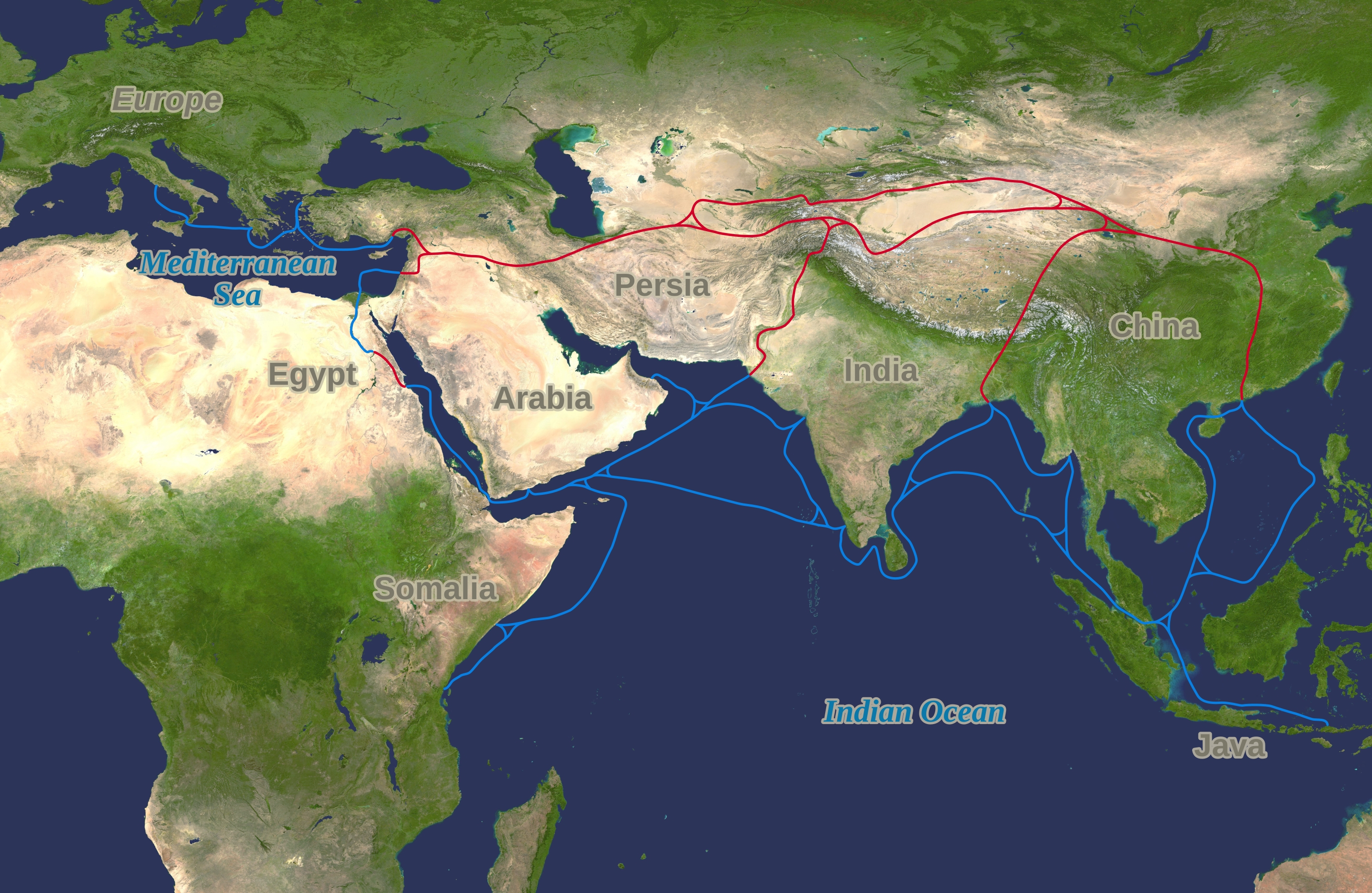
A Rota da Seda (vermelho) e as rotas de comércio de especiarias (azul).

O comércio, a troca voluntária de bens e serviços, é visto como uma característica que diferencia os humanos de outros animais e tem sido citado como uma prática que deu ao Homo sapiens uma grande vantagem sobre outros hominídeos. As evidências sugerem que os primeiros H. sapiens usavam rotas comerciais de longa distância para trocar mercadorias e ideias, levando a explosões culturais e fornecendo fontes adicionais de alimento quando a caça era escassa, enquanto essas redes de comércio não existiam para os agora extintos neandertais. O comércio inicial provavelmente envolvia materiais para a criação de ferramentais como a obsidiana. As primeiras rotas comerciais verdadeiramente internacionais giraram em torno do comércio de especiarias durante os períodos romano e medieval. Outras rotas comerciais importantes a serem desenvolvidas nessa época incluem a Rota da Seda, a Rota do Incenso, a Rota do Âmbar, a Rota do Chá, a Rota do Sal, a Rota Comercial Transaariana e a Rota do Estanho.
As primeiras economias humanas eram mais provavelmente baseadas em ofertas ao invés de um sistema de escambo. O dinheiro inicial consistia em mercadorias; sendo o mais antigo em forma de gado e o mais utilizado em conchas de cauri. Desde então, o dinheiro evoluiu para moedas emitidas pelo governo, papel-moeda e dinheiro eletrônico. O estudo humano da economia é uma ciência social que examina como as sociedades distribuem recursos escassos entre diferentes pessoas. Existem enormes desigualdades na divisão da riqueza entre os humanos; os oito humanos mais ricos valem o mesmo valor monetário que a metade mais pobre de toda a população humana.

### Conflito

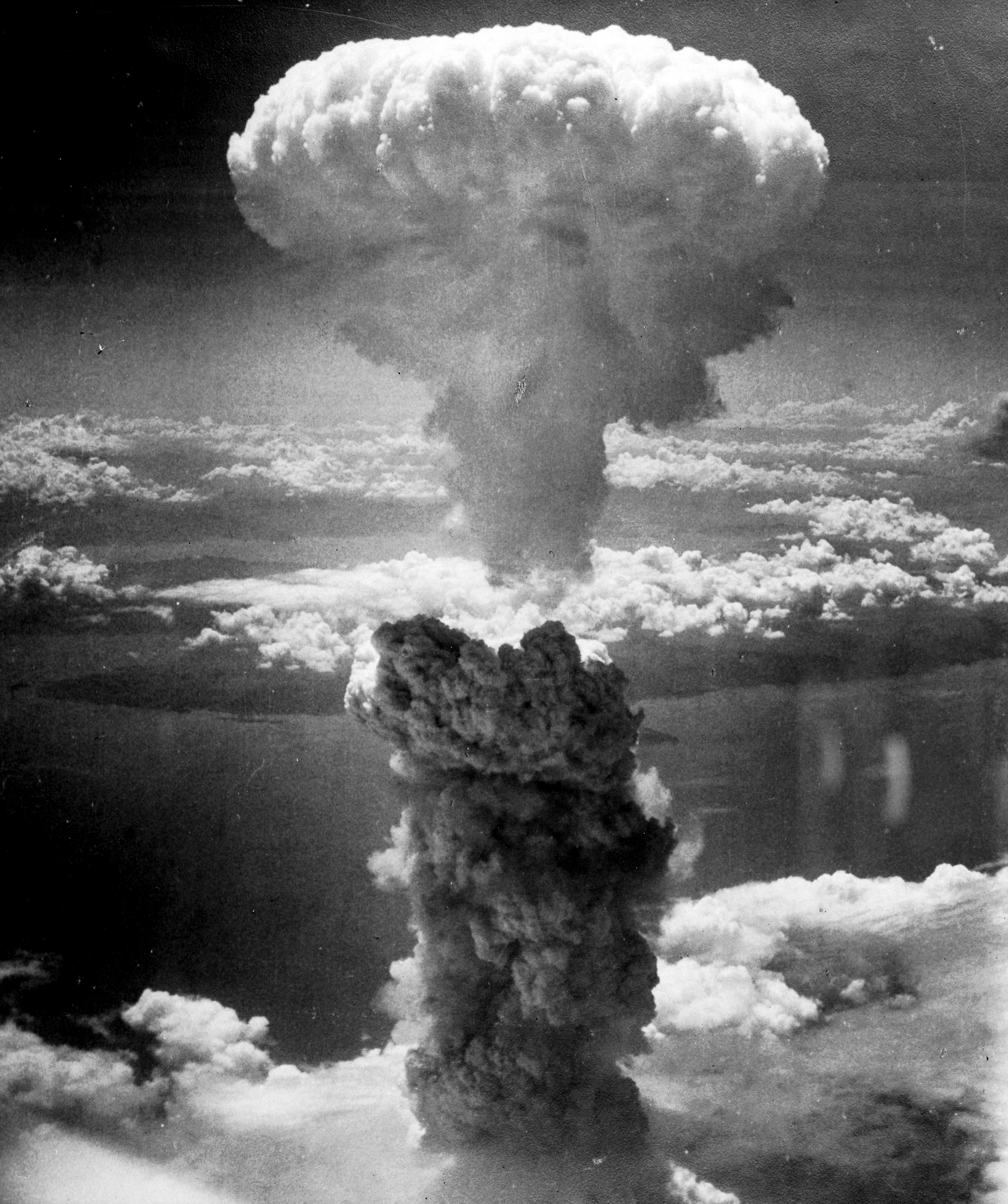
Bombardeamento atômico de Nagasaki, no Japão, durante a Segunda Guerra Mundial.

Os humanos cometem violência contra outros humanos em uma taxa comparável a outros primatas, mas em uma taxa mais alta do que a maioria dos outros mamíferos. Prevê-se que 2% dos primeiros H. sapiens foram assassinados, taxa que aumentou para 12% durante o período medieval, antes de cair para menos de 2% nos tempos modernos.
Ao contrário da maioria dos animais, que geralmente matam bebês, os humanos matam outros humanos adultos em uma taxa muito alta. Há uma grande variação na violência entre as populações humanas, com taxas de homicídio em sociedades que possuem sistemas jurídicos e fortes atitudes culturais contra a violência em cerca de 0,01%.
A disposição dos humanos de matar outros membros de sua espécie em massa por meio de conflitos organizados há muito tempo é objeto de debate. Uma escola de pensamento é a de que a guerra evoluiu como um meio de eliminar competidores e sempre foi uma característica humana inata. Outra sugere que a guerra é um fenômeno relativamente recente e surgiu devido a mudanças nas condições sociais.
Embora não tenham sido estabelecidas, as evidências atuais sugerem que as predisposições bélicas só se tornaram comuns há cerca de 10 mil anos e, em muitos lugares, muito mais recentemente do que isso. A guerra teve um alto custo na vida humana; estima-se que durante o século XX, entre 167 milhões e 188 milhões de pessoas morreram em consequência de guerras.

#### Periódicos
- Alemseged, Z.; Coppens, Y.; Geraads, D. (2002). «Hominid cranium from Homo: Description and taxonomy of Homo-323-1976-896». Am J Phys Anthropol. 117 (2). PMID 11815945. doi:10.1002/ajpa.10032
- Altshuler, D. M.;  et al. (2010). «Integrating common and rare genetic variation in diverse human populations». Nature. 467 (7311). PMC 3173859. doi:10.1038/nature09298
- American Dietetic Association; Dietitians of Canada (2003). «Vegetarian Diets». Journal of the American Dietetic Association. 103 (6). doi:10.1053/jada.2003.50142
- Atkinson, Q. D.; Bourrat, P. (2011). «Beliefs about God, the afterlife and morality support the role of supernatural policing in human cooperation». Evolution and Human Behavior (em inglês). 32. ISSN 1090-5138. doi:10.1016/j.evolhumbehav.2010.07.008
- Ball, P. (2015). «Complex societies evolved without belief in all-powerful deity». Nature News (em inglês). doi:10.1038/nature.2015.17040
- Banton, M. (2007). «Max Weber on 'ethnic communities': a critique». Nations and Nationalism. 13 (1). doi:10.1111/j.1469-8129.2007.00271.x
- Bautista, J. S.; Herrera, V. E.; Miranda, R. C. (2017). «Scientific and Religious Beliefs about the Origin of Life and Life after Death: Validation of a Scale». Universal Journal of Educational Research (em inglês). 5. ISSN 2332-3205. doi:10.13189/ujer.2017.050612
- Beer, H. de (2004). «Observations on the history of Dutch physical stature from the late-Middle Ages to the present». Economics and Human Biology. 2 (1). doi:10.1016/j.ehb.2003.11.001
- Beja-Pereira, A.;  et al. (2003). «Gene-culture coevolution between cattle milk protein genes and human lactase genes». Nature Genetics. 35 (4). PMID 14634648. doi:10.1038/ng1263
- Benoist, A.; Charbonnier, J.; Gajda, I. (2016). «Investigating the eastern edge of the kingdom of Aksum: architecture and pottery from Wakarida». Proceedings of the Seminar for Arabian Studies. 46. ISSN 0308-8421. JSTOR 45163415. Consultado em 30 de julho de 2022. Cópia arquivada em 28 de abril de 2022
- Benthall, Jonathan (2007). «Animal liberation and rights». Anthropology Today. 23 (2). doi:10.1111/j.1467-8322.2007.00494.x
- Bergström, A.;  et al. (2020). «Insights into human genetic variation and population history from 929 diverse genomes». Science. 367 (6484). PMC 7115999. PMID 32193295. doi:10.1126/science.aay5012
- Berna, F.; Goldberg, P.; Horwitz, L. K.; Brink, J.; Holt S., Bamford M., Chazan M. (2012). «Microstratigraphic evidence of in situ fire in the Acheulean strata of Wonderwerk Cave, Northern Cape province, South Africa». Proceedings of the National Academy of Sciences of the United States of America. 109. PMC 3356665. PMID 22474385. doi:10.1073/pnas.1117620109
- Bird, Gemma (2019). «Rethinking the role of the arts in politics: lessons from the Négritude movement». International Journal of Cultural Policy (em inglês). 25. ISSN 1028-6632. doi:10.1080/10286632.2017.1311328
- Blackstone, Amy (2003). «Gender Roles and Society». In:  Miller, Julia R.; Lerner, Richard M.; Schiamberg, Lawrence B. Human Ecology: An Encyclopedia of Children, Families, Communities, and Environments. Sociology School Faculty Scholarship. Santa barbara, CA: ABC-CLIO. Consultado em 30 de julho de 2022. Cópia arquivada em 16 de maio de 2022
- Bodnár, M. (2018). «Prehistoric innovations: Wheels and wheeled vehicles». Acta Archaeologica Academiae Scientiarum Hungaricae (em inglês). 69 (2). ISSN 0001-5210. doi:10.1556/072.2018.69.2.3
- Boyer, P. (2008). «Being human: Religion: bound to believe?». Nature. 455. Bibcode:2008Natur.455.1038B. PMID 18948934. doi:10.1038/4551038a
- Britten, R. J. (2002). «Divergence between samples of chimpanzee and human DNA sequences is 5%, counting indels». Proc Natl Acad Sci USA. 99 (21). PMID 12368483. doi:10.1073/pnas.172510699
- Brown, Steven (2018). «Toward a Unification of the Arts». Frontiers in Psychology. 9. ISSN 1664-1078. PMC 6207603. PMID 30405470. doi:10.3389/fpsyg.2018.01938
- Brues, Alice M.; Snow, Clyde C. (1965). «Physical Anthropology». Biennial Review of Anthropology. 4
- Bruner, Emiliano (2007). «Cranial shape and size variation in human evolution: structural and functional perspectives» (PDF). Child's Nervous System. 23 (12). PMID 17680251. doi:10.1007/s00381-007-0434-2. Consultado em 13 de abril de 2012. Arquivado do original (PDF) em 2 de março de 2012
- Brunet, M.;  et al. (2002). «A new hominid from the Upper Miocene of Chad, Central Africa». Nature. 418 (6894). PMID 12110880. doi:10.1038/nature00879
- Cameron, Ian A.; Pimlott, Nicholas (2015). «Art of medicine». Canadian Family Physician. 61. ISSN 0008-350X. PMC 4569099. PMID 26371092
- Canela, S. A.; Graves, M. W. (1998). «The Tongan Maritime Expansion: A Case in the Evolutionary Ecology of Social Complexity». Asian Perspectives. 37 (2)
- Cann, R. L.; Stoneking, M.; Wilson, A. C. (1987). «Mitochondrial DNA and human evolution». Nature. 325 (6099). Bibcode:1987Natur.325...31C. doi:10.1038/325031a0
- Canós-Donnay, Sirio (2019). «The Empire of Mali». Oxford Research Encyclopedia of African History (em inglês). Oxford University Press. ISBN 978-0-19-027773-4. doi:10.1093/acrefore/9780190277734.013.266
- Cavalazzi, B.;  et al. (2019). «The Dallol Geothermal Area, Northern Afar (Ethiopia)—An Exceptional Planetary Field Analog on Earth». Astrobiology. 19 (4). ISSN 1531-1074. PMC 6459281. PMID 30653331. doi:10.1089/ast.2018.1926
- Chandra, K. (2006). «What is Ethnic Identity and Does It Matter?». Annual Review of Political Science (em inglês). 9. ISSN 1094-2939. doi:10.1146/annurev.polisci.9.062404.170715
- Chen, L.; Wolf, A. B.; Fu, W.; Li, L.; Akey, J. M. «Identifying and Interpreting Apparent Neanderthal Ancestry in African Individuals». Cell. 180 (4). PMID 32004458. doi:10.1016/j.cell.2020.01.012
- Clark, J. D.;  et al. (1994). «African Homo erectus: old radiometric ages and young Oldowan assemblages in the Middle Awash Valley, Ethiopia». Science. 264. Bibcode:1994Sci...264.1907C. PMID 8009220. doi:10.1126/science.8009220
- Correia, H.; Balseiro, S.; De Areia, M. (2005). «Sexual dimorphism in the human pelvis: testing a new hypothesis». Homo. 56 (2). doi:10.1016/j.jchb.2005.05.003
- Culotta, E. (2009). «Origins. On the origin of religion». Science. 326. PMID 19892955. doi:10.1126/science.326_784
- Damasio, A. R. (1998). «Emotion in the perspective of an integrated nervous system». Brain Research. Brain Research Reviews. 26 (2–3). PMID 9651488. doi:10.1016/s0165-0173(97)00064-7
- Delisle, R. G. (2014). «Can a revolution hide another one? Charles Darwin and the Scientific Revolution». Endeavour. 38 (3–4). PMID 25457642. doi:10.1016/j.endeavour.2014.10.001
- Denham, T. P.;  et al. (2003). «Origins of agriculture at Kuk Swamp in the highlands of New Guinea». Science. 301 (5630). PMID 12817084. doi:10.1126/science.1085255
- Dixon, E. J. (2001). «Human colonization of the Americas: timing, technology and process». Quaternary Science Reviews (em inglês). 20 (1–3). Bibcode:2001QSRv...20..277J. doi:10.1016/S0277-3791(00)00116-5
- Dobzhansky, Theodosius (1963). «Anthropology and the natural sciences-The problem of human evolution». Current Anthropology. 4 (2)
- Drake, B. L. (2012). «The influence of climatic change on the Late Bronze Age Collapse and the Greek Dark Ages». Journal of Archaeological Science. 39 (6). Bibcode:2012JArSc..39.1862D. doi:10.1016/j.jas.2012.01.029
- Durvasula, A.;  et al. (2020). «Recovering signals of ghost archaic introgression in African populations». Science Advances. 6 (7). PMID 32095519. doi:10.1126/sciadv.aax5097
- Edwards, J. H.; Dent, T.; Kahn, J. (1966). «Monozygotic twins of different sex». Journal of Medical Genetics. 3 (2). PMC 1012913. doi:10.1136/jmg.3.2.117
- Edwards, J. F. (2003). «Building the Great Pyramid: Probable Construction Methods Employed at Giza». Technology and Culture. 44 (2). ISSN 0040-165X. JSTOR 25148110. doi:10.1353/tech.2003.0063
- Emery, N. J.; Clayton, N. S. (2009). «Tool use and physical cognition in birds and mammals». Current Opinion in Neurobiology. 19. PMID 19328675. doi:10.1016/j.conb.2009.02.003
- Emmons, R. A.; Paloutzian, R. F. (2003). «The psychology of religion». Annual Review of Psychology. 54. PMID 12171998. doi:10.1146/annurev.psych.54.101601.145024
- Eswaran, V.; Harpending, H.; Rogers, A. R. (2005). «Genomics refutes an exclusively African origin of humans». J. Hum. Evol. 49 (1). PMID 15878780. doi:10.1016/j.jhevol.2005.02.006
- Farazmand, A. (1998). «Administration of the Persian achaemenid world-state empire: implications for modern public administration». International Journal of Public Administration. 21 (1). ISSN 0190-0692. doi:10.1080/01900699808525297
- Fitch, W. T. (2010). «Language evolution: How to hear words long silenced». New Scientist (em inglês). 208. Bibcode:2010NewSc.208D...2F. ISSN 0262-4079. doi:10.1016/S0262-4079(10)62961-2
- Fortin, N. (2005). «Gender Role Attitudes and the Labour Market Outcomes of Women Across OECD Countries». Oxford Review of Economic Policy (em inglês). 21 (3). doi:10.1093/oxrep/gri024
- Goodman, M.;  et al. (1990). «Primate evolution at the DNA level and a classification of hominoids». J Mol Evol. 30 (3). PMID 2109087. doi:10.1007/BF02099995
- Gómez, José María;  et al. (2016). «The phylogenetic roots of human lethal violence». Nature (em inglês). 538. ISSN 0028-0836. PMID 27680701. doi:10.1038/nature19758
- Goree, Robert (19 de novembro de 2020). «The Culture of Travel in Edo-Period Japan». Oxford Research Encyclopedia of Asian History (em inglês). Oxford University Press. ISBN 978-0-19-027772-7. doi:10.1093/acrefore/9780190277727.013.72
- Gowlett, J. A. (2016). «The discovery of fire by humans: a long and convoluted process». Philosophical Transactions of the Royal Society of London. Series B, Biological Sciences. 371. PMC 4874402. PMID 27216521. doi:10.1098/rstb.2015.0164
- Grandner, Michael A.; Patel, Nirav P.; Gehrman, Philip R.; Perlis, Michael L.; Pack, Allan I. (2010). «Problems associated with short sleep: bridging the gap between laboratory and epidemiological studies». Sleep Medicine Reviews. 14 (4). PMC 2888649. PMID 19896872. doi:10.1016/j.smrv.2009.08.001
- Green, Richard E.;  et al. (2006). «Analysis of one million base pairs of Neanderthal DNA». Nature (em inglês) (7117). ISSN 1476-4687. doi:10.1038/nature05336
- Gustafsson, A.; Lindenfors, P. (2004). «Human size evolution: no evolutionary allometric relationship between male and female stature». Journal of Human Evolution (em inglês). 47 (4). PMID 15454336. doi:10.1016/j.jhevol.2004.07.004
- Hall, D. E.; Meador, K. G.; Koenig, H. G. (2008). «Measuring religiousness in health research: review and critique». Journal of Religion and Health (Submitted manuscript). 47. PMID 19105008. doi:10.1007/s10943-008-9165-2
- Harding, R. M.;  et al. (2000). «Evidence for variable selective pressures at MC1R». Am. J. Hum. Genet. 66 (4). PMC 1288200. PMID 10733465. doi:10.1086/302863
- Harpending, H. C.;  et al. (1998). «Genetic traces of ancient demography». Proceedings of the National Academy of Sciences of the United States of America. 95 (4). Bibcode:1998PNAS...95.1961H. PMC 19224. doi:10.1073/pnas.95.4.1961
- Harrington, Spencer P. M. (1997). «Earliest Agriculture in the New World». Archaeology (em inglês). 50 (4). Cópia arquivada em 14 de outubro de 1997
- Haslam, D. W.; James, W. P. (2005). «Obesity». Lancet. 366 (9492). PMID 16198769. doi:10.1016/S0140-6736(05)67483-1
- Hassan, N. R.; Mingers, J.; Stahl, B. (2018). «Philosophy and information systems: where are we and where should we go?». European Journal of Information Systems. 27. ISSN 0960-085X. doi:10.1080/0960085X.2018.1470776
- He, K.;  et al. (2017). «Prehistoric evolution of the dualistic structure mixed rice and millet farming in China». The Holocene. 27 (12). Bibcode:2017Holoc..27.1885H. doi:10.1177/0959683617708455
- Hedrick, P. W. (2011). «Population genetics of malaria resistance in humans». Heredity. 107 (4). PMC 3182497. PMID 21427751. doi:10.1038/hdy.2011.16
- Hernadi, P. (2001). «Literature and Evolution». SubStance. 30. ISSN 0049-2426. JSTOR 3685504. doi:10.2307/36855054
- Hlubik, S.; Berna, F.; Feibel, C.; Braun, D. R. (2017). «Researching the Nature of Fire at 1.5 Mya on the Site of FxJj20 AB, Koobi Fora, Kenya, Using High-Resolution Spatial Analysis and FTIR Spectrometry». Current Anthropology. 58. doi:10.1086/692530
- Hobson, J. A. (2009). «REM sleep and dreaming: towards a theory of protoconsciousness». Nature Reviews. Neuroscience. 10 (11). PMID 19794431. doi:10.1038/nrn2716
- Horan, R. D.; Bulte, E.; Shogren, J. F. (2005). «How trade saved humanity from biological exclusion: an economic theory of Neanderthal extinction». Journal of Economic Behavior & Organization (em inglês). 58. ISSN 0167-2681. doi:10.1016/j.jebo.2004.03.009
- Idinopulos, T. A. (1998). «What Is Religion?». CrossCurrents. 48. ISSN 0011-1953. JSTOR 24460821
- Ilardo, M. A.;  et al. (2018). «Physiological and Genetic Adaptations to Diving in Sea Nomads». Cell. 173 (3). doi:10.1016/j.cell.2018.03.054
- Ingalls, D. H. (1976). «Kālidāsa and the Attitudes of the Golden Age». Journal of the American Oriental Society. 96 (1). ISSN 0003-0279. JSTOR 599886. doi:10.2307/599886
- Inomata, T.;  et al. (2020). «Monumental architecture at Aguada Fénix and the rise of Maya civilization». Nature. 582 (7813). Bibcode:2020Natur.582..530I. PMID 32494009. doi:10.1038/s41586-020-2343-4
- Itao, K.; Kaneko, K. (2020). «Evolution of kinship structures driven by marriage tie and competition». Proceedings of the National Academy of Sciences of the United States of America. 117. doi:10.1073/pnas.1917716117
- Jablonski, N.G. (2004). «The evolution of human skin and skin color». Annual Review of Anthropology. 33. doi:10.1146/annurev.anthro.33.070203.143955
- ——————; Chaplin, G. (2000). «The evolution of human skin coloration» (PDF). Journal of Human Evolution. 39. Arquivado do original (PDF) em 14 de janeiro de 2012
- ——————; —————— (2010). «Colloquium paper: human skin pigmentation as an adaptation to UV radiation». Proceedings of the National Academy of Sciences of the United States of America. 107 (Supplement 2). Bibcode:2010PNAS..107.8962J. doi:10.1073/pnas.0914628107
- Joordens, J. C.;  et al. (2015). «Homo erectus at Trinil on Java used shells for tool production and engraving». Nature. 518. Bibcode:2015Natur.518..228J. PMID 25470048. doi:10.1038/nature13962
- Jorde, L. B.;  et al. (1997). «Microsatellite diversity and the demographic history of modern humans». Proceedings of the National Academy of Sciences of the United States of America. 94 (7). Bibcode:1997PNAS...94.3100J. PMC 20328. doi:10.1073/pnas.94.7.3100
- Johnson-Frey, S. H. (2003). «What's so special about human tool use?». Neuron. 39. PMID 12873378. doi:10.1016/S0896-6273(03)00424-0
- Jonsson, H.;  et al. (2021). «Differences between germline genomes of monozygotic twins». Nature Genetics. 53 (1). doi:10.1038/s41588-020-00755-1
- Jorde, L. B.;  et al. (2000). «The distribution of human genetic diversity: a comparison of mitochondrial, autosomal, and Y-chromosome data». American Journal of Human Genetics. 66 (3). doi:10.1086/302825
- Kaniewski, D.; Guiot, J.; van Campo, E. (2015). «Drought and societal collapse 3200 years ago in the Eastern Mediterranean: a review». WIREs Climate Change. 6 (4). Bibcode:2015WIRCC...6..369K. doi:10.1002/wcc.345
- Karpati, F. J.; Giacosa, C.; Foster, N. E.; Penhune, V. B.; Hyde, K. L. (2015). «Dance and the brain: a review». Annals of the New York Academy of Sciences. 1337. Bibcode:2015NYASA1337..140K. PMID 25773628. doi:10.1111/nyas.12632
- Kaufmann, F.; Russell, B. (1947). «A History of Western Philosophy and its Connection with Political and Social Circumstances from the Earliest Times to the Present Day». Philosophy and Phenomenological Research. 7. JSTOR 2102800. doi:10.2307/2102800
- Keehnen, Floris W. M.; Mol, Angus A. A. (2021). «The roots of the Columbian Exchange: an entanglement and network approach to early Caribbean encounter transactions». The Journal of Island and Coastal Archaeology. doi:10.1080/15564894.2020.1775729
- Keita, S. O.;  et al. (2004). «Conceptualizing human variation». Nature Genetics. 36 (11 Suppl). doi:10.1038/ng1455
- Khor, G. (2003). «Update on the prevalence of malnutrition among children in Asia». Nepal Med Coll J. 5 (2)
- LaVelle, M. (1995). «Natural selection and developmental sexual variation in the human pelvis». Am J Phys Anthropol. 98 (1). doi:10.1002/ajpa.1330980106
- Lazaridis, I.;  et al. (2017). «Genetic origins of the Minoans and Mycenaeans». Nature. 548 (7666). Bibcode:2017Natur.548..214L. PMC 5565772. PMID 28783727. doi:10.1038/nature23310
- Levy, S.;  et al. (2007). «The diploid genome sequence of an individual human». PLOS Biology. 5 (10). PMC 1964779. doi:10.1371/journal.pbio.0050254
- Lo Presti, R. (2014). «History of science: The first scientist». Nature (em inglês). 512. ISSN 1476-4687. doi:10.1038/512250a
- Lovejoy, P. E. (1989). «The Impact of the Atlantic Slave Trade on Africa: A Review of the Literature». The Journal of African History. 30 (3). ISSN 0021-8537. JSTOR 182914. doi:10.1017/S0021853700024439
- Lu, H.;  et al. (2009). «Earliest domestication of common millet (Panicum miliaceum) in East Asia extended to 10,000 years ago». Proceedings of the National Academy of Sciences of the United States of America. 106 (18). Bibcode:2009PNAS..106.7367L. PMC 2678631. PMID 19383791. doi:10.1073/pnas.0900158106
- Machin, G. A. (1996). «Some causes of genotypic and phenotypic discordance in monozygotic twin pairs». American Journal of Medical Genetics. 61 (3). doi:10.1002/(SICI)1096-8628(19960122)61:3<216::AID-AJMG5>3.0.CO;2-S
- Manica, A.;  et al. (2007). «The effect of ancient population bottlenecks on human phenotypic variation». Nature. 448 (7151). doi:10.1038/nature05951
- Manning, K. (2011). «4500-Year old domesticated pearl millet (Pennisetum glaucum) from the Tilemsi Valley, Mali: new insights into an alternative cereal domestication pathway». Journal of Archaeological Science. 38 (2). Bibcode:2011JArSc..38..312M. doi:10.1016/j.jas.2010.09.007
- Marx, W.; Haunschild, R.; Bornmann, L. (2018). «Climate and the Decline and Fall of the Western Roman Empire: A Bibliometric View on an Interdisciplinary Approach to Answer a Most Classic Historical Question». Climate (em inglês). 6 (4). Bibcode:2018Clim....6...90M. doi:10.3390/cli6040090
- McDougall, W. A. (1985). «Sputnik, the space race, and the Cold War». Bulletin of the Atomic Scientists (em inglês). 41 (5). Bibcode:1985BuAtS..41e..20M. ISSN 0096-3402. doi:10.1080/00963402.1985.11455962
- McKay, R.; Whitehouse, H. (2015). «Religion and morality». Psychological Bulletin. 141. PMC 4345965. PMID 25528346. doi:10.1037/a0038455
- Milbrath, S. (2017). «The Role of Solar Observations in Developing the Preclassic Maya Calendar». Latin American Antiquity (em inglês). 28 (1). ISSN 1045-6635. doi:10.1017/laq.2016.4
- Miller, A. E.;  et al. (1993). «Gender differences in strength and muscle fiber characteristics». European Journal of Applied Physiology and Occupational Physiology (em inglês). 66 (3). doi:10.1007/BF00235103. hdl:11375/22586
- Morley, I. (2014). «A multi-disciplinary approach to the origins of music: perspectives from anthropology, archaeology, cognition and behaviour». Journal of Anthropological Sciences = Rivista di Antropologia. 92. PMID 25020016. doi:10.4436/JASS.92008
- Morriss-Kay, G. M. (2010). «The evolution of human artistic creativity». Journal of Anatomy. 216. PMC 2815939. PMID 19900185. doi:10.1111/j.1469-7580.2009.01160.x
- Mosca, M. W. (2010). «CHINA'S LAST EMPIRE: The Great Qing». Pacific Affairs. 83. Consultado em 30 de julho de 2022. Cópia arquivada em 6 de março de 2022
- Murray, C.; Lopez, A. (1997). «Global mortality, disability, and the contribution of risk factors: Global Burden of Disease Study». Lancet. 349 (9063). PMID 9164317. doi:10.1016/S0140-6736(96)07495-8
- Nina, J. (2004). «The evolution of human skin and skin color». Annual Review of Anthropology. 33. doi:10.1146/annurev.anthro.33.070203.143955
- O'Rourke, K. H. (2006). «The worldwide economic impact of the French Revolutionary and Napoleonic Wars, 1793–1815». Journal of Global History (em inglês). 1 (1). ISSN 1740-0228. doi:10.1017/S1740022806000076
- Ogden, C. L.;  et al. (2004). «Mean body weight, height, and body mass index, United States 1960–2002» (PDF). Advance Data (em inglês) (347). Cópia arquivada (PDF) em 23 de fevereiro de 2011
- Orban, G. A.; Caruana, F. (2014). «The neural basis of human tool use». Frontiers in Psychology. 5. PMC 3988392. PMID 24782809. doi:10.3389/fpsyg.2014.00310
- Pagel, Mark (2016). «Lethal violence deep in the human lineage». Nature (em inglês). 538. ISSN 1476-4687. PMID 27680700. doi:10.1038/nature19474
- —————— (2017). «Q&A: What is human language, when did it evolve and why should we care?». BMC Biology. 15. PMC 5525259. PMID 28738867. doi:10.1186/s12915-017-0405-3
- Palan, R. (2010). «International Financial Centers: The British-Empire, City-States and Commercially Oriented Politics». Theoretical Inquiries in Law. 11 (1). ISSN 1565-3404. doi:10.2202/1565-3404.1239
- Palmié, S. (2007). «Genomics, divination, 'racecraft'». American Ethnologist. 34 (2). doi:10.1525/ae.2007.34.2.205
- Park, Min S.; Nguyen, Andrew D.; Aryan, Henry E.; U, Hoi Sang; Levy, Michael L.; Semendeferi, Katerina (2007). «Evolution of the human brain: changing brain size and the fossil record». Neurosurgery. 60 (3). PMID 17327801. doi:10.1227/01.NEU.0000249284.54137.32
- Pennisi, E. (2001). «The human genome». Science. 291 (5507). doi:10.1126/science.291.5507.1177
- Pertea, M.; Salzberg, S. L. (2010). «Between a chicken and a grape: estimating the number of human genes». Genome Biology. 11 (5). PMC 2898077. doi:10.1186/gb-2010-11-5-206
- Plous, S. (1993). «The Nuclear Arms Race: Prisoner's Dilemma or Perceptual Dilemma?». Journal of Peace Research (em inglês). 30 (2). ISSN 0022-3433. doi:10.1177/0022343393030002004
- Poznik, G. D.;  et al. (2013). «Sequencing Y chromosomes resolves discrepancy in time to common ancestor of males versus females». Science. 341 (6145). Bibcode:2013Sci...341..562P. PMC 4032117. doi:10.1126/science.1237619
- Pryor, F. L. (1985). «The Invention of the Plow». Comparative Studies in Society and History. 27 (4). ISSN 0010-4175. JSTOR 178600. doi:10.1017/S0010417500011749
- Puts, D. A.; Gaulin, S. J.; Verdolini, K. (2006). «Dominance and the evolution of sexual dimorphism in human voice pitch». Evolution and Human Behavior. 27 (4). Bibcode:2006EHumB..27..283P. doi:10.1016/j.evolhumbehav.2005.11.003
- Race, Ethnicity, and Genetics Working Group (2005). «The use of racial, ethnic, and ancestral categories in human genetics research». American Journal of Human Genetics. 77. PMC 1275602. PMID 16175499. doi:10.1086/491747
- Rahrovan, S.;  et al. (2018). «Male versus female skin: What dermatologists and cosmeticians should know». International Journal of Women's Dermatology. 4 (3). PMC 6116811. PMID 30175213. doi:10.1016/j.ijwd.2018.03.002
- Rask-Andersen, M.;  et al. (2017). «Gene-environment interaction study for BMI reveals interactions between genetic factors and physical activity, alcohol consumption and socioeconomic status». PLOS Genetics. 13 (9). PMC 5600404. PMID 28873402. doi:10.1371/journal.pgen.1006977
- Raudzens, G. (2004). «The Australian Frontier Wars, 1788–1838 (review)». The Journal of Military History. 68 (3). ISSN 1543-7795. doi:10.1353/jmh.2004.0138
- Richards, Christina;  et al. (2016). «Non-binary or genderqueer genders». International Review of Psychiatry. 28 (1). PMID 26753630. doi:10.3109/09540261.2015.1106446. hdl:1854/LU-7279758
- Robinson, A. (2015). «Ancient civilization: Cracking the Indus script». Nature. 526 (7574). Bibcode:2015Natur.526..499R. PMID 26490603. doi:10.1038/526499a
- Rogers, Alan R.; Iltis, David; Wooding, Stephen (2004). «Genetic variation at the MC1R locus and the time since loss of human body hair». Current Anthropology. 45 (1). doi:10.1086/381006
- Rotimi, C. N.; Adeyemo, A. A. (2021). «From one human genome to a complex tapestry of ancestry». Nature. 590 (7845). doi:10.1038/d41586-021-00237-2
- Rush, D. (2000). «Nutrition and maternal mortality in the developing world». Am J Clin Nutr. 72 (1 Suppl)
- Ruvolo, M. (1997). «Molecular phylogeny of the hominoids: inferences from multiple independent DNA sequence data sets». Mol Biol Evol. 14 (3): 248–65. PMID 9066793. doi:10.1093/oxfordjournals.molbev.a025761
- Sachs, J. D. (2017). «Globalization – In the Name of Which Freedom?». Humanistic Management Journal (em inglês). 1 (2). ISSN 2366-603X. doi:10.1007/s41463-017-0019-5
- Sahle, Yonatan;  et al. (2013). «Earliest Stone-Tipped Projectiles from the Ethiopian Rift Date to >279,000 Years Ago». PLOS ONE. 8 (11). Bibcode:2013PLoSO...878092S. ISSN 1932-6203. PMC 3827237. PMID 24236011. doi:10.1371/journal.pone.0078092
- Sassaman, K. E. (2005). «Poverty Point as Structure, Event, Process». Journal of Archaeological Method and Theory (em inglês). 12 (4). ISSN 1573-7764. doi:10.1007/s10816-005-8460-4
- Sax, Leonard (2002). «How common is lntersex? A response to Anne Fausto-Sterling». The Journal of Sex Research (em inglês). 39 (3). ISSN 0022-4499. PMID 12476264. doi:10.1080/00224490209552139
- Scarcelli, N.;  et al. (2019). «Yam genomics supports West Africa as a major cradle of crop domestication». Science Advances. 5 (5). Bibcode:2019SciA....5.1947S. PMC 6527260. PMID 31114806. doi:10.1126/sciadv.aaw1947
- Shelomi, M.; Zeuss, D. (2017). «Bergmann's and Allen's Rules in Native European and Mediterranean Phasmatodea». Frontiers in Ecology and Evolution. 5. Bibcode:2019SciA....5.1947S. ISSN 2296-701X. doi:10.3389/fevo.2017.00025
- Smuts, Aaron (2005). «Are Video Games Art?». Contemporary Aesthetics (Journal Archive). 3
- Soares, P.;  et al. (2009). «Correcting for purifying selection: an improved human mitochondrial molecular clock». American Journal of Human Genetics. 84 (6). PMC 2694979. doi:10.1016/j.ajhg.2009.05.001. Cópia arquivada em 20 de agosto de 2017
- Spamer, Earle E. (1999). «Know Thyself: Responsible Science and the Lectotype of Homo sapiens Linnaeus, 1758». Proceedings of the Academy of Natural Sciences of Philadelphia. 149
- Stoneking, Mark; Soodyall, Himla (1996). «Human evolution and the mitochondrial genome». Current Opinion in Genetics & Development. 6 (6). doi:10.1016/S0959-437X(96)80028-1
- Suyanta, S.; Ikhlas, S. (2016). «Islamic Education at Mughal Kingdom in India (1526–1857)». Al-Ta Lim Journal. 23 (2). ISSN 2355-7893. Consultado em 30 de julho de 2022. Cópia arquivada em 7 de abril de 2022
- Templeton, Alan (2002). «Out of Africa again and again». Nature. 416
- Trost, W.;  et al. (2014). «Getting the beat: entrainment of brain activity by musical rhythm and pleasantness». NeuroImage. 103. PMID 25224999. doi:10.1016/j.neuroimage.2014.09.009
- Vakhitova, T.; Gadelshina, L. (2015). «The Role and Importance of the Study of Economic Subjects in the Implementation of the Educational Potential of Education». Procedia - Social and Behavioral Sciences. The Proceedings of 6th World Conference on educational Sciences (em inglês). 191. ISSN 1877-0428. doi:10.1016/j.sbspro.2015.04.690
- Vančata, V.; Vančatová, M. A. (1987). «Major features in the evolution of early hominoid locomotion». Springer Netherlands. 2 (6). doi:10.1007/BF02437426
- Voosen, P. (2018). «New geological age comes under fire». Science. 361 (6402). Bibcode:2018Sci...361..537V. PMID 30093579. doi:10.1126/science.361.6402.537
- Walker, G. C. (2000). «Secular Eschatology: Beliefs about Afterlife». OMEGA - Journal of Death and Dying (em inglês). 41. ISSN 0030-2228. doi:10.2190/Q21C-5VED-GYW6-W091
- Weatherall, D. J. (2008). «Genetic variation and susceptibility to infection: the red cell and malaria». British Journal of Haematology. 141 (3). PMID 18410566. doi:10.1111/j.1365-2141.2008.07085.x
- Wildman, D.; Uddin, M.; Liu, G.; Grossman, L.; Goodman, M. (2003). «Implications of natural selection in shaping 99.4% nonsynonymous DNA identity between humans and chimpanzees: enlarging genus Homo». Proc Natl Acad Sci USA. 100 (12). PMID 12766228. doi:10.1073/pnas.1232172100
- Winchell, F. (2017). «Evidence for Sorghum Domestication in Fourth Millennium BC Eastern Sudan: Spikelet Morphology from Ceramic Impressions of the Butana Group» (PDF). Current Anthropology. 58 (5). doi:10.1086/693898. Consultado em 30 de julho de 2022. Cópia arquivada (PDF) em 23 de junho de 2021
- Winkler, M.;  et al. (2018). «Infant cognition includes the potentially human-unique ability to encode embedding». Science Advances. 4. Bibcode:2018SciA....4.8334W. PMC 6248967. PMID 30474053. doi:10.1126/sciadv.aar8334
- Wood, B.; Richmond, B. G. (2000). «Human evolution: taxonomy and paleobiology». J. Anat. 197 (1). PMC 1468107. PMID 10999270. doi:10.1046/j.1469-7580.2000.19710019.x
- Wrangham, Richard W. (2018). «Two types of aggression in human evolution». Proceedings of the National Academy of Sciences (em inglês). 115. ISSN 0027-8424. PMC 5777045. PMID 29279379. doi:10.1073/pnas.1713611115
- Xie, J. (2020). «Pillars of Heaven: The Symbolic Function of Column and Bracket Sets in the Han Dynasty». Architectural History (em inglês). 63. ISSN 0066-622X. doi:10.1017/arh.2020.1
- Younis, I.; Abdel-Rahman, S. H. (2013). «Sex difference in libido». Human Andrology (em inglês). 3 (4). doi:10.1097/01.XHA.0000432482.01760.b0
- Zimmerman, A. F. (1931). «Spain and Its Colonies, 1808–1820». The Hispanic American Historical Review. 11 (4). JSTOR 2506251. doi:10.2307/2506251
- Zmigrod, L.; Rentfrow, P. J.; Robbins, T. W. (2018). «Cognitive underpinnings of nationalistic ideology in the context of Brexit». Proceedings of the National Academy of Sciences of the United States of America. 115. PMC 5948950. PMID 29674447. doi:10.1073/pnas.1708960115

#### Livros
- Abman, Steven H. (2011). Fetal and neonatal physiology 4ª ed. Filadélfia: Elsevier/Saunders. ISBN 9781416034797
- Alters, S.; Schiff, W. (2009). Essential Concepts for Healthy Living. Burlington: Jones & Bartlett Publishers. ISBN 978-0-7637-5641-3
- Arnold, David (2002). The Age of Discovery, 1400–1600 2ª ed. Abingdon-on-Thames: Routledge. ISBN 978-1-136-47968-7. OCLC 859536800. Consultado em 30 de julho de 2022. Cópia arquivada em 30 de julho de 2022
- Asbridge, Thomas (2012). «Introduction: The world of the crusades». The Crusades: The War for the Holy Land. Nova Iorque: Simon and Schuster. ISBN 978-1-84983-770-5
- Bolin, A.; Whelehan, P. (2009). Human Sexuality: Biological, Psychological, and Cultural Perspectives. Abingdon-on-Thames: Taylor & Francis. ISBN 978-0-7890-2671-2
- Boyd, Robert (2002). How humans evolved. Internet Archive 3ª ed. Nova Iorque: Norton
- ——————; Silk, Joan B. (2003). How Humans Evolved. Nova Iorque: Norton & Company. ISBN 0-393-97854-0
- Bredella, M. A (2017). «Sex Differences in Body Composition». In:  Mauvais-Jarvis, F. Sex and Gender Factors Affecting Metabolic Homeostasis, Diabetes and Obesity. Col: Advances in Experimental Medicine and Biology. 1043. Cham: Springer International Publishing. ISBN 978-3-319-70177-6. PMID 29224088. doi:10.1007/978-3-319-70178-3_2
- Brooke, John Hedley; Numbers, Ronald L. (2011). Science and Religion Around the World. Nova Iorque: Oxford University Press. ISBN 978-0-19-532819-6. Consultado em 30 de julho de 2022
- Burton, George (2000). Chemical storylines 2ª ed. Londres: Heinemann. ISBN 9780435631192
- Buss, David M. (2004). The Evolution of Desire: Strategies of Human Mating. Nova Iorque: Basic Books
- Canesqui, Ana Maria; Garcia, Rosa Wanda Diez (2005). Antropologia e Nutrição: um diálogo possível (PDF). Rio de Janeiro: Editora FioCruz. Consultado em 8 de outubro de 2015
- Carter, Robert (2012). «19. Watercraft». A companion to the archaeology of the ancient Near East. Chichester, West Sussex: Wiley-Blackwell. ISBN 978-1-4051-8988-0. Consultado em 8 de fevereiro de 2014. Cópia arquivada em 28 de abril de 2015
- Cave, Alfred A. (2008). «Genocide in the Americas». The Historiography of Genocide (em inglês). Londres: Palgrave Macmillan UK. ISBN 978-0-230-29778-4. doi:10.1057/9780230297784_11
- Chandra, Kanchan (2012). Constructivist Theories of Ethnic Politics. Oxford: Oxford University Press. ISBN 978-0-19-989315-7. OCLC 829678440
- Christian, David (2004). Maps of Time: an introduction to big history. Berkeley: University of California Press. ISBN 978-0-520-24476-4
- Clark, Christopher M. (2012). «Polarization of Europe, 1887–1907». The sleepwalkers: how Europe went to war in 1914. Londres: Allen Lane. ISBN 978-0-7139-9942-6. OCLC 794136314. Consultado em 30 de julho de 2022. Cópia arquivada em 30 de julho de 2022
- Colledge, Sue;  et al. (2013). Origins and Spread of Domestic Animals in Southwest Asia and Europe. Walnut Creek, CA: Left Coast Press. ISBN 978-1-61132-324-5. OCLC 855969933. Consultado em 30 de julho de 2022. Cópia arquivada em 30 de julho de 2022
- Collins, Desmond (1976). The Human Revolution: From Ape to Artist. Nova Iorque: E. P. Dutton
- Comrie, Bernard; Polinsky, Maria; Matthews, Stephen, eds. (1996). The Atlas of Languages: The Origin and Development of Languages Throughout the World. Nova Iorque: Facts on File. ISBN 978-0-8160-3388-1
- Conrad, Geoffrey W.; Demarest, Arthur A. (1984). Religion and Empire: The Dynamics of Aztec and Inca Expansionism. Cambridge: Cambridge University Press. ISBN 0-521-31896-3
- Crawford, Harriet (2013). «Trade in the Sumerian world». The Sumerian World. Abingdon-on-Thames: Routledge. ISBN 978-1-136-21911-5
- Dahl, Robert (1989). Democracy and Its Critics. New Haven: Yale UP. ISBN 0-300-15355-4
- Dalley, Stephanie (1998). Myths from Mesopotamia: Creation, the Flood, Gilgamesh, and Others revisada ed. Oxford: Oxford University Press. ISBN 978-0-19-283589-5
- Delanty, Gerard; Kumar, Krishan, eds. (2006). The SAGE Handbook of Nations and Nationalism. Londres: SAGE. ISBN 978-1-4129-0101-7
- Deng, Yinke (2011). Ancient Chinese inventions. Cambridge: Cambridge University Press. ISBN 978-0-521-18692-6. OCLC 671710733
- Dennett, Daniel (1991). Consciousness Explained. Boston: Little Brown & Co. ISBN 0-316-18065-3
- Diamond, Jared (1997). Why is Sex Fun? The Evolution of Human Sexuality. Nova Iorque: Basic Books. ISBN 0-465-03127-7
- Dobres, Marcia-Anne (2020). «Gender in the Earliest Human Societies». In:  Meade, Teresa A.; Wiesner-Hanks, Merry E. A Companion to Global Gender History (em inglês) 1ª ed. Hoboken: Wiley. ISBN 978-1-119-53580-5. doi:10.1002/9781119535812.ch11
- Domhoff, W. (2002). The scientific study of dreams. Washington, D. C.: APA Press
- Eagly, Alice H.; Woo, Wendy; Diekman, Amanda B. (2000). «Social Role Theory of Sex Differences and Similarities: A Current Appraisal». The Developmental Social Psychology of Gender. Abingdon-on-Thames: Psychology Press. doi:10.4324/9781410605245-7
- Ekman, P.; Davidson, R. J. (1994). The Nature of emotion: fundamental questions. Nova Iorque: Oxford University Press. ISBN 978-0-19-508944-8
- Empson, J. (2002). Sleep and dreaming 3ª ed. Nova Iorque: Palgrave/St. Martin's Press
- Freeman, S.; Herron, J. C. (2007). Evolutionary analysis 4ª ed. Upper Saddle River, NJ: Pearson Prentice Hall. pp. 757–61. ISBN 978-0-13-227584-2
- Fukuyama, Francis (2012). The origins of political order: from prehuman times to the French Revolution. Nova Iorque: Farrar, Straus and Giroux. ISBN 978-0-374-53322-9. OCLC 1082411117
- Fusco, G.; Minelli, A. (2019). The Biology of Reproduction. Cambridge: Cambridge University Press. ISBN 9781108499859
- Garfinkle, Steven J. (2013). «Ancient Near Eastern City-States». The Oxford Handbook of the State in the Ancient Near East and Mediterranean. Oxford: Oxford Academic. ISBN 978-0-19-518831-8. doi:10.1093/oxfordhb/9780195188318.013.0004
- Greenberg, J. S.; Bruess, C. E.; Oswalt, S. B. (2016). Exploring the Dimensions of Human Sexuality. Burlington: Jones & Bartlett Publishers. ISBN 978-1-284-08154-1
- GROVES, C. P. (2005). «Order Primates». In:  WILSON, D. E.; REEDER, D. M. (Eds.). Mammal Species of the World: A Taxonomic and Geographic Reference. 1 3ª ed. Baltimore: Johns Hopkins University Press
- Hasselbach-Andee, Rebecca, ed. (2020). «The Emergence of Cuneiform Writing». A Companion to Ancient Near Eastern Languages (em inglês) 1ª ed. Nova Iorque: Wiley. ISBN 978-1-119-19329-6. doi:10.1002/9781119193814.ch2
- Heckhausen, J.; Heckhausen, H. (2018). «Introduction and Overview». Motivation and Action. Cham: Springer. ISBN 978-3-319-65093-7. doi:10.1007/978-3-319-65094-4_1
- Henry, John (2008). «Renaissance and Revolution». The scientific revolution and the origins of modern science 3ª ed. Houndsmills, Basingstoke, Hampshire: Palgrave Macmillan. ISBN 978-1-137-07904-6. OCLC 615209781
- Herdt, Gilbert (2020). Third Sex, Third Gender: Beyond Sexual Dimorphism in Culture and History (em inglês). Princeton: Princeton University Press. ISBN 978-1-942130-52-9
- Herring, George C. (2008). From colony to superpower: U.S. foreign relations since 1776. Nova Iorque: Oxford University Press. ISBN 978-0-19-972343-0. OCLC 299054528. Consultado em 30 de julho de 2022. Cópia arquivada em 30 de julho de 2022
- Hoffecker, John (2017). Modern Humans. Nova Iorque: Columbia University Press. doi:10.7312/hoff16076
- Holslag, Jonathan (2018). A political history of the world: three thousand years of war and peace. Londres: Penguin UK. OCLC 1080190517
- Hughes-Warrington, Marnie (2018). «Sense and non-sense in Ancient Greek histories». History as Wonder: Beginning with Historiography. Abingdon-on-Thames: Taylor & Francis. ISBN 978-0-429-76315-1
- Leakey, Richard; Lewin, Roger (1992). Origins Reconsidered - In Search of What Makes Us Human (em inglês). Nova Iorque: Doubleday
- Lian, Arild (2016). «The Modality-Independent Capacity of Language: A Milestone of Evolution». Language Evolution and Developmental Impairments (em inglês). Londres: Palgrave Macmillan UK. ISBN 978-1-137-58746-6. doi:10.1057/978-1-137-58746-6_7
- Little, Michael A.; Blumler, Mark A. (2015). «Hunter-Gatherers». In:  Muehlenbein, Michael P. Basics in Human Evolution (em inglês). Boston: Academic Press. pp. 323–335. ISBN 978-0-12-802652-6. Consultado em 30 de julho de 2022. Arquivado do original em 3 de julho de 2022
- Kafadar, Cemal (1994). «Ottomans and Europe». Handbook of European History 1400–1600: Late Middle Ages, Renaissance and Reformation. Leida: Brill. pp. 589–635. ISBN 978-90-04-39165-9. doi:10.1163/9789004391659_019
- Kirkpatrick, Robin (2002). The Age of Discovery, 1400–1600 2ª ed. Abingdon-on-Thames: Routledge. ISBN 978-1-136-47968-7. OCLC 859536800. Consultado em 30 de julho de 2022. Cópia arquivada em 30 de julho de 2022
- Maslin, Mark (2017). The Cradle of Humanity: How the changing landscape of Africa made us so smart (em inglês). Oxford: Oxford University Press. ISBN 978-0-19-100971-6
- Marks, J. (2010). «Ten facts about human variation». In:  Muehlenbein, M. Human Evolutionary Biology (PDF) (em inglês). Nova Iorque: Cambridge University Press. Consultado em 5 de setembro de 2013. Arquivado do original (PDF) em 15 de abril de 2012
- Mavrody, Sergey (2013). Visual Art Forms: Traditional to Digital (em inglês). Henderson: Sergey's HTML5 & CSS3. ISBN 978-0-9833867-5-9
- May, Timothy (2013). The Mongol Conquests in World History. Londres: Reaktion Books. ISBN 978-1-86189-971-2
- Muehlenbein, M. P. (2010).  Jones, J., ed. Human Evolutionary Biology. Cambridge: Cambridge University Press. ISBN 978-0-521-87948-4
- Nadal, Kevin L. (2017). The SAGE Encyclopedia of Psychology and Gender. Thousand Oaks: SAGE Publications. ISBN 978-1483384276
- Needham, Joseph (1954). Science and civilisation in China. I. Cambridge: Cambridge University Press. ISBN 0-521-05799-X. OCLC 779676
- Noble, Thomas F. X.; Strauss, Barry; Osheim, Duane; Neuschel, Kristen; Accampo, Elinor (2013). Cengage Advantage Books: Western Civilization: Beyond Boundaries. Boston: Cengage Learning. Consultado em 11 de julho de 2015. Cópia arquivada em 27 de fevereiro de 2021
- Olmstead, Mary C.; Kuhlmeier, Valerie A. (2015). Comparative Cognition. Cambridge: Cambridge University Press. ISBN 978-1-107-01116-8
- Ord, Toby (2020). The Precipice: Existential Risk and the Future of Humanity. Nova Iorque: Hachette Books. ISBN 978-0-316-48489-3
- Pedersen, Olaf (1993). «Science Before the Greeks». Early physics and astronomy: A historical introduction. Cambridge: CUP Archive. ISBN 978-0-521-40340-5
- Peoples, James; Bailey, Garrick Alan (2010). Humanity: An Introduction to Cultural Anthropology 9ª ed. Boston: Wadsworth Cengage learning
- Pierce, B. A. (2012). Genetics: A Conceptual Approach. São Francisco: W. H. Freeman and Company. ISBN 978-1-4292-3252-4
- Reich, D. (2018). Who We Are And How We Got Here – Ancient DNA and the New Science of the Human Past. Nova Iorque: Pantheon Books. ISBN 978-1-101-87032-7
- Renima, Ahmed; Tiliouine, Habib; Estes, Richard J. (2016). «The Islamic Golden Age: A Story of the Triumph of the Islamic Civilization». The State of Social Progress of Islamic Societies: Social, Economic, Political, and Ideological Challenges. Col: International Handbooks of Quality-of-Life (em inglês). Cham: Springer International Publishing. ISBN 978-3-319-24774-8. doi:10.1007/978-3-319-24774-8_2
- Roberts, D. (2011). Fatal Invention (em inglês). Londres e Nova Iorque: The New Press
- Robin, Ashley (1991). Biological Perspectives on Human Pigmentation. Cambridge: Cambridge University Press
- Robson, Eleanor (2008). Mathematics in ancient Iraq: A social history. Princeton: Princeton University Press
- Russo, Lucio (2004). The forgotten revolution: how science was born in 300 BC and why it had to be reborn. Berlim: Springer. ISBN 978-3-642-18904-3. OCLC 883392276
- Sagan, Carl (1978). The Dragons of Eden. Nova Iorque: Ballantine Books. ISBN 0-345-34629-7
- Saggs, H. W. F. (2000). Babylonians. Berkeley: Univ of California Press. ISBN 978-0-520-20222-1
- Scanes, Colin G. (2018). «The Neolithic Revolution, Animal Domestication, and Early Forms of Animal Agriculture». In:  Scanes, Colin G.; Toukhsati, Samia R. Animals and Human Society. Amesterdã: Elsevier. ISBN 978-0-12-805247-1. doi:10.1016/B978-0-12-805247-1.00006-X
- Scarre, Chris (2018). «The world transformed: from foragers and farmers to states and empires». In:  Scarre, Chris. The Human Past: World Prehistory and the Development of Human Societies 4ª ed. Londres: Thames & Hudson. ISBN 978-0-500-29335-5
- Schwartz, Jeffrey (1987). The Red Ape: Orangutans and Human Origins. Cambridge, MA: Westview Press. ISBN 0813340640
- Shaughnessy, Edward L.; Loewe, Michael, eds. (1999). «The Shang: China's first historical dynasty». The Cambridge History of Ancient China: From the Origins of Civilization to 221 BC. Cambridge: Cambridge University Press. ISBN 978-0-521-47030-8
- Skinner, B.F. (1974). About Behaviorism. Nova Iorque: Alfred A. Knopf
- Smelser, N. J.; Baltes, P. B. (2001). International Encyclopedia of the Social & Behavioral Sciences. Amesterdã: Elsevier Science. ISBN 978-0-08-043076-8
- Smith, Anthony D. (1999). Myths and Memories of the Nation. Oxford: Oxford University Press
- Spielvogel, Jackson J. (2014). Western Civilization: Volume A: To 1500. Boston: Cenpage Learning. Consultado em 11 de julho de 2015. Cópia arquivada em 10 de agosto de 2023
- Therman, E. (1980). Human Chromosomes: Structure, Behavior, Effects. Nova Iorque: Springer US. ISBN 978-1-4684-0109-7. doi:10.1007/978-1-4684-0107-3
- Thornhill, R.; Palmer, C. T. (2000). A Natural History of Rape. Biological Bases of Sexual Coercion. Cambridge: MIT Press
- Thornton, Bruce S. (2002). Greek Ways: How the Greeks Created Western Civilization. São Francisco: Encounter Books. ISBN 978-1-893554-57-3. Consultado em 30 de julho de 2022. Cópia arquivada em 10 de agosto de 2023
- Trumbach, Randolph (1994). «London's Sapphists: From Three Sexes to Four Genders in the Making of Modern Culture». In:  Herdt, Gilbert. Third Sex, Third Gender: Beyond Sexual Dimorphism in Culture and History. Nova Iorque: Zone (MIT). ISBN 978-0-942299-82-3
- Van Gelder, J. L. (2016). «Emotions in Criminal Decision Making». In:  Wright, R. Oxford Bibliographies in Criminology. Oxford: Oxford University Press. doi:10.1093/OBO/9780195396607-0208
- Waal, Frans de Waal (1997). Bonobo. Berkeley: University of California Press. ISBN 0-520-20535-9
- Wells, Peter S. (2011). «The Iron Age». European Prehistory. Col: Interdisciplinary Contributions to Archaeology (em inglês). Nova Iorque: Springer. ISBN 978-1-4419-6633-9. doi:10.1007/978-1-4419-6633-9_11
- Wilson, Edward O. (2002). The Future of Life (em inglês). Nova Iorque: Knopf Doubleday Publishing Group. ISBN 9780375414565
- Zijlmans, Kitty; Damme, Wilfried Van, eds. (2008). «The Arts after Darwin: Does Art have an Origin and Adaptive Function?». World Art Studies: Exploring Concepts and Approaches. Amsterdam: Valiz